# Liste der Biografien/Tan
Liste der Biografien |
Portal Biografien |
Personensuche
# |
A |
B |
C |
D |
E |
F |
G |
H |
I |
J |
K |
L |
M |
N |
O |
P |
Q |
R |
S |
T |
U |
V |
W |
X |
Y |
Z |
?
 
Ta |
Tc |
Te |
Tf |
Tg |
Th |
Ti |
Tj |
Tk |
Tl |
Tm |
To |
Tq |
Tr |
Ts |
Tu |
Tv |
Tw |
Tx |
Ty |
Tz
 
Taa |
Tab |
Tac |
Tad |
Tae |
Taf |
Tag |
Tah |
Tai |
Taj |
Tak |
Tal |
Tam |
Tan |
Tao |
Tap |
Taq |
Tar |
Tas |
Tat |
Tau |
Tav |
Taw |
Tax |
Tay |
Taz
Die Liste der Biografien führt alle Personen auf, die in der deutschsprachigen Wikipedia einen Artikel haben. Dieses ist eine Teilliste mit 1116 Einträgen von Personen, deren Namen mit den Buchstaben „Tan“ beginnt.

## Tan
- Tan Chee Ing, Paul (* 1940), malaysischer Ordensgeistlicher, emeritierter Bischof von Melaka-Johor
- Tan Daoji († 436), chinesischer General der Südlichen Song-Dynastie
- Tan King Gwan (1932–2001), indonesischer Badmintonspieler
- Tan Monfardini, Wenling (* 1972), italienische Tischtennisspielerin
- Tan Zuoren (* 1954), chinesischer Umweltaktivist und Bürgerrechtler
- Tan, Aik Huang (* 1946), malaysischer Badmintonspieler
- Tan, Aik Mong (1950–2020), malaysischer Badmintonspieler
- Tan, Aik Quan (* 1990), malaysischer Badmintonspieler
- Tan, Alvin (* 1980), singapurischer Politiker (PAP), MP
- Tan, Amy (* 1952), chinesisch-amerikanische SchriftstellerinAmy Tan (* 1952)

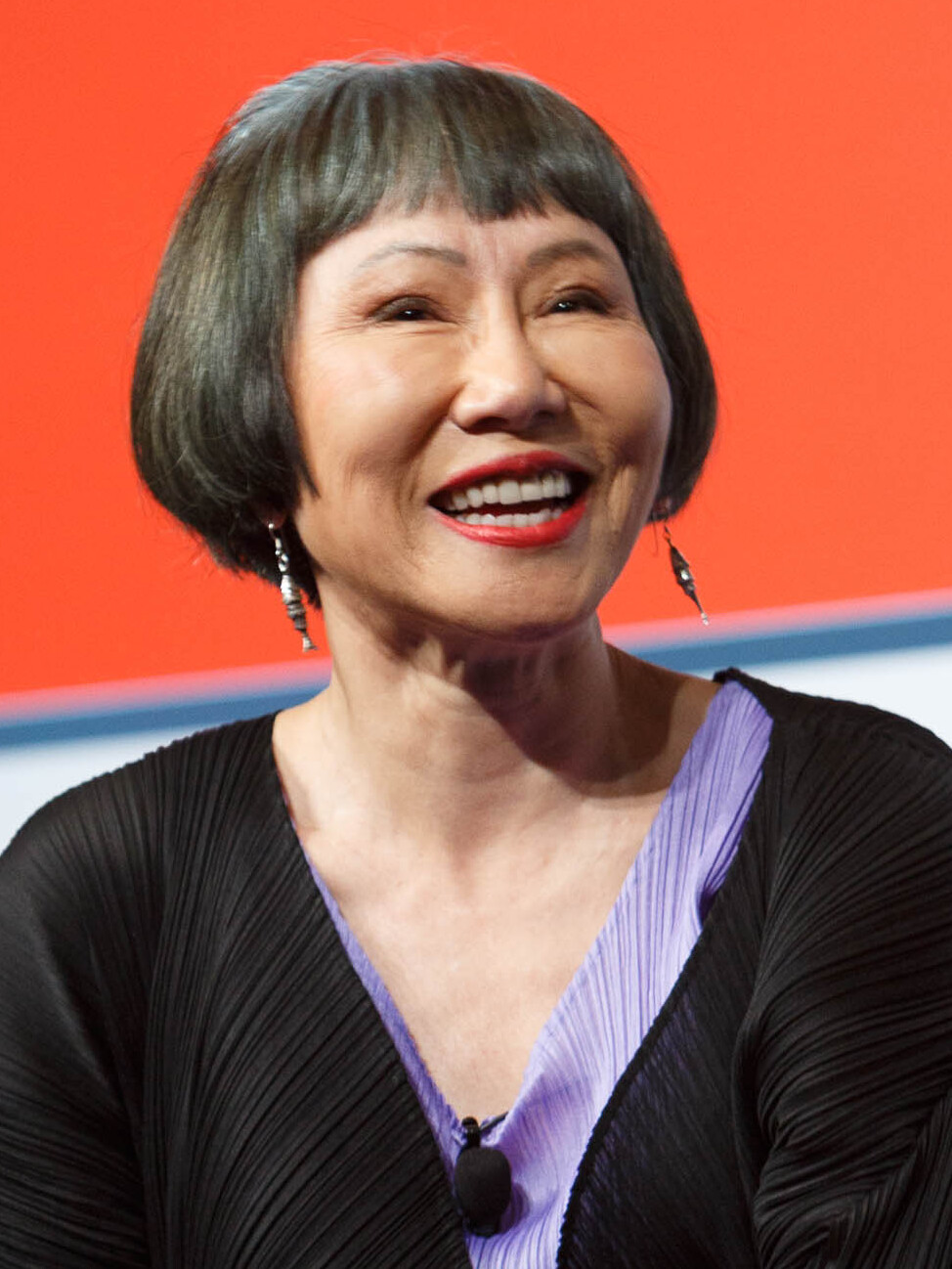
Amy Tan (* 1952)

- Tan, Anamah (* 1940), singapurische Familienanwältin und Frauenrechtlerin
- Tan, Andrew Lim (* 1952), chinesisch-philippinischer Milliardär
- Tan, Bin Shen (* 1984), malaysischer Badmintonspieler
- Tan, Boon Heong (* 1987), malaysischer Badmintonspieler
- Tan, Cheng Bock (* 1940), singapurischer Politiker (PSP, PAP)
- Tan, Cheng Lock (1883–1960), malaysischer Politiker
- Tan, Chin Tuan (1908–2005), chinesisch-singapurischer Manager
- Tan, Chong Tee (1916–2012), singapurischer Widerstandskämpfer und Badmintonspieler
- Tan, Chuan-Jin (* 1969), singapurischer Politiker
- Tan, Chun Mei (* 1961), Schauspielerin und Mezzosopranistin
- Tan, Chun Seang (* 1986), malaysischer Badmintonspieler
- Tan, Daryl (* 2001), singapurischer Sprinter
- Tan, Dun (* 1957), chinesischer Komponist und DirigentTan Dun (* 1957)

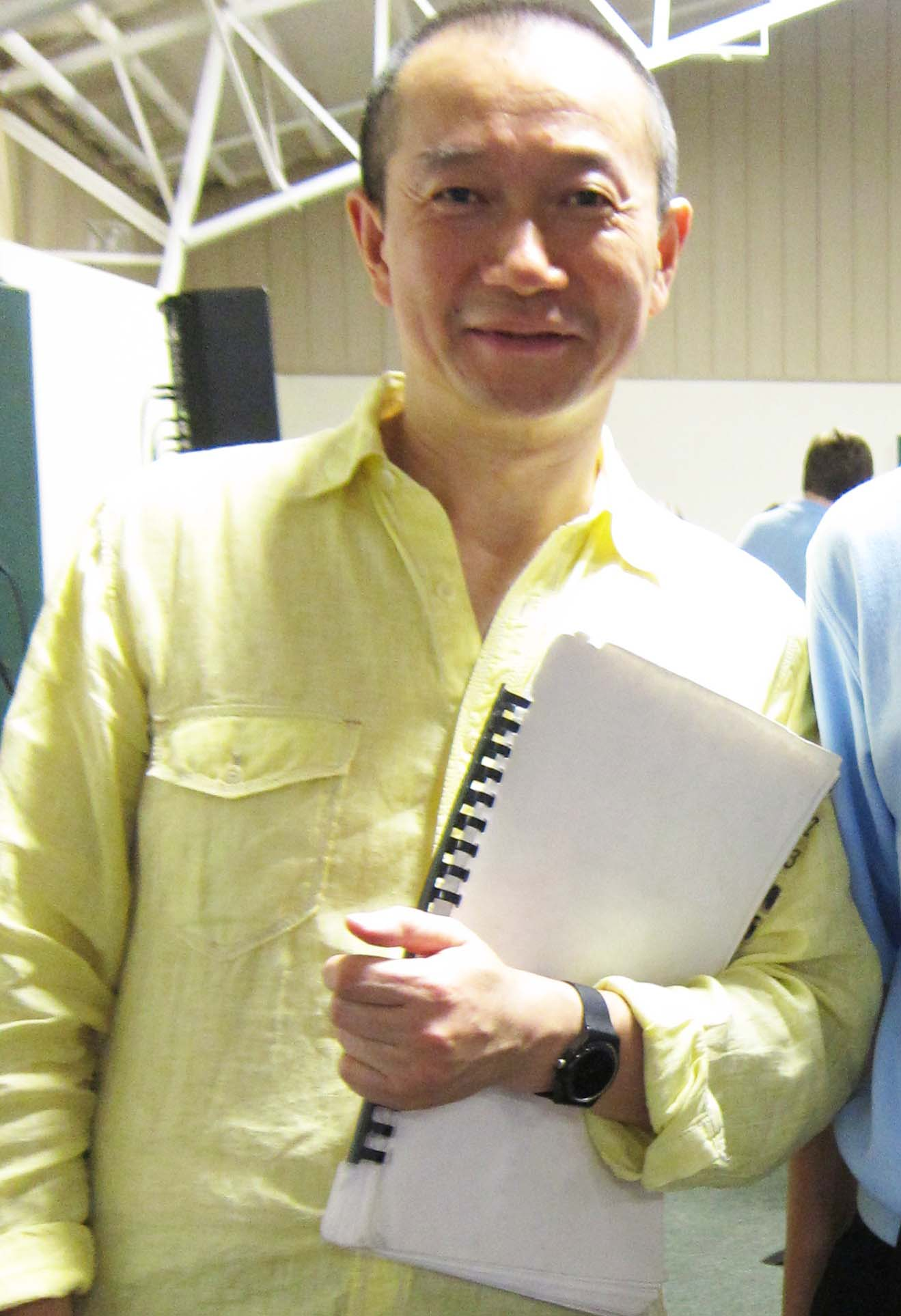
Tan Dun (* 1957)

- Tan, Elizabeth-Ann Shee Ru (* 2003), singapurische Sprinterin
- Tan, Eng Bock (1936–2020), singapurischer Wasserballspieler
- Tan, Eng Liang (1937–2023), singapurischer Wasserballspieler und Sportfunktionär
- Tan, Eng Yoon (1928–2010), singapurischer Dreispringer, Sprinter, Hürdenläufer und Hochspringer
- Tan, Fiona (* 1966), indonesische Fotografin, Filmemacherin und Videokünstlerin
- Tan, Gaik Bee, malaysische Badmintonspielerin
- Tan, Harmony (* 1997), französische Tennisspielerin
- Tan, Hong Djien (* 1916), indonesischer Fußballspieler
- Tan, Howe Liang (1933–2024), singapurischer Gewichtheber
- Tan, Huck Gim (* 1955), singapurischer Generalmajor
- Tan, Janis, US-amerikanische Badmintonspielerin
- Tan, Jian (* 1988), chinesische Diskuswerferin
- Tan, Jiazhen (1909–2008), chinesischer Genetiker
- Tan, Jin Eong (1927–2014), malaysischer Badmintonspieler
- Tan, Joe Hok (1937–2025), indonesischer Badmintonspieler
- Tan, Jonan (* 2006), singapurischer Fußballspieler
- Tan, Kah Kee (1874–1961), chinesischer Philanthrop und Großindustrieller
- Tan, Kim Her (* 1971), malaysischer Badmintonspieler
- Tan, Kim Seng (1805–1864), Peranakan-Kaufmann, Unternehmer, Jurist und Philanthrop in Singapur
- Tan, Lee Wai (* 1970), malaysische Badmintonspielerin
- Tan, Lei (1963–2016), chinesische Mathematikerin
- Tan, Lewis (* 1987), britischer Schauspieler, Stuntman und Model
- Tan, Liangde (* 1965), chinesischer Wasserspringer
- Tan, Lianne (* 1990), belgische Badmintonspielerin
- Tan, Lip Seng (* 1942), singapurischer Fotograf
- Tan, Lucio (* 1934), philippinischer Magnat und Unternehmer chinesischer Abstammung
- Tan, Marc Ryan (* 2002), singapurischer Fußballspieler
- Tan, Marylyn (* 1993), singapurische Schriftstellerin und Künstlerin
- Tan, Mei Chuan (* 1963), malaysische Badmintonspielerin
- Tan, Mengyi (* 2002), chinesische Weitspringerin
- Tan, Mika (* 1977), US-amerikanische Pornodarstellerin und ModelMika Tan (* 1977)

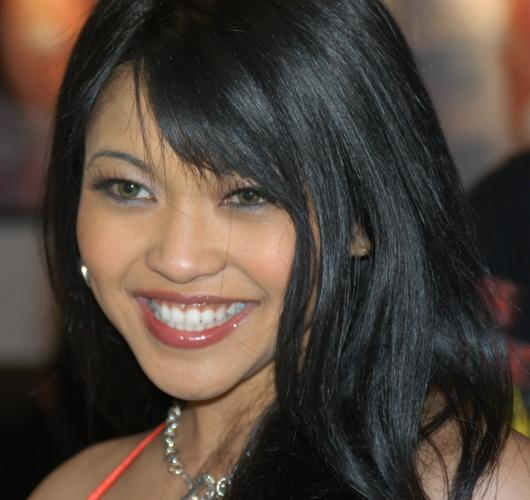
Mika Tan (* 1977)

- Tan, Mike (* 1986), philippinischer Schauspieler
- Tan, Min-Liang (* 1977), singapurischer Unternehmer und ehemaliger Anwalt
- Tan, Müge (* 1991), türkische Schauspielerin
- Tan, Namık (* 1956), türkischer Diplomat
- Tan, Ning (* 2003), chinesische Badmintonspielerin
- Tan, Paey Fern (* 1974), singapurische Tischtennisspielerin
- Tan, Pearly (* 2000), malaysische Badmintonspielerin
- Tan, Roni (* 1992), malaysischer Badmintonspieler
- Tan, Ruiwu (* 1983), kroatischer Tischtennisspieler
- Tan, See Leng (* 1964), singapurischer Politiker
- Tan, Shaowen (1929–1993), chinesischer Politiker (Volksrepublik China)
- Tan, Shaun (* 1974), australischer Schriftsteller und Illustrator
- Tan, Siew Sin (1916–1988), erster Finanzminister Malaysias
- Tan, Sitong (1865–1898), chinesischer Politiker und Philosoph
- Tan, Song Hwa (* 1986), malaysische Hammerwerferin
- Tan, Stefanie (* 1992), singapurische Tennisspielerin
- Tan, Sui Hoon (* 1963), malaysische Badmintonspielerin
- Tan, Taigi (1709–1771), japanischer Haiku-Poet
- Tan, Tin Wee (* 1962), singapurischer Bioinformatiker und Hochschullehrer
- Tan, Tony Yam Keng (* 1940), singapurischer PolitikerTony Tan Keng Yam (* 1940)

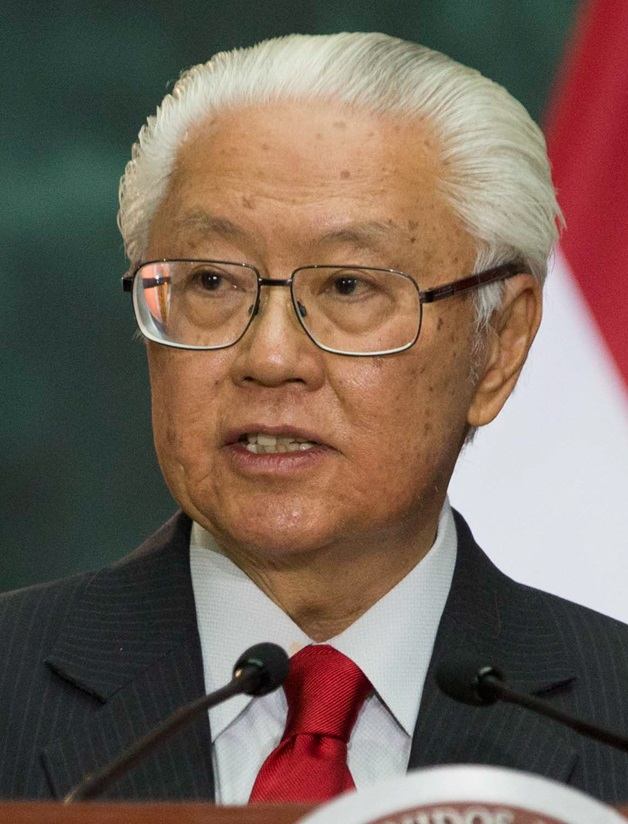
Tony Tan Keng Yam (* 1940)

- Tan, Twan Eng (* 1972), malaysischer Autor und Jurist
- Tan, Vincent (* 1952), malaysischer UnternehmerVincent Tan (* 1952)

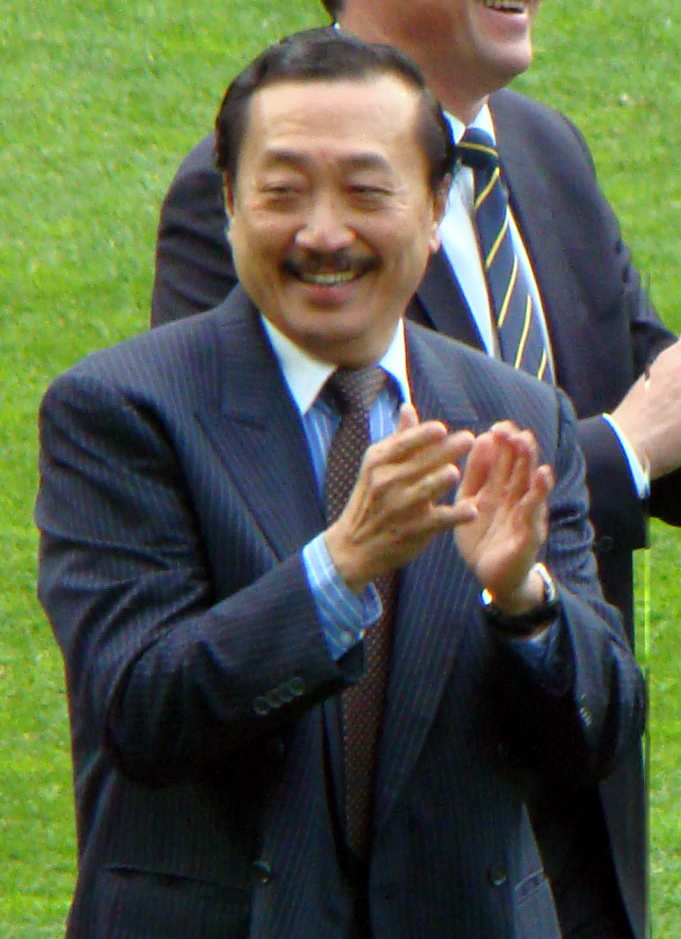
Vincent Tan (* 1952)

- Tan, Wanita (* 1988), deutsche Pornodarstellerin
- Tan, Wee Kiong (* 1989), malaysischer Badmintonspieler
- Tan, Wei Han (* 1993), singapurische Badmintonspielerin
- Tan, Weiron (* 1994), malaysischer Automobilrennfahrer
- Tan, Xuan (* 1986), chinesischer Unternehmer und Pokerspieler
- Tan, Xue (* 1984), chinesische Säbelfechterin
- Tan, Ya-ting (* 1993), taiwanische Bogenschützin
- Tan, Yayun (* 1992), chinesische Gewichtheberin
- Tan, Yee Khan (* 1940), malaysischer Badmintonspieler
- Tan, Yuhan (* 1987), belgischer Badmintonspieler
- Tan, Yunxian (1461–1554), chinesische Ärztin in der Ming-Zeit
- Tan, Zhenlin (1902–1983), chinesischer Politiker
- Tan, Zhongyi (* 1991), chinesische Schachspielerin und Schachweltmeisterin
- Tan, Zongliang (* 1971), chinesischer Sportschütze
- Tan-Ruhurater II., elamitischer König
- Tan-ruhuratir, König von Elam

### Tana
- Tana (* 1990), spanischer Fußballspieler
- Tana Chanabut (* 1984), thailändischer Fußballspieler und -trainer
- Tana Sripandorn (* 1986), thailändischer Fußballspieler
- Tana, Akira (* 1952), US-amerikanischer Jazzmusiker
- Tana, Gabrielle, britische Filmproduzentin

#### Tanaa
- Tanaami, Keiichi (1936–2024), japanischer Pop-Art-Künstler

#### Tanab
- Tanabashi, Ryo (1907–1974), japanischer Bauingenieur
- Tanabe, Chikara (* 1975), japanischer Ringer
- Tanabe, Daichi (* 2001), japanischer Fußballspieler
- Tanabe, David (* 1980), US-amerikanischer Eishockeyspieler
- Tanabe, Hajime (1885–1962), japanischer Philosoph
- Tanabe, Hisao (1883–1984), japanischer Musikwissenschaftler
- Tanabe, Kazuhiko (* 1981), japanischer Fußballspieler
- Tanabe, Keisuke (* 1992), japanischer Fußballspieler
- Tanabe, Kensuke (* 1963), japanischer Spieleentwickler
- Tanabe, Kiyoshi (* 1940), japanischer Boxer
- Tanabe, Kōhei (* 2001), japanischer Fußballspieler
- Tanabe, Makoto (1922–2015), japanischer Politiker
- Tanabe, Moritake (1889–1949), Generalleutnant der kaiserlich japanischen Armee
- Tanabe, Ryōta (* 1993), japanischer Fußballspieler
- Tanabe, Ryūichi (* 1948), japanischer Diplomat
- Tanabe, Sadayoshi (1888–2000), japanischer Bibliograph
- Tanabe, Seiko (1928–2019), japanische Schriftstellerin
- Tanabe, Shūto (* 2002), japanischer Fußballspieler
- Tanabe, Sōtan (* 1990), japanischer Fußballspieler
- Tanabe, Taichi (1831–1915), japanischer Diplomat
- Tanabe, Tōru (* 1961), japanischer Opernsänger (Bariton), Schauspieler und SynchronsprecherTōru Tanabe (* 1961)

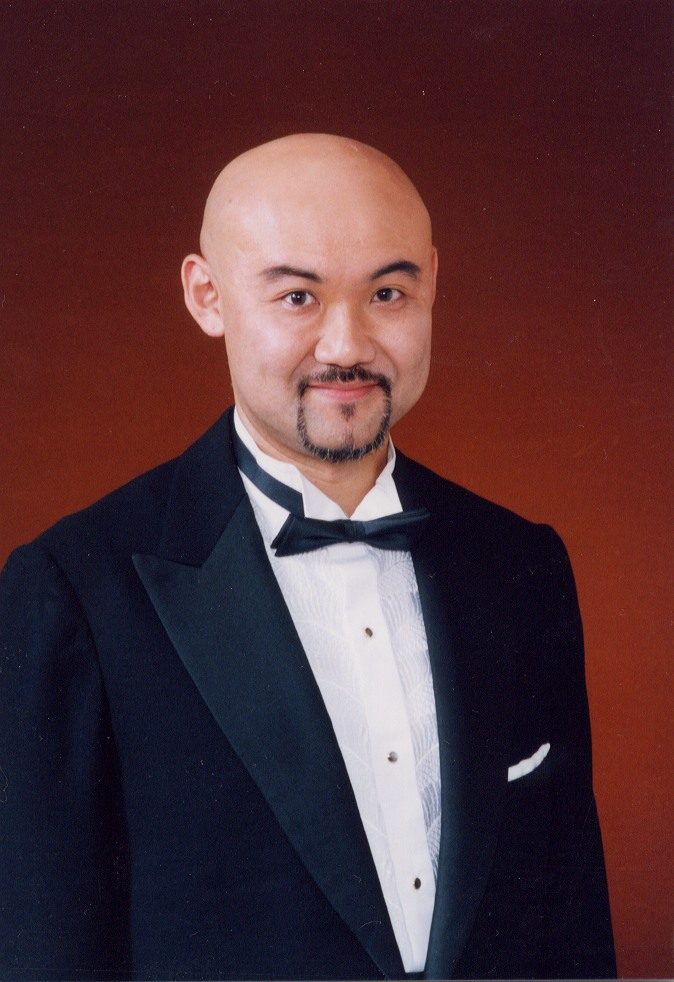
Tōru Tanabe (* 1961)

- Tanabe, Yōko (* 1966), japanische Judoka
- Tanabe, Yōta (* 2002), japanischer Fußballspieler
- Tanabe, Yuki (* 1989), japanische Handballspielerin
- Tanaboon Kesarat (* 1993), thailändischer Fußballspieler
- Tanabu, Masami (1934–2025), japanischer Politiker und Eishockeyspieler sowie -trainer

#### Tanac
- Tanachai Noorach (* 1992), thailändischer Fußballspieler

#### Tanad
- Tañada, Lorenzo (1898–1992), philippinischer Politiker
- Tanada, Ryō (* 2003), japanischer Fußballspieler
- Tanada, Shin (* 1969), japanischer Fußballspieler
- Tañada, Wigberto (* 1934), philippinischer Politiker
- Tanadol Chaipa (* 2004), thailändischer Fußballspieler

#### Tanag
- Tanaghrisson († 1754), Führer der irokesischen Seneca im oberen Ohio-Tal

#### Tanah
- Tanahashi, Akito (* 2000), japanischer Fußballspieler
- Tanahashi, Hiroshi (* 1976), japanischer WrestlerHiroshi Tanahashi (* 1976)

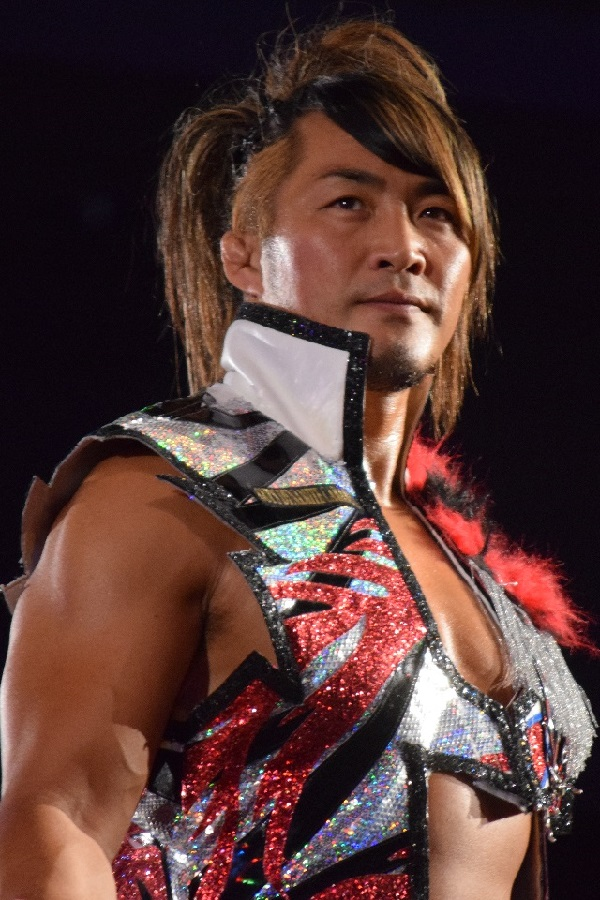
Hiroshi Tanahashi (* 1976)

- Tanahashi, Kazuaki (* 1933), japanischer Künstler und Friedensaktivist
- Tanahashi, Yasufumi (* 1963), japanischer Politiker
- Tanahashi, Yūsuke (* 1987), japanischer Fußballspieler

#### Tanaj
- Tanajew, Nikolai (1945–2020), kirgisischer Politiker

#### Tanak
- Tänak, Ott (* 1987), estnischer RallyefahrerOtt Tänak (* 1987)

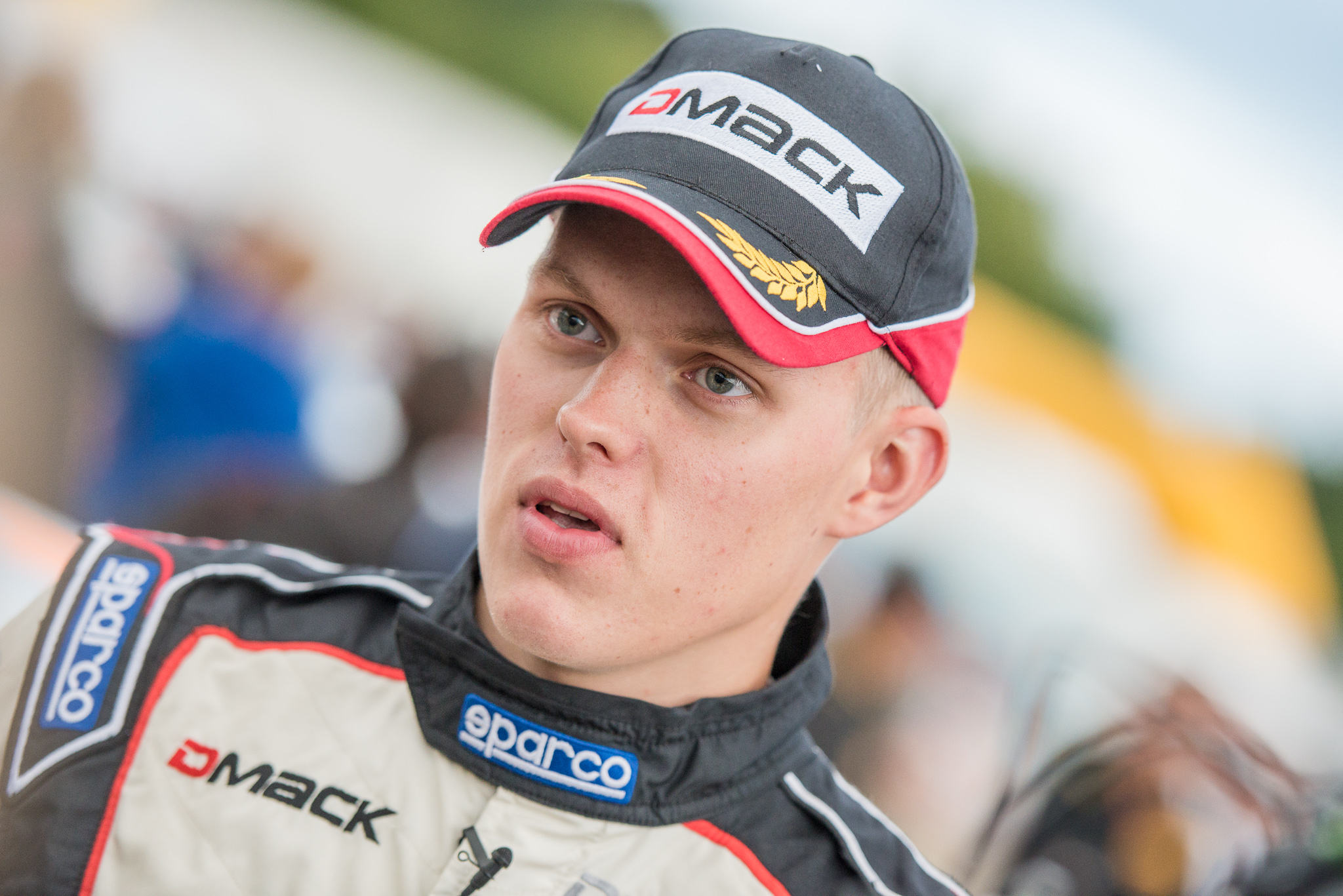
Ott Tänak (* 1987)

- Tanaka Giichi (1863–1929), 26. Premierminister von Japan
- Tanaka Kōtarō (1890–1974), japanischer Jurist und Richter am Internationalen Gerichtshof
- Tanaka, Aiji (* 1951), japanischer Politikwissenschaftler und Hochschullehrer
- Tanaka, Akio (* 1956), japanischer Manga-Zeichner
- Tanaka, Alice (* 1996), japanische Hip-Hop-Urban-Sängerin

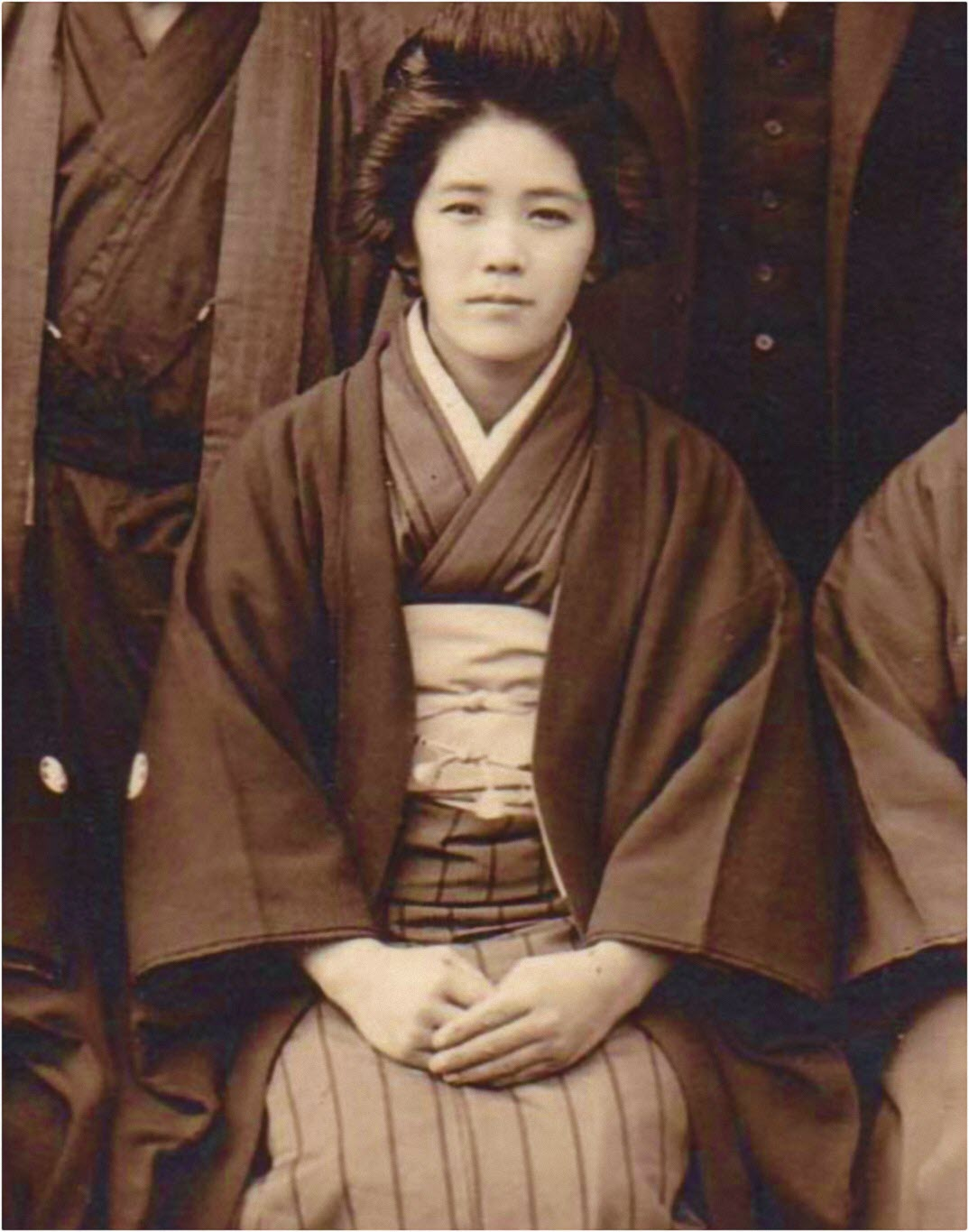
Tanaka Kane (1903–2022)

- Tanaka, Ao (* 1998), japanischer Fußballspieler
- Tanaka, Asuna (* 1988), japanische Fußballspielerin
- Tanaka, Atomu (* 1987), japanischer Fußballspieler
- Tanaka, Atsuko (1932–2005), japanische Malerin, Zeichnerin und Aktionskünstlerin
- Tanaka, Atsuko (1962–2024), japanische Synchronsprecherin
- Tanaka, Atsuko (* 1992), kanadische Skispringerin
- Tanaka, Ayako (* 1984), japanische Sopranistin
- Tanaka, Ayumi (* 1986), japanische Jazzmusikerin (Piano, Komposition)
- Tanaka, Chie (* 1981), japanisches Model und Schauspielerin
- Tanaka, Chigaku (1861–1939), japanischer Prediger und Nationalist
- Tanaka, Chikage (* 1973), japanische Shorttrackerin
- Tanaka, Chikao (1905–1995), japanischer Dramatiker und Theaterleiter
- Tanaka, Chisato (* 1988), japanische Sprinterin
- Tanaka, Daisuke (* 1983), japanischer Fußballspieler
- Tanaka, Eiichi (* 1941), japanischer Nordischer Kombinierer
- Tanaka, Elly (* 1965), US-amerikanische Biochemikerin
- Tanaka, Eugenia (* 1987), australische Badmintonspielerin
- Tanaka, Fujimaro (1845–1909), japanischer Politiker
- Tanaka, Fuyuji (1894–1980), japanischer Dichter
- Tanaka, Gary (* 1943), US-amerikanischer Unternehmer und ex-Milliardär
- Tanaka, Gō (* 1983), japanischer Eishockeyspieler
- Tanaka, Hayate (* 1999), japanischer Fußballspieler
- Tanaka, Hayato (* 2003), japanischer Fußballspieler
- Tanaka, Hayuma (* 1982), japanischer Fußballspieler
- Tanaka, Hide (* 1956), japanischer Jazzmusiker
- Tanaka, Hidemitsu (1913–1949), japanischer Schriftsteller
- Tanaka, Hideo (* 1983), japanischer Fußballspieler
- Tanaka, Hirokazu (* 1957), japanischer Videospiel-Komponist
- Tanaka, Hiroki (* 1991), japanischer Fußballspieler
- Tanaka, Hiromasa (* 1981), japanischer Zehnkämpfer
- Tanaka, Hiromu (* 1999), japanischer Fußballspieler
- Tanaka, Hiroshi (* 1915), japanischer Hochspringer
- Tanaka, Hiroshi (* 1932), japanischer Mathematiker
- Tanaka, Hiroto (* 1990), japanischer Fußballspieler
- Tanaka, Hiroyuki (* 1964), japanischer Regisseur und Schauspieler
- Tanaka, Hisashige (1799–1881), japanischer Erfinder und Unternehmer
- Tanaka, Hitomi (* 1986), japanische Pornodarstellerin und Gravure IdolHitomi Tanaka (* 1986)

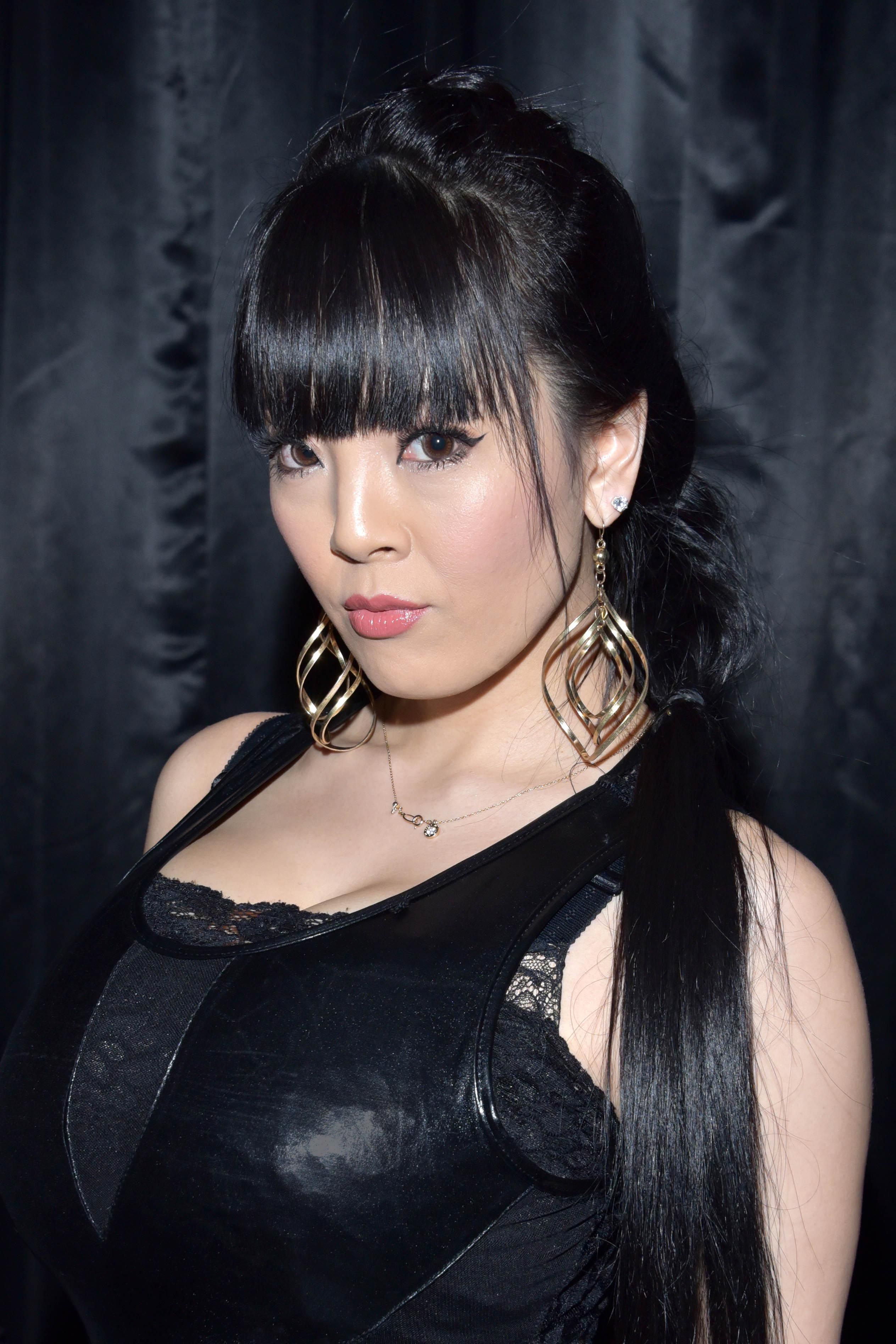
Hitomi Tanaka (* 1986)

- Tanaka, Hozumi (* 1948), japanischer Jazzmusiker
- Tanaka, Ikkō (1930–2002), japanischer Grafiker und Grafikdesigner
- Tanaka, Isson (1908–1977), japanischer Maler
- Tanaka, Jirō (1906–1982), japanischer Jurist
- Tanaka, Jumpei (* 1999), japanischer Fußballspieler
- Tanaka, Jun (* 1960), japanischer Kunsthistoriker
- Tanaka, Jun (* 1983), japanischer Fußballspieler
- Tanaka, Junko (* 1973), japanische Synchronschwimmerin
- Tanaka, Jun’ya (* 1983), japanischer Fußballspieler
- Tanaka, Jun’ya (* 1987), japanischer Fußballspieler
- Tanaka, Kakuei (1918–1993), japanischer Politiker
- Tanaka, Kane (1903–2022), japanische Supercentenarian, ältester lebender Mensch (2018 bis 2022)Tanaka Kane (1903–2022)
- Tanaka, Kanta (* 1998), japanischer Fußballspieler
- Tanaka, Karen (* 1961), japanische Komponistin
- Tanaka, Katsuyuki (* 2002), japanischer Fußballspieler
- Tanaka, Kazuki (* 2000), japanischer Fußballspieler
- Tanaka, Keiji (* 1994), japanischer Eiskunstläufer
- Tanaka, Keishū (1938–2022), japanischer Politiker
- Tanaka, Keita (* 1989), japanischer Fußballspieler
- Tanaka, Kengo (* 1989), japanischer Fußballspieler
- Tanaka, Kenji (* 1983), japanischer Fußballspieler
- Tanaka, Kinuyo (1910–1977), japanische Schauspielerin und Regisseurin
- Tanaka, Kiyoko (1932–1996), japanische Pianistin
- Tanaka, Kōdai (* 1999), japanischer Fußballspieler
- Tanaka, Kōhei (* 1985), japanischer Fußballspieler
- Tanaka, Kōichi (* 1959), japanischer Elektroingenieur, Nobelpreis für Chemie 2002
- Tanaka, Kōji (* 1955), japanischer Fußballspieler und -trainer
- Tanaka, Kōki (* 1975), japanischer Installations- und Videokünstler
- Tanaka, Kōsei (* 1995), japanischer Boxer
- Tanaka, Kōsuke (* 1999), japanischer Fußballspieler
- Tanaka, Kōta (* 1986), japanischer Eishockeyspieler
- Tanaka, Kunie (1932–2021), japanischer Schauspieler
- Tanaka, Kyōkichi (1892–1915), japanischer Grafiker
- Tanaka, Kyūgu (1662–1730), japanischer Agronom
- Tanaka, Makiko (* 1944), japanische Politikerin
- Tanaka, Makoto (* 1975), japanischer Fußballspieler
- Tanaka, Manami (* 1996), japanische Rollstuhltennisspielerin
- Tanaka, Marcus Tulio (* 1981), japanischer Fußballspieler
- Tanaka, Mari (* 1987), japanische Tennisspielerin
- Tanaka, Masaaki (* 1947), japanischer Künstler und Maler
- Tanaka, Masaaki (* 1974), japanischer Poolbillardspieler
- Tanaka, Masahiko (* 1941), japanischer Karateka
- Tanaka, Masahiro (* 1988), japanischer Baseballspieler
- Tanaka, Masaki (* 1991), japanischer Fußballspieler
- Tanaka, Masaru (* 1946), japanischer Komponist und Musikpädagoge
- Tanaka, Masashi (* 1962), japanischer Mangaka
- Tanaka, Masato (* 1973), japanischer Wrestler
- Tanaka, Mayumi (* 1955), japanische SeiyūMayumi Tanaka (* 1955)

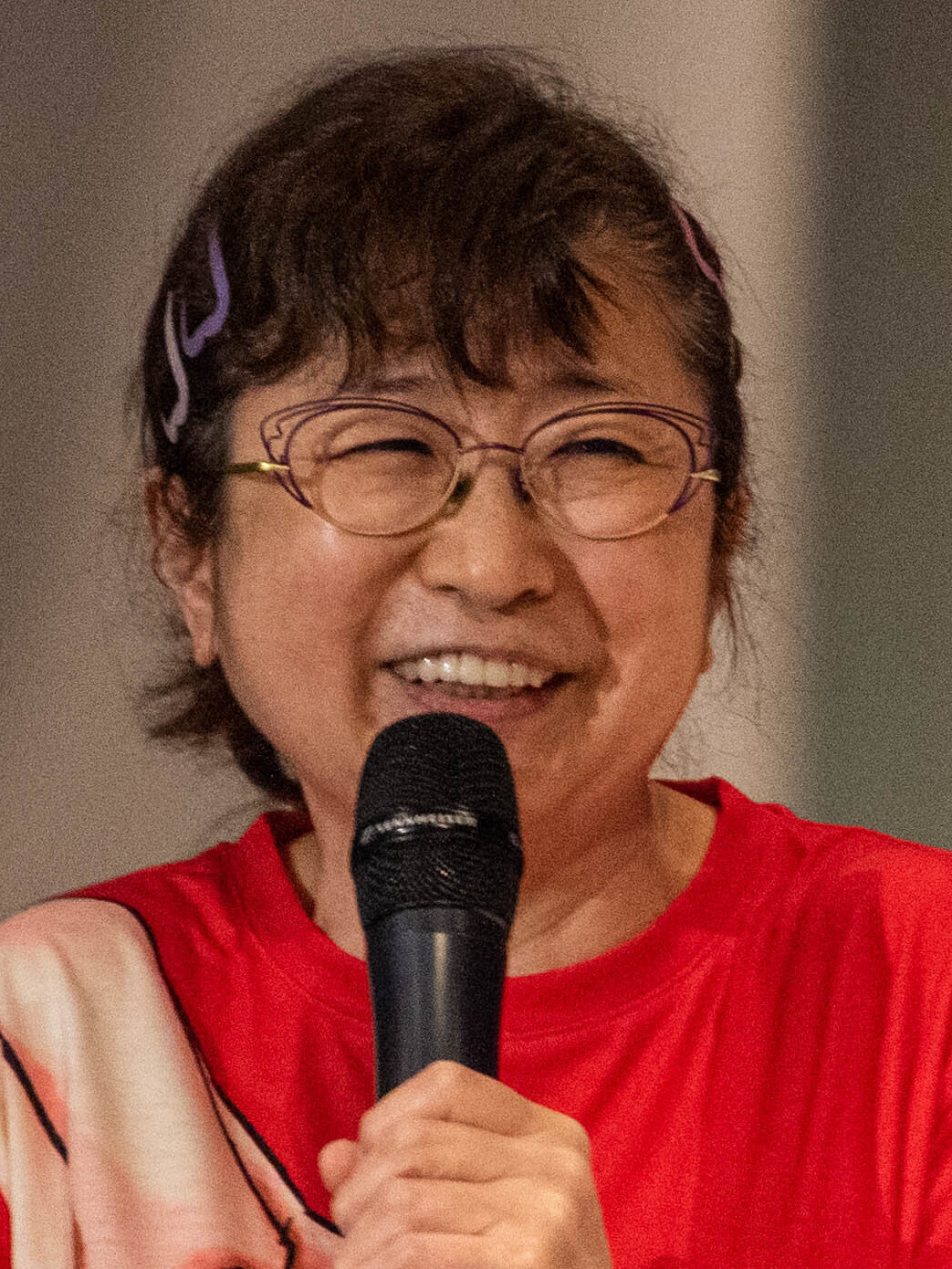
Mayumi Tanaka (* 1955)

- Tanaka, Michitarō (1902–1985), japanischer Philosoph
- Tanaka, Miho (* 1976), japanische Badmintonspielerin
- Tanaka, Miki (* 1987), japanische Judoka
- Tanaka, Mikiyasu (* 1955), japanischer Volleyballspieler
- Tanaka, Mina (* 1994), japanische Fußballspielerin
- Tanaka, Mitsuaki (1843–1939), japanischer Politiker
- Tanaka, Mitsutoshi (* 1958), japanischer Film- und Werberegisseur
- Tanaka, Miyako (* 1967), japanische Synchronschwimmerin
- Tanaka, Momoko (* 2000), japanische Fußballtorhüterin
- Tanaka, Naoki (* 1940), japanischer Politiker
- Tanaka, Naoki (* 1993), japanischer Fußballspieler
- Tanaka, Naoko (* 1975), japanische bildende Künstlerin
- Tanaka, Noboru (* 1930), japanischer Mathematiker
- Tanaka, Noboru (1937–2006), japanischer Filmregisseur
- Tanaka, Nobutaka (* 1971), japanischer Fußballspieler
- Tanaka, Nozomi (* 1999), japanische Langstreckenläuferin
- Tanaka, Ōdō (1868–1932), japanischer Gesellschaftskritiker und Essayist
- Tanaka, Ogeretsu (* 1995), japanische Mangaka
- Tanaka, Paulo Jun’ichi (* 1993), japanischer Fußballspieler
- Tanaka, Raizō (1892–1969), japanischer Admiral
- Tanaka, Raymond Ken’ichi (1927–2021), japanischer Geistlicher, römisch-katholischer Bischof von Kyōto
- Tanaka, Reina (* 1989), japanische Musikerin, Mitglied der japanischen Girl-Group Morning Musume
- Tanaka, Rie (* 1979), japanische Synchronsprecherin (Seiyū) und Sängerin
- Tanaka, Riku (* 1999), japanischer Fußballspieler
- Tanaka, Ryō (* 1987), japanischer Eishockeyspieler
- Tanaka, Ryōma (* 2001), japanischer Judoka
- Tanaka, Ryōmei (* 1993), japanischer Boxer
- Tanaka, Ryūji (1927–2014), japanischer Künstler
- Tanaka, Satoko (* 1942), japanische Schwimmerin
- Tanaka, Satoshi (* 1956), japanischer Komponist
- Tanaka, Satoshi (* 2002), japanischer Fußballspieler
- Tanaka, Shigeho (1878–1974), japanischer Ichthyologe
- Tanaka, Shiho (* 1992), japanische Badmintonspielerin
- Tanaka, Shiho (* 1998), japanische Judoka
- Tanaka, Shin’ichi (* 1959), japanischer Skispringer
- Tanaka, Shinji (* 1960), japanischer Fußballspieler
- Tanaka, Shin’ya (* 1972), japanischer Schriftsteller
- Tanaka, Shizuichi (1887–1945), General der kaiserlich japanischen ArmeeTanaka Shizuichi (1887–1945)

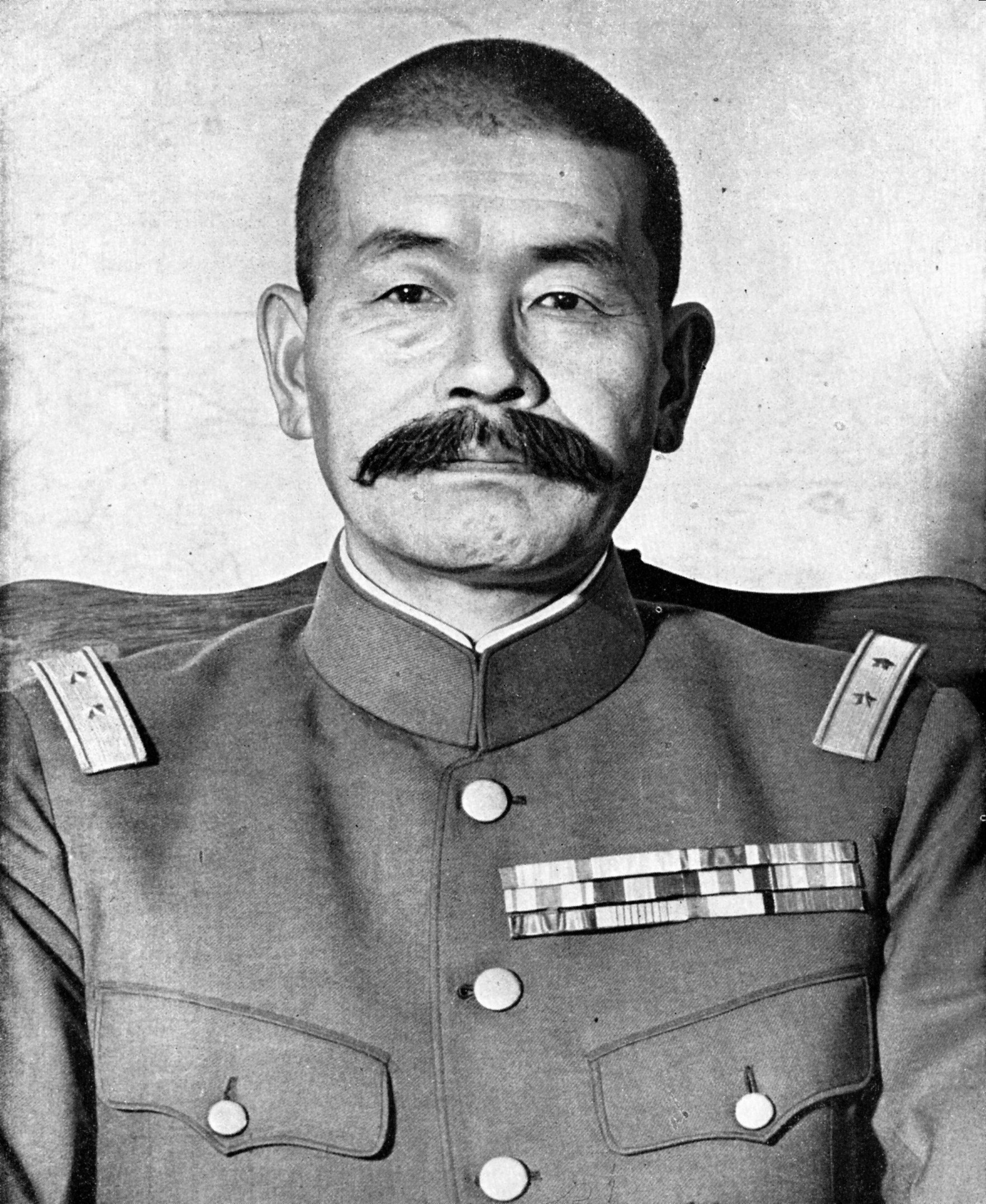
Tanaka Shizuichi (1887–1945)

- Tanaka, Shō (* 1985), japanischer Eishockeyspieler
- Tanaka, Shō (* 1994), japanischer Fußballspieler
- Tanaka, Shōhei (1862–1945), japanischer Musikwissenschaftler und Instrumentenbauer
- Tanaka, Shōsuke, japanischer Unternehmer
- Tanaka, Shōzō (1841–1913), japanischer Politiker und Umwelt-Aktivist
- Tanaka, Shuichi, japanischer Flötist und Instrumentenbauer für Flöten, Gründer der Firma Altus
- Tanaka, Shun (* 1988), japanischer Fußballspieler
- Tanaka, Shun’ichi (* 1987), japanischer Fußballspieler
- Tanaka, Shunta (* 1997), japanischer Fußballspieler
- Tanaka, Shūto (* 1985), japanischer Fußballspieler
- Tanaka, Sōichi (* 1989), japanischer Fußballspieler
- Tanaka, Sora (* 2004), japanischer Fußballspieler
- Tanaka, Sumie (1908–2000), japanische Drehbuch-Autorin, Schriftstellerin und Essayistin
- Tanaka, Takahiro (* 1993), japanischer Fußballspieler
- Tanaka, Takashi (1921–2014), japanischer Maler im Yōga-Stil
- Tanaka, Tamami (* 1975), japanische Biathletin
- Tanaka, Tatsuo (1910–1998), japanischer Adliger und Politiker
- Tanaka, Tatsuya (* 1982), japanischer Fußballspieler
- Tanaka, Tatsuya (* 1992), japanischer Fußballspieler
- Tanaka, Terukazu (* 1985), japanischer Fußballspieler
- Tanaka, Teruki (* 1992), japanischer Fußballspieler
- Tanaka, Tetsuya (* 1971), japanischer Fußballspieler
- Tanaka, Tomohiro (* 1991), japanischer Fußballspieler
- Tanaka, Tomomi (* 1988), japanische Langstreckenläuferin
- Tanaka, Toshiaki (1935–1998), japanischer Tischtennisspieler
- Tanaka, Toshiya (* 1984), japanischer Fußballspieler
- Tanaka, Toshiya (* 1997), japanischer Fußballspieler
- Tanaka, Toyo († 2015), japanischer Musiker, Schauspieler, Opernregisseur und Festivalleiter
- Tanaka, Wataru (* 2000), japanischer Fußballspieler
- Tanaka, Yasukazu (* 1933), japanischer Fußballspieler
- Tanaka, Yasuo (1931–2018), japanischer Astronom
- Tanaka, Yasuo (* 1956), japanischer Schriftsteller und Politiker
- Tanaka, Yōko (* 1993), japanische Fußballspielerin
- Tanaka, Yoshihiro (* 2002), japanischer Fußballspieler
- Tanaka, Yoshiki (* 1952), japanischer Schriftsteller
- Tanaka, Yoshiko, japanische Tischtennisspielerin
- Tanaka, Yoshiko (1956–2011), japanische Schauspielerin
- Tanaka, Yoshio (1838–1916), japanischer Naturwissenschaftler und Organisator
- Tanaka, Yoshiyuki (* 1991), japanischer Grasskiläufer
- Tanaka, Yūdai (* 1988), japanischer Fußballspieler
- Tanaka, Yūdai (* 1995), japanischer Fußballspieler
- Tanaka, Yūdai (* 1999), japanischer Fußballspieler
- Tanaka, Yūki (* 1990), japanische Tennisspielerin
- Tanaka, Yumi (* 1998), japanische Hürdenläuferin
- Tanaka, Yurie (* 1989), japanische Biathletin
- Tanaka, Yūsuke (Fußballspieler, Februar 1986) (* 1986), japanischer Fußballspieler
- Tanaka, Yūsuke (Fußballspieler, April 1986) (* 1986), japanischer Fußballspieler
- Tanaka, Yūsuke (* 1989), japanischer Kunstturner
- Tanaka, Yutaka (1888–1967), japanischer Ingenieur
- Tanaka, Yūya (* 2000), japanischer Fußballspieler
- Tanakadate, Aikitsu (1856–1952), japanischer Geophysiker mit breitem wissenschaftlichen Interesse
- Tanakorn Dangthong (* 1990), thailändischer Fußballspieler
- Tanakorn Kraimanee (* 2002), thailändischer Fußballspieler
- Tanakorn Navanich (* 1996), thailändischer Fußballspieler

#### Tanal
- Tanal, Mahmut (* 1961), türkischer Rechtsanwalt und Politiker der kemalistischen Republikanischen Volkspartei (CHP)

#### Tanam
- Tañamor, Harry (* 1977), philippinischer Boxer

#### Tanan
- Tananai (* 1995), italienischer PopsängerTananai (* 1995)

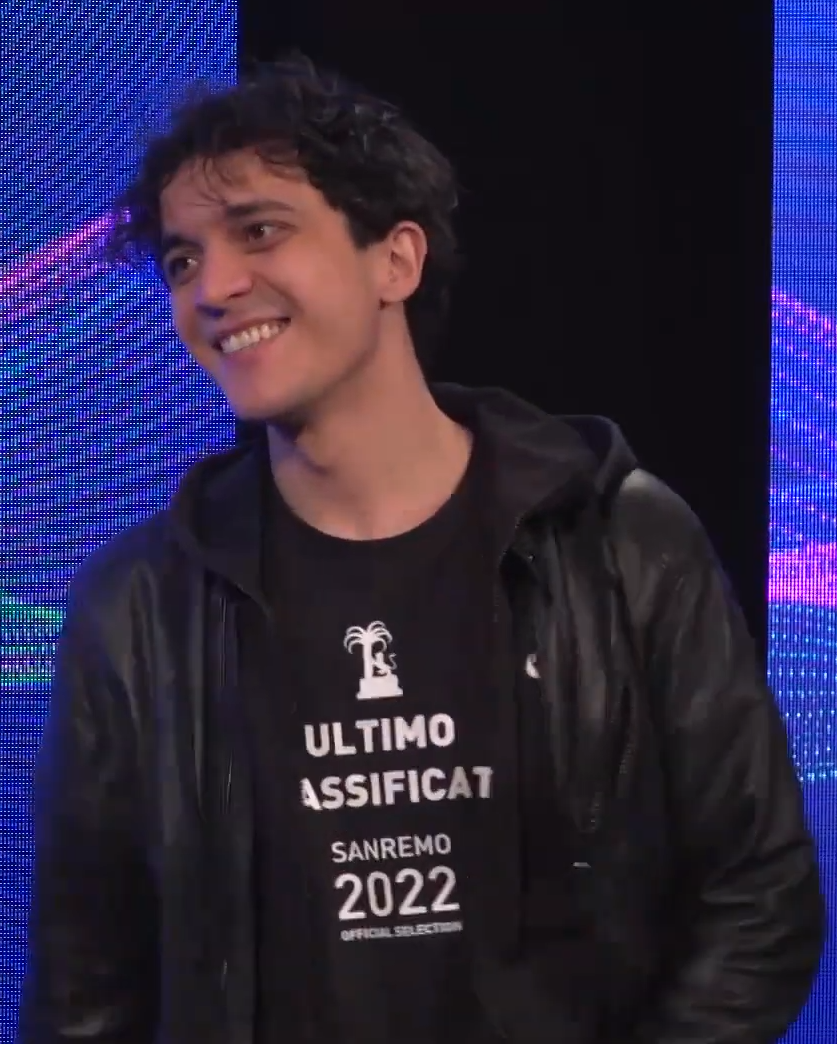
Tananai (* 1995)

- Tananajka, Iryna (* 1976), belarussisch-ukrainische Biathletin
- Tanangada, Lanelle (* 1979), salomonische Politikerin

#### Tanap
- Tanapat Na-tarue (* 1981), thailändischer Fußballspieler
- Tanapat Rakchatthai (* 2004), thailändischer Fußballspieler
- Tanapat Waempracha (* 1995), thailändischer Fußballspieler
- Tanapol Srithong (* 1991), thailändischer Fußballspieler
- Tanapol Udomlap (* 1989), thailändischer Fußballspieler

#### Tanaq
- Tanaquil, Gattin des Lucius Tarquinius Priscus, des fünften römischen Königs

#### Tanar
- Tanara, Alessandro (1680–1754), italienischer Geistlicher und Kardinal der Römischen Kirche
- Tanara, Sebastiano Antonio (1650–1724), italienischer Kardinal der Römischen Kirche
- Tanara, Vincenzo, italienischer Agrarwissenschaftler
- Tanarattha Udomchavee (* 1989), thailändische Beachvolleyballspielerin
- Tanari, Giovanni Niccolò (1795–1853), italienischer römisch-katholischer Geistlicher und Kurienbischof

#### Tanas
- Tanas, Karl-Josef (1935–2010), deutscher Fußballfunktionär
- Tănasă, Ciprian (* 1981), rumänischer Fußballspieler
- Tanasa, Josefina (1940–2020), rumänisch-schweizerische Zirkusartistin
- Tanasak Srisai (* 1989), thailändischer Fußballspieler
- Tănase, Anca (* 1968), rumänische Ruderin
- Tănase, Constantin (1880–1945), rumänischer Schauspieler, Theaterregisseur und Dramatiker
- Tănase, Cristian (* 1987), rumänischer Fußballspieler
- Tănase, Florin (* 1994), rumänischer Fußballspieler
- Tănase, Gheorghe (* 1928), rumänischer Politiker (PMR/PCR)
- Tănase, Maria (1913–1963), rumänische Sängerin und ChansonetteMaria Tănase (1913–1963)

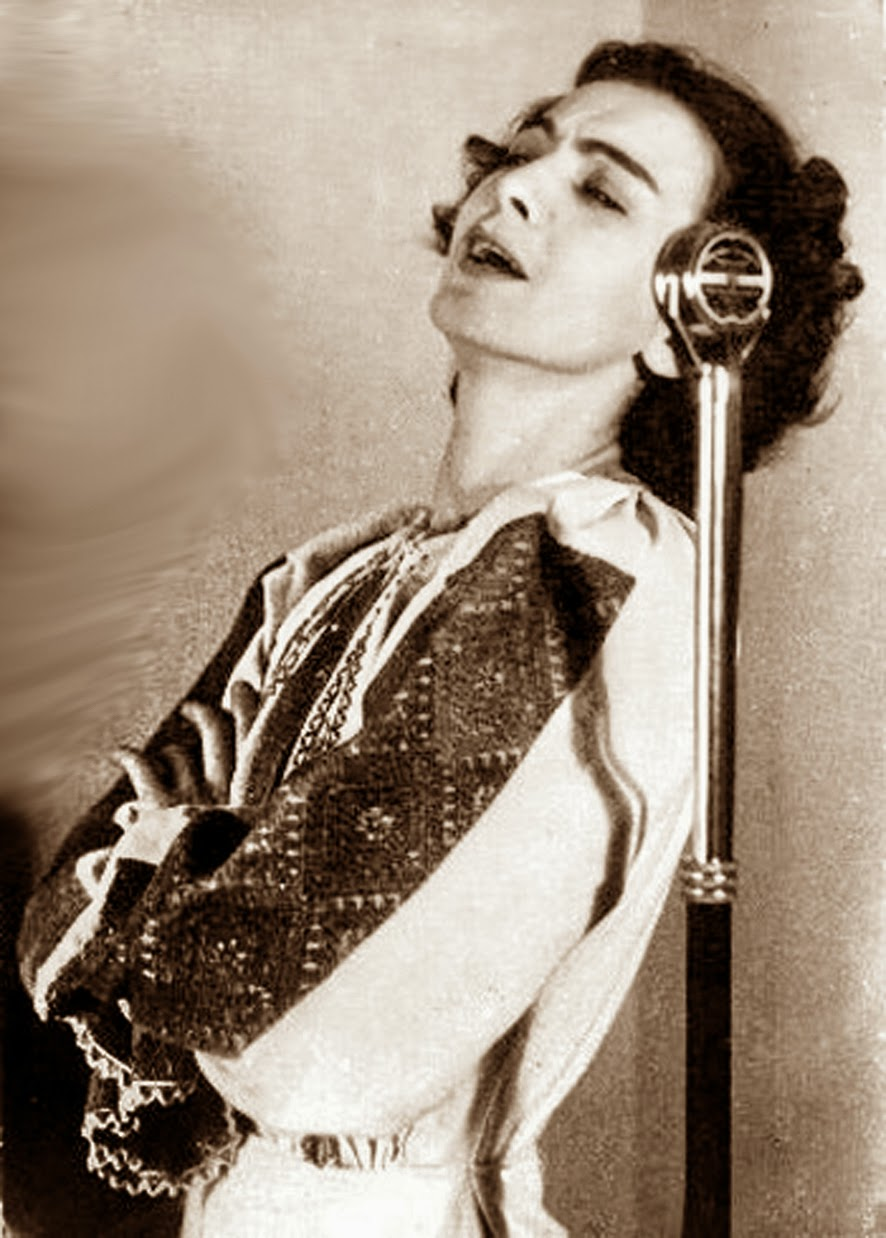
Maria Tănase (1913–1963)

- Tănase, Marian (* 1997), rumänischer Sprinter
- Tănase, Viorel (* 1970), rumänischer Fußballspieler und -trainer
- Tănase, Zaharia (1891–1967), rumänischer Politiker (PMR)
- Tănăsescu, Atanasie (* 1892), rumänischer Rugbyspieler
- Tănăsescu, Claudiu Ciprian (* 1965), rumänischer Politiker, MdEP
- Tănăsescu, Florin-Teodor (* 1932), rumänischer Ingenieur und Hochschullehrer
- Tănăsescu, Ioan (1892–1959), rumänischer Chemiker
- Tănăsescu, Nicolae (1949–2006), rumänischer Fußballspieler
- Tanaset Jintapaputanasiri (* 1994), thailändischer Fußballspieler
- Tanasi, Franck (* 1959), französischer Fußballspieler
- Tănasie, Ana Maria (* 1995), rumänische Handballspielerin
- Tănăsie, Lavinia (* 2003), rumänische Tennisspielerin
- Tanasini, Alberto (1945–2024), italienischer Geistlicher, römisch-katholischer Bischof von Chiavari
- Tanasith Siripala (* 1995), thailändischer Fußballspieler
- Tanasković, Darko (* 1948), jugoslawischer bzw. serbischer Orientalist, Arabist, Turkologe und Diplomat
- Tanasković, Marko (* 1985), österreichisch-serbischer Handballspieler
- Tanasorn Janthrakhot (* 2002), thailändischer Fußballspieler
- Tanassi, Mario (1916–2007), italienischer Politiker, Mitglied der Camera dei deputati
- Tanasugarn, Tamarine (* 1977), thailändische Tennisspielerin

#### Tanat
- Tanat Wongsupalak (* 1985), thailändischer Fußballspieler

#### Tanau
- Tanau, Walter (1911–1971), deutscher Maler, Graphiker, Bildhauer

#### Tanav
- Tanavoli, Parviz (* 1937), iranischer Bildhauer

#### Tanaw
- Tanawat Panchang (* 1997), thailändischer Fußballspieler

### Tanc
- Tançgil, Orhan (* 1973), deutsch-türkischer Autor und Unternehmer
- Tançgil, Orkide, türkische Produktdesignerin und Kochbuchautorin
- Tanchelm († 1115), häretischer Wanderprediger
- Tanchum bar Chijja, jüdischer Gelehrter (Amoräer)
- Tanchuma bar Abba, jüdischer Gelehrter (Amoräer)
- Tancill, Chris (* 1968), US-amerikanischer Eishockeyspieler
- Tanck, Helge (1904–1960), deutscher Maler
- Tanck, Joachim (1724–1793), Jurist und Bürgermeister der Hansestadt Lübeck
- Tanck, Otto (1587–1637), Stadtsyndicus und Dompropst in Lübeck
- Tanck, Walter (1894–1954), deutscher Maler
- Tancke, Blasius, deutscher Sekretär des Hansekontors in Bergen
- Tancke, Joachim (1557–1609), deutscher Mediziner, Poet, Astronom und Rektor der Leipziger Universität
- Tanco, Arturo (1933–1985), philippinischer Politiker
- Tancock, Leonard William (1902–1986), britischer Romanist, Französist und Übersetzer
- Tancock, Liam (* 1985), britischer Schwimmer
- Tancré, Rudolf (1842–1934), deutscher Kaufmann, Seifenfabrikant, Naturalienhändler, Entomologe und Ornithologe
- Tancred, Bill (* 1942), britischer Diskuswerfer und Kugelstoßer
- Tancred, Pete (* 1949), britischer Diskuswerfer
- Tancredi (* 2001), italienischer Popsänger und Rapper
- Tancredi, Filippo (1655–1722), italienischer Maler
- Tancredi, Franco (* 1955), italienischer Fußballtorhüter
- Tancredi, José (* 1983), uruguayischer Fußballspieler
- Tancredi, Melissa (* 1981), kanadische Fußballspielerin
- Tancredi, Roberto (* 1944), italienischer Fußballtorhüter
- Tancredo, Tom (* 1945), US-amerikanischer Politiker
- Tancsics, Hermann (1877–1940), österreichischer Politiker (SDAP), MdL (Burgenland)
- Tancsits, Walter (* 1951), österreichischer Politiker (ÖVP), Abgeordneter zum Nationalrat
- Tanczik, Marlene (* 1993), deutsche SchauspielerinMarlene Tanczik (* 1993)

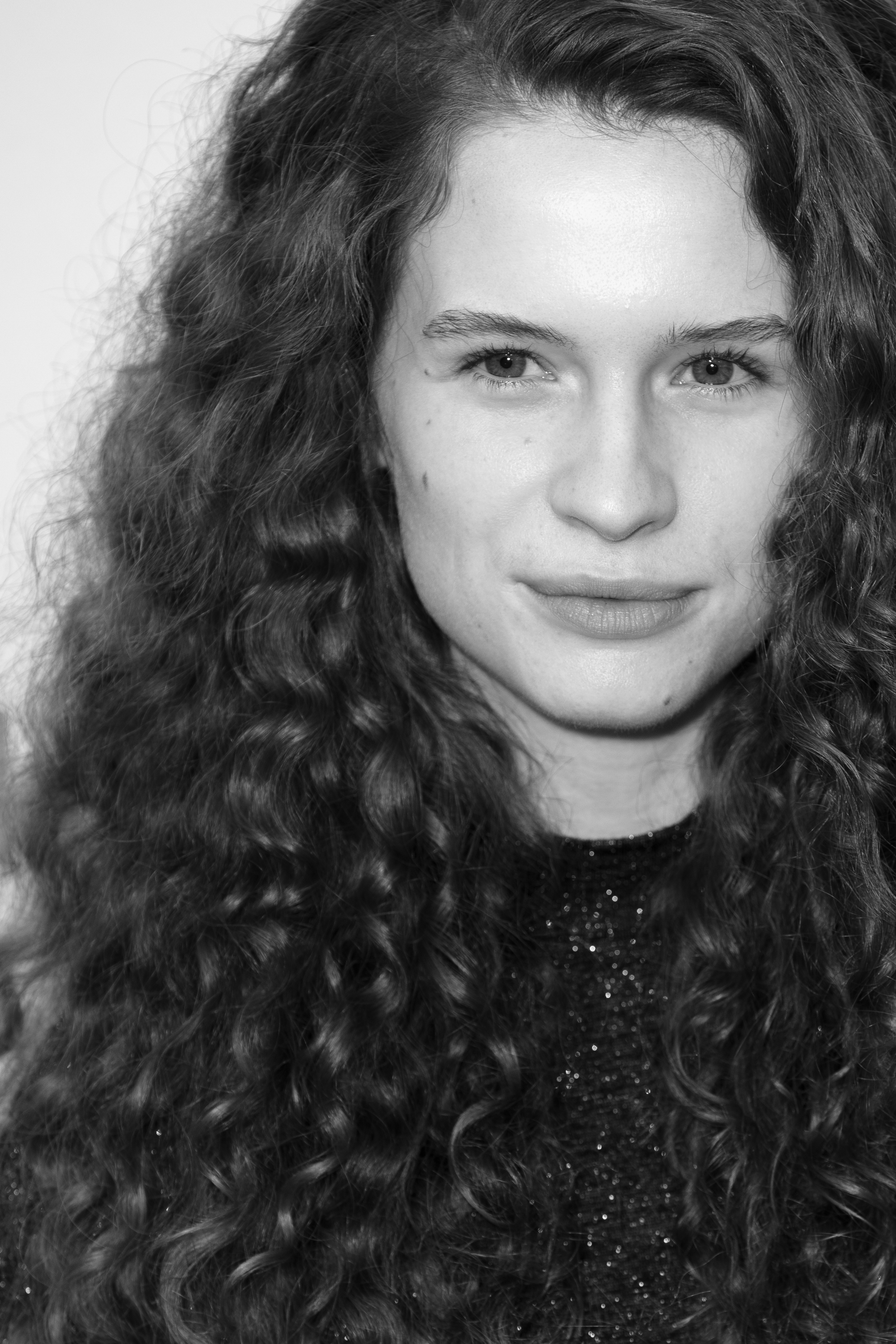
Marlene Tanczik (* 1993)

- Tánczos, Ján (* 1955), tschechoslowakischer Skispringer

### Tand
- Tanda, Alexandra (* 1962), österreichische Politikerin (ÖVP), Abgeordnete zum Nationalrat
- Tanda, Dario (* 1995), niederländischer Fußballspieler
- Tandar, Gerhard (1894–1943), deutscher Schauspieler, Aufnahmeleiter, Produktionsleiter und Regisseur
- Tandaschwili, Manana (* 1960), georgische Sprachwissenschaftlerin und Kaukasologin
- Tandberg, John (1896–1968), norwegisch-schwedischer Physiker, Chemiker, Autor und Humorist
- Tandberg, Kim-Arild (* 1986), norwegischer Skispringer
- Tandberg, Olle (1918–1996), schwedischer Boxer
- Tandberg, Roy (* 1940), norwegischer Industriedesigner
- Tandberg, Vebjørn (1904–1978), norwegischer Elektroingenieur und Gründer von Tandbergs Radiofabrikk
- Tande, Daniel-André (* 1994), norwegischer Skispringer
- Tande, Petter (* 1985), norwegischer Nordischer Kombinierer
- Tandecki, Hans-Peter (* 1932), deutscher Generalleutnant
- Tandefelt, Henrika (* 1972), finnische Historikerin und Hochschullehrerin sowie finnlandschwedische Autorin
- Tandefelt, Marika (* 1946), finnische Linguistin und emeritierte Hochschullehrerin sowie finnlandschwedische Autorin
- Tanden, Neera (* 1970), US-amerikanische Juristin und Politische Beamtin
- Tander, Mina (* 1979), deutsche SchauspielerinMina Tander (* 1979)

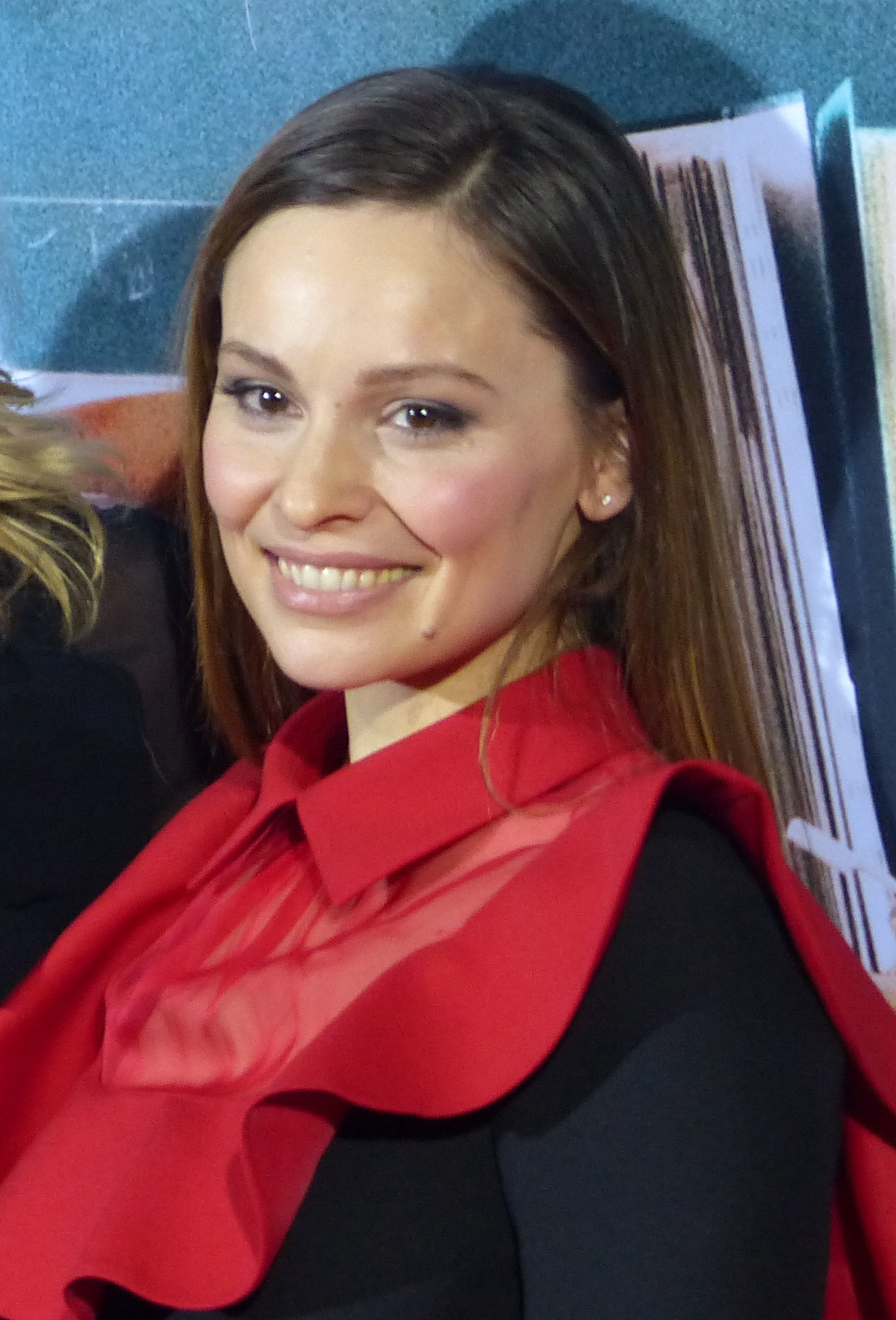
Mina Tander (* 1979)

- Tander, Simin (* 1980), deutsche Jazzmusikerin (Gesang, Komposition)
- Tanderø Berglyd, Maria Annette (* 1999), norwegische Schauspielerin
- Tanderud, Elvira (* 2004), schwedische Sprinterin
- Tanderup, Anne Dorthe (* 1972), dänische Handballspielerin
- Tandey, Henry (1891–1977), britischer Soldat, Träger des Victoria Cross
- Tandi, Ronika (* 1975), afrikanische Künstlerin
- Tandia, Ibrahima (* 1993), französischer Fußballspieler
- Tandia, Siga (* 1987), französische Fußballspielerin
- Tandia, Souleymane (* 1987), senegalesischer Fußballspieler
- Tandian, Aïssatou (* 1966), senegalesische Leichtathletin
- Tandiseru, Yesri (* 1968), indonesische Politikerin und Frauenaktivistin
- Tandja, Mamadou (1938–2020), nigrischer Politiker
- Tandjigora, Merlin (* 1990), gabunischer Fußballspieler
- Tandler, Andrea (* 1983), Verurteilte Person
- Tändler, August Robert (1850–1902), deutscher Reichsgerichtsrat
- Tandler, Berthold (1880–1941), österreichischer Gewichtheber
- Tandler, Gerold (* 1936), deutscher Politiker (CSU), MdL
- Tandler, Johann (* 1901), österreichischer Fußballspieler
- Tandler, Julius (1869–1936), österreichischer Arzt und Politiker
- Tandler, Juraj (1934–2020), slowakischer Komponist, Dirigent und Musikpädagoge
- Tandler, Max (1895–1982), sächsischer Mundartdichter
- Tandler, Tina (* 1965), deutsche SaxophonistinTina Tandler (* 1965)

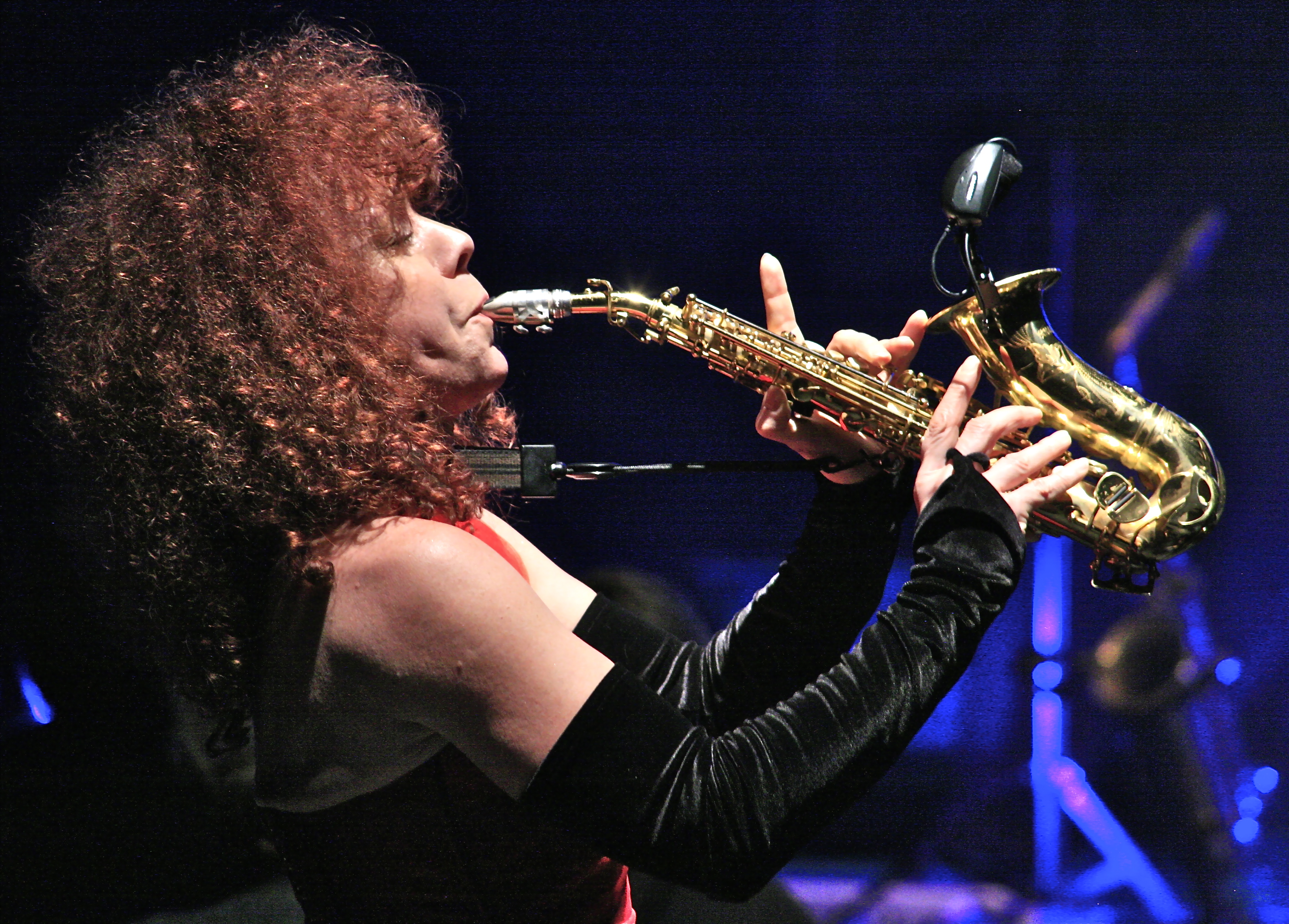
Tina Tandler (* 1965)

- Tandler, Tobias (1571–1617), deutscher Mediziner und Mathematiker
- Tändler-Walenta, Marika (* 1984), deutsche Politikerin (Die Linke), MdL
- Tandoğan, Ali (* 1977), türkischer Fußballspieler
- Tandoğan, Aslı (* 1979), türkische Schauspielerin
- Tandoi, Abraham (* 1974), kenianischer Langstreckenläufer
- Tandon, Ayush (* 1998), indischer Schauspieler
- Tandon, Lalji (1935–2020), indischer Politiker
- Tandon, Nita (* 1959), österreichische Künstlerin indischer Herkunft
- Tandon, Purushottam Das (1882–1962), indischer Politiker
- Tandon, Raj Krishna (1910–1986), indischer Diplomat
- Tandon, Ramit (* 1992), indischer Squashspieler
- Tandon, Rini (* 1956), indisch-österreichische Künstlerin
- Tandori, Dezső (1938–2019), ungarischer Schriftsteller, Übersetzer, Zeichner
- Tandrevold, Ingrid Landmark (* 1996), norwegische BiathletinIngrid Landmark Tandrevold (* 1996)

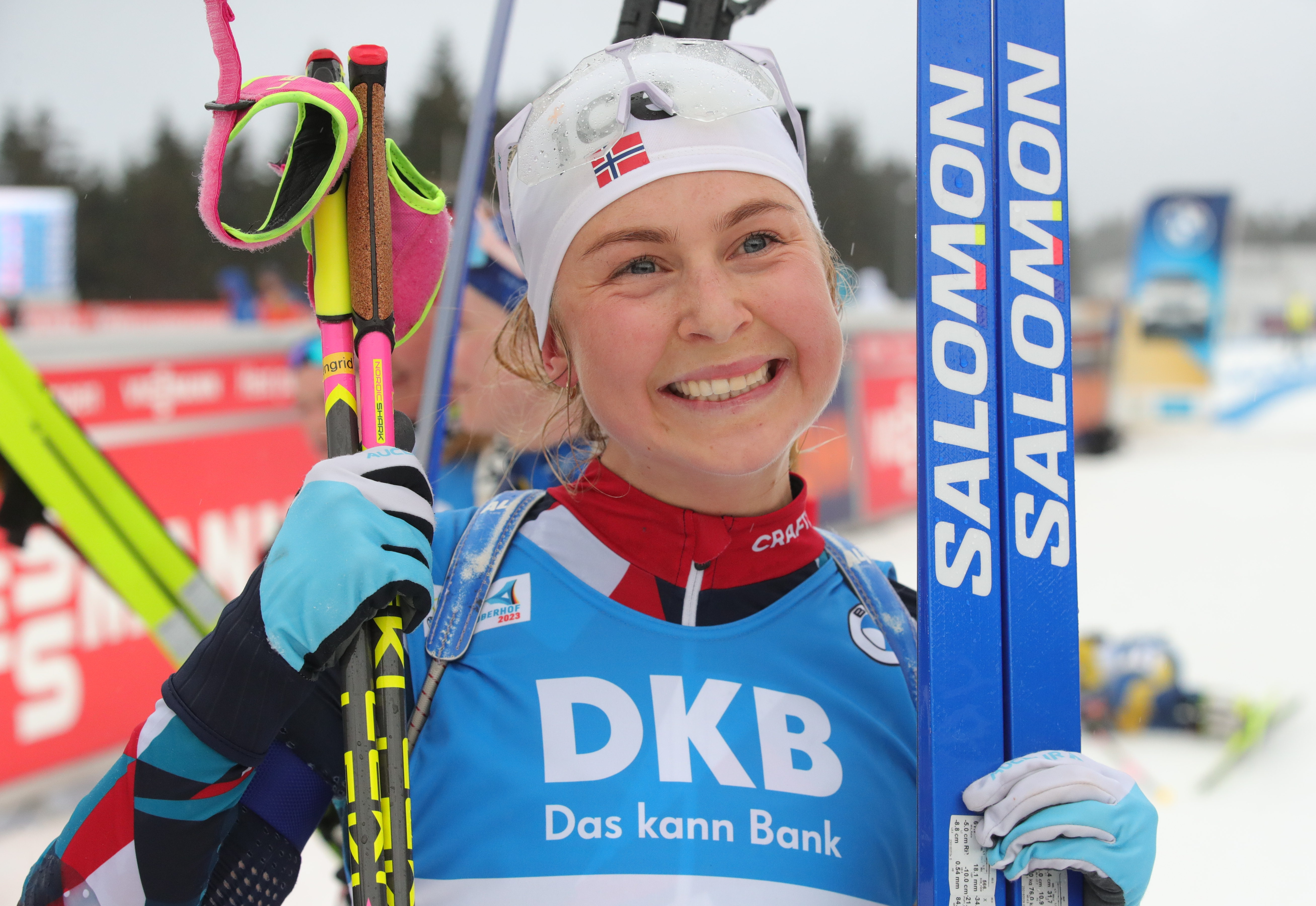
Ingrid Landmark Tandrevold (* 1996)

- Tandy, Geoffrey (1900–1969), britischer Algologe und Nachrichtenoffizier
- Tandy, James Napper (1740–1803), irischer Unabhängigkeitskämpfer
- Tandy, Jessica (1909–1994), britische SchauspielerinJessica Tandy (1909–1994)

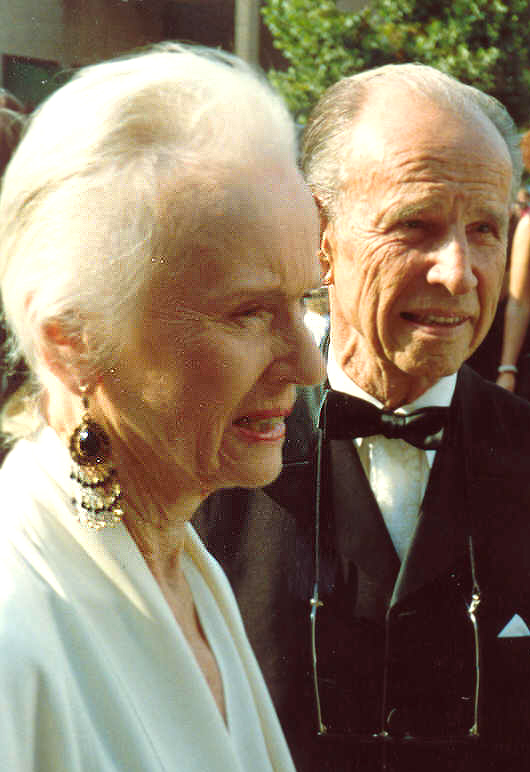
Jessica Tandy (1909–1994)

- Tandy, Meagan (* 1985), US-amerikanische Schauspielerin und Model
- Tandy, Megan (* 1988), kanadische Biathletin
- Tandy, Nick (* 1984), britischer Autorennfahrer
- Tandy, Richard (1948–2024), britischer Keyboarder der Rockband Electric Light Orchestra (ELO)
- Tandy, Sarah, britische Pianistin (Jazz, Fusion, zunächst Klassik)
- Tandy, Sharon (1943–2015), südafrikanische Sängerin
- Tandy, Vertner Woodson (1885–1949), amerikanischer Architekt

### Tane
- Tane, Tsuyoshi (* 1979), japanischer Architekt
- Taned Benyapad (* 1993), thailändischer Fußballspieler
- Taneda, Santōka (1882–1940), japanischer Haikuist
- Tanega, Norma (1939–2019), US-amerikanische Folksängerin
- Tanegashima, Tokitaka (1528–1579), japanischer Fürst
- Tanejew, Alexander Sergejewitsch (1850–1918), russischer Komponist
- Tanejew, Sergei Iwanowitsch (1856–1915), russischer Komponist
- Tanemura, Arina (* 1978), japanische Manga-Zeichnerin
- Tanemura, Suehiro (1933–2004), japanischer Germanist, Literaturkritiker und Übersetzer
- Tanen, Ned (1931–2009), US-amerikanischer Filmproduzent
- Tanenbaum, Andrew S. (* 1944), US-amerikanischer InformatikerAndrew S. Tanenbaum (* 1944)

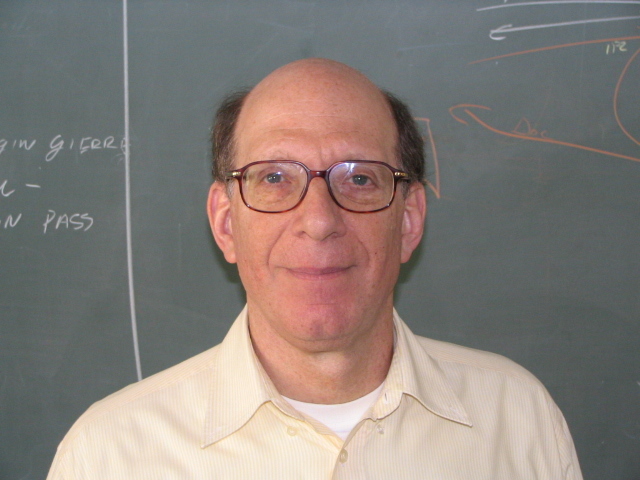
Andrew S. Tanenbaum (* 1944)

- Tanenbaum, David (* 1956), US-amerikanischer klassischer Gitarrist
- Tanenbaum, Elias (1924–2008), US-amerikanischer Komponist und Musikpädagoge
- Tanenbaum, Morris (1928–2023), US-amerikanischer Chemiker
- Tanenhaus, Michael, US-amerikanischer Psychologe, Kognitions- und Sprachwissenschaftler
- Taner, Emre (* 1942), türkischer Direktor des türkischen Inlandsnachrichtendienstes (2005–2010)
- Taner, Güneş (* 1949), türkischer Politiker
- Taner, Haldun (1915–1986), türkischer Schriftsteller
- Taner, Seyyal (* 1952), türkische Sängerin und Schauspielerin
- Tanera, Karl (1849–1904), bayerischer Hauptmann, Schriftsteller
- Tanerélle (* 1994), US-amerikanische Singer-Songwriterin, Schauspielerin und Model
- Taneski, Gjoko (* 1977), mazedonischer Sänger
- Tanet, Maddalena Vaglio (* 1985), italienische Schriftstellerin
- Tanev, Brandon (* 1991), kanadischer Eishockeyspieler
- Tanev, Christopher (* 1989), kanadischer Eishockeyspieler
- Tanevski, Zlatko (* 1983), mazedonischer Fußballspieler
- Tanew, Iwan (* 1957), bulgarischer Hammerwerfer
- Tanew, Michail (* 1950), bulgarischer Radrennfahrer
- Tanew, Wassil († 1941), bulgarischer Kommunist
- Tanewa, Dessislawa (* 1972), bulgarische Politikerin (GERB)
- Taney, Roger B. (1777–1864), US-amerikanischer Politiker und Vorsitzender Richter am Obersten GerichtshofRoger B. Taney (1777–1864)

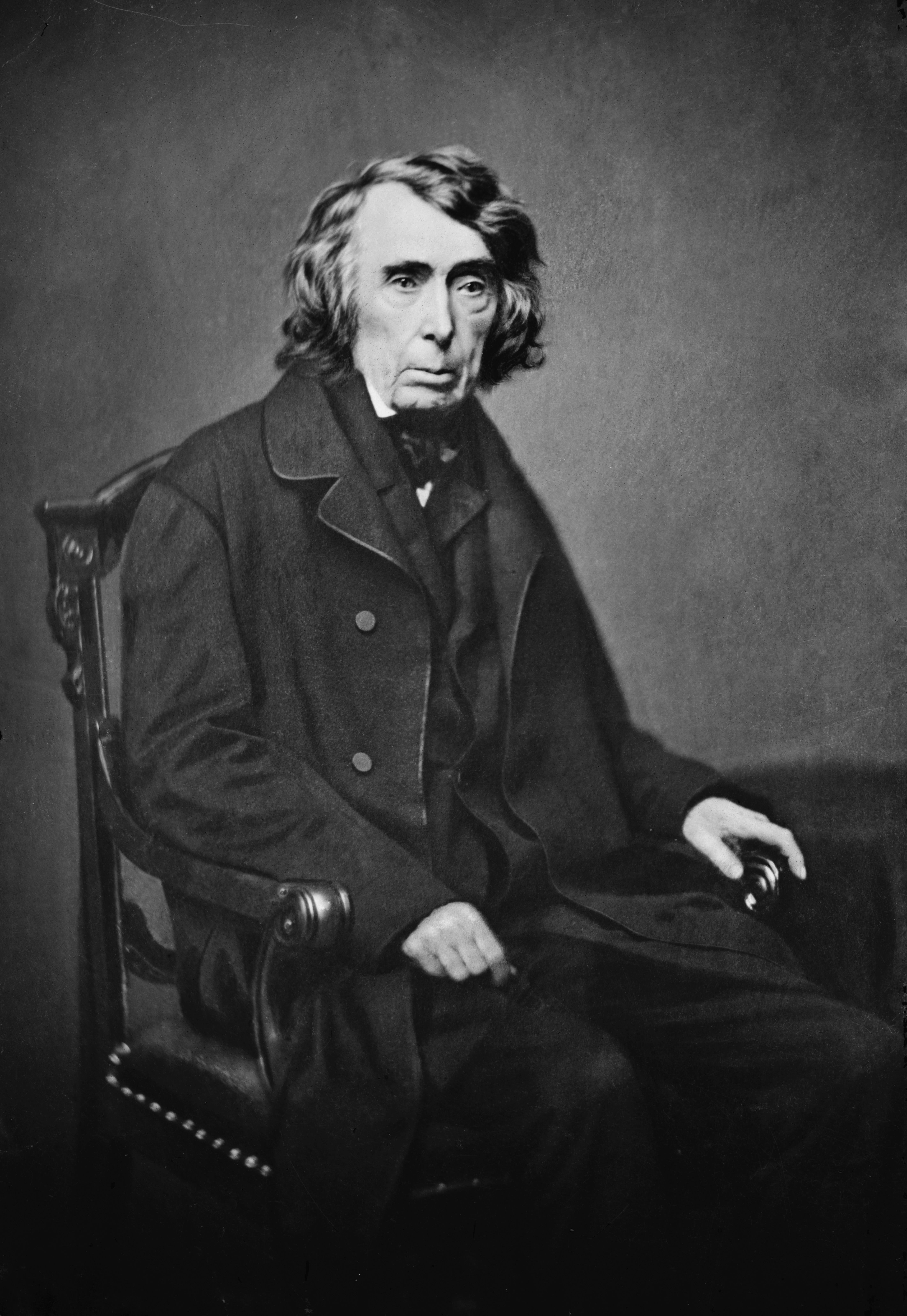
Roger B. Taney (1777–1864)

- Taneyhill, George Lane (1880–1954), amerikanischer Mediziner, Neurologe, Psychiater und Psychoanalytiker

### Tanf
- Tanfani, Giuseppe Maria (1689–1771), italienischer Komponist, Violinist und Virtuose des musikalischen Barock
- Tanfelix, Miguel (* 1998), philippinischer Schauspieler
- Tanfield, Charlie (* 1996), britischer Radrennfahrer
- Tanfield, Harry (* 1994), britischer Radsportler
- Tanford, Charles (1921–2009), US-amerikanischer Biochemiker

### Tang
- Tang Aidi (892–908), letzter Kaiser der chinesischen Tang-Dynastie
- Tang Daizong († 779), Kaiser von China
- Tang Dengjie (* 1964), chinesischer Geschäftsmann und Politiker
- Tang Dezong (742–805), Kaiser von China
- Tang Gaozong (628–683), chinesischer Kaiser der Tang-Dynastie
- Tang Gaozu (566–635), Gründer der Tang-DynastieTang Gaozu (566–635)

Tang Gaozu (566–635)

- Tang Gonghong (* 1979), chinesische Gewichtheberin
- Tang Jiali (* 1995), chinesische Fußballspielerin
- Tang Jiaxuan (* 1938), chinesischer Politiker und Außenminister der Volksrepublik China
- Tang Kwok Cheung (* 1965), hongkong-chinesischer Kanute
- Tang Lin (* 1976), chinesische Judoka
- Tang Muhan (* 2003), chinesische Schwimmerin
- Tang Muzong (795–824), Kaiser von China (821–824)
- Tang Qianting (* 2004), chinesische Schwimmerin
- Tang Shunzong (761–806), Kaiser der chinesischen Tang-Dynastie
- Tang Taizong (599–649), chinesischer Kaiser der Tang-DynastieTang Taizong (599–649)

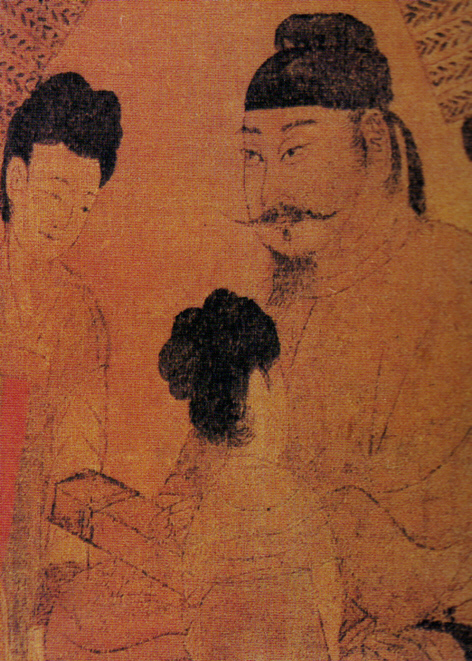
Tang Taizong (599–649)

- Tang Weiyi, chinesische Tischtennisspielerin
- Tang Wenzong (809–840), Kaiser von China
- Tang Wuzong († 846), chinesischer Kaiser, 15. Kaiser der Tang-Dynastie (840–846)
- Tang Xianzong († 820), Kaiser von China (805–820)
- Tang Xin (* 2001), chinesische Radrennfahrerin
- Tang Xuanzong (685–762), chinesischer Kaiser
- Tang, Achim (* 1958), deutscher Bassist und Komponist
- Tang, Audrey (* 1981), taiwanische Digitalministerin und Freie-Software-Programmiererin
- Tang, Baiqiao (* 1967), chinesischer Dissident
- Tang, Bin (* 1986), chinesische Ruderin
- Tang, Calcy (* 2004), taiwanisch-amerikanischer Skirennläufer
- Tang, Chen, hongkong-chinesische Schauspielerin
- Tang, Chen (* 1988), chinesischer Schauspieler
- Tang, Chih-chun (* 2001), taiwanischer Bogenschütze
- Tang, Ching W. (* 1947), chinesisch-US-amerikanischer Chemiker
- Tang, Chun Man (* 1995), chinesischer Badmintonspieler (Hongkong)
- Tang, Chung L. (1934–2022), US-amerikanischer Physiker
- Tang, Chunyu (* 1979), chinesische Badmintonspielerin
- Tang, Dan (* 1975), chinesische Filmregisseurin
- Tang, Daniel (* 1992), chinesischer Pokerspieler
- Tang, Daren (* 1972), singapurischer Generaldirektor der Weltorganisation für geistiges Eigentum (WIPO)
- Tang, Donald (* 1963), chinesisch-US-amerikanischer Chemieingenieur und Manager
- Tang, Enbo (1899–1954), chinesischer Militär
- Tang, Fei (* 1932), taiwanischer Politiker
- Tang, Fei (* 1983), chinesische Schriftstellerin
- Tang, Haochen (* 1994), chinesische Tennisspielerin
- Tang, Hon Sing (* 1977), chinesischer Hürdenläufer (Hongkong)
- Tang, Hongbo (* 1975), chinesischer Raumfahrer
- Tang, Jialin (* 1991), chinesische Biathletin und Skilangläuferin
- Tang, Jingsong (1841–1903), chinesischer General und Staatsmann
- Tang, Jinhua (* 1992), chinesische Badmintonspielerin
- Tang, Jinle (* 1989), chinesischer Skilangläufer
- Tang, Jitian, chinesischer Menschenrechtsanwalt
- Tang, Jiuhong (* 1969), chinesische Badmintonspielerin
- Tang, Kam Man (* 1955), hongkong-chinesischer Radrennfahrer
- Tang, Lingsheng (* 1971), chinesischer Gewichtheber
- Tang, Lok-yin, chinesische Komponistin
- Tang, Man-Chung (* 1938), chinesisch-US-amerikanischer Bauingenieur
- Tang, Mengni (* 1994), chinesische Synchronschwimmerin
- Tang, Ming-Hong (* 1993), chinesischer Squashspieler (Hongkong)
- Tang, Minh-di, französische Botschafterin
- Tang, Muhai (* 1949), chinesischer Komponist
- Tang, Paul (* 1967), niederländischer Politiker (Partij van de Arbeid), MdEP
- Tang, Peng (* 1981), chinesischer Tischtennisspieler (Hongkong)
- Tang, Pui Kwan (* 1999), chinesische Sprinterin (Hongkong)
- Tang, Qianhui (* 2000), chinesische Tennisspielerin
- Tang, Renjian (* 1962), chinesischer Politiker
- Tang, Sheng (* 2000), chinesischer Tennisspieler
- Tang, Shengjie (* 1989), chinesischer Raumfahrer
- Tang, Stephy (* 1983), chinesische Sängerin und Schauspielerin
- Tang, Sulan (* 1965), chinesische Lyrikerin, Schriftstellerin und Kinderbuchautorin
- Tang, Suzong (711–762), chinesischer Kaiser der Tang-Dynastie
- Tang, Tiffany (* 1983), chinesische Schauspielerin
- Tang, Wei (* 1979), chinesische SchauspielerinTang Wei (* 1979)

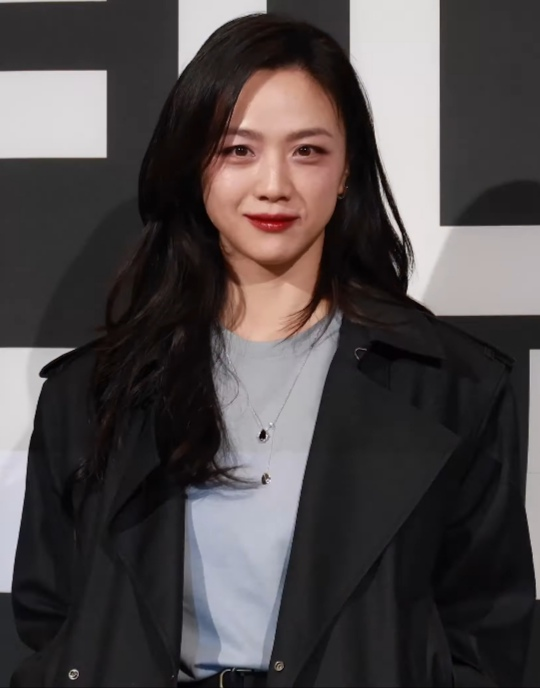
Tang Wei (* 1979)

- Tang, Wei-tsu (* 1964), taiwanischer Skirennläufer
- Tang, Weifang (* 1978), chinesische Gewichtheberin
- Tang, Xana (* 1993), chinesisch-vietnamesische Schauspielerin
- Tang, Xianhu (* 1942), chinesischer Badmintonspieler und -trainer
- Tang, Xianzu (1550–1616), chinesischer Staatsbeamter, Bühnenautor und Dichter
- Tang, Xiaoyin (* 1985), chinesische Leichtathletin
- Tang, Xijing (* 2003), chinesische Kunstturnerin
- Tang, Xingqiang (* 1995), chinesischer Sprinter
- Tang, Xuehua (* 1955), chinesischer Badmintontrainer
- Tang, Xuezhong (* 1969), chinesischer Straßenradrennfahrer
- Tang, Yeping (* 1969), US-amerikanische Badmintonspielerin chinesischer Herkunft
- Tang, Yi (* 1993), chinesische Schwimmerin
- Tang, Yijun (* 1961), chinesischer Politiker
- Tang, Yik Chun (* 1986), hongkong-chinesischer Sprinter
- Tang, Yongshu (* 1975), chinesisch-australische Badmintonspielerin
- Tang, Yuanting (* 1994), chinesische Badmintonspielerin
- Tang, Yulin (1877–1937), chinesischer Warlord
- Tang, Yuqin (* 1963), chinesische Skilangläuferin
- Tang, Zhaozong (867–904), chinesischer Kaiser der Tang-Dynastie
- Tang, Zhen (1630–1704), chinesischer Philosoph und Schriftsteller
- Tangana, C. (* 1990), spanischer Rapper, Sänger und MusikerC. Tangana (* 1990)

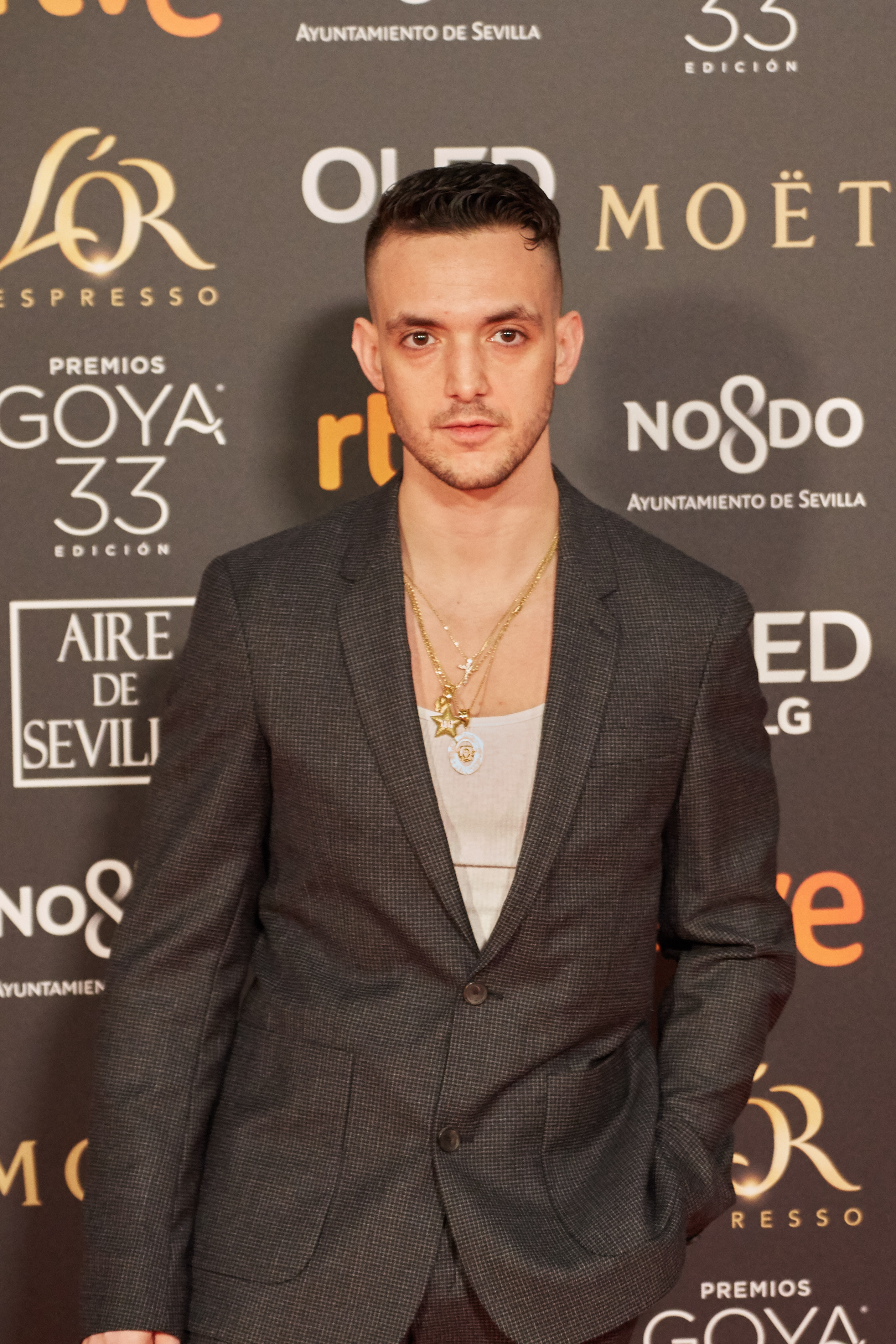
C. Tangana (* 1990)

- Tanganga, Japhet (* 1999), englischer Fußballspieler
- Tangara, Fousseiny (* 1978), malischer Fußballtorhüter
- Tangara, Mamadou (* 1965), gambischer Politiker
- Tangaroa, Tangaroa (1921–2009), Politiker der Cook-Inseln
- Tangatarow, Aqschürek (* 1986), kasachischer Ringer
- Tange, Ernst Günter (1933–2013), deutscher Journalist und Autor von Zitatensammlungen
- Tange, Kenzō (1913–2005), japanischer ArchitektKenzō Tange (1913–2005)

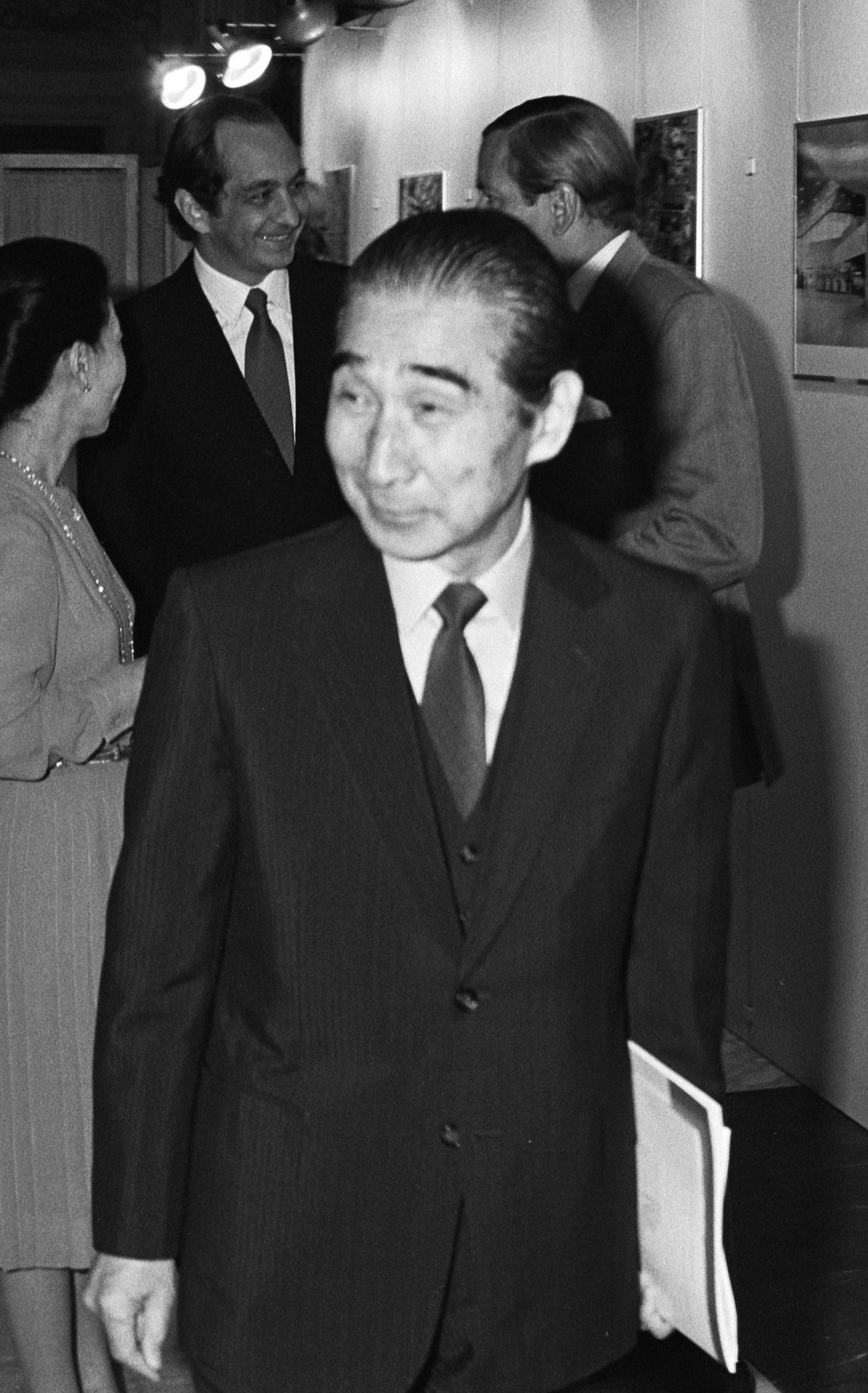
Kenzō Tange (1913–2005)

- Tångeberg, Marie (* 1924), nordfriesische Pädagogin und Autorin
- Tangel, Doris (* 1954), deutsche Malerin, Musikerin und Autorin
- Tangelder, Guus, niederländischer Jazzmusiker
- Tangen, Eivind (* 1993), norwegischer Handballspieler
- Tangen, Knut (1928–2007), norwegischer Eisschnellläufer
- Tangen, Nicolai (* 1966), norwegischer Hedgefondsmanager
- Tangen, Otto (1886–1956), norwegischer Nordischer Kombinierer
- Tangen, Rune (* 1964), norwegischer Fußballspieler und -trainer
- Tangens, Rena, deutsche MedienkünstlerinRena Tangens

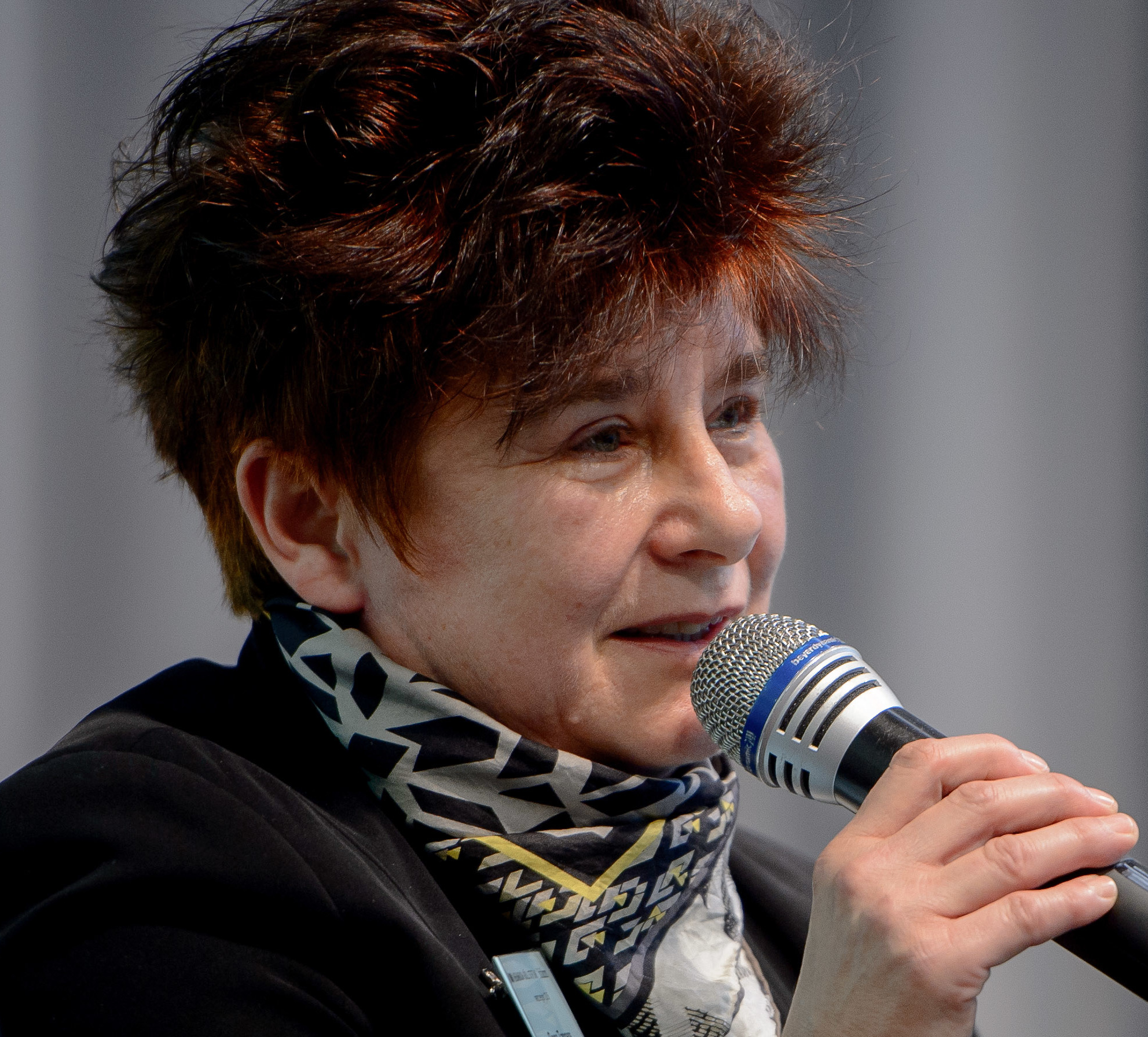
Rena Tangens

- Tânger Corrêa, António (* 1952), portugiesischer Diplomat und Politiker (Chega), MdEP
- Tanger, Helen (* 1978), niederländische Ruderin
- Tangeraas, Trine (* 1971), norwegische Fußballspielerin
- Tangerding, Götz (1951–1991), deutscher Jazzmusiker und Bandleader
- Tangermann, Christian († 1830), deutscher Porträtmaler
- Tangermann, Ernst, deutscher Fußballspieler
- Tangermann, Heinz (1912–1999), deutscher SS-Untersturmführer
- Tangermann, Hermann, deutscher Fußballspieler
- Tangermann, Mika (* 2005), deutscher Basketballspieler
- Tangermann, Stefan (* 1943), deutscher Agrarökonom und Direktor der OECD
- Tangermann, Wilhelm (1815–1907), deutscher Theologe und Schriftsteller
- Tanggaard, Aage (* 1957), dänischer Jazzschlagzeuger
- Tanghal, Romeo (* 1943), philippinischer Comiczeichner
- Tanghe, Basile Octave (1879–1947), belgischer Ordensgeistlicher, römisch-katholischer Apostolischer Vikar von Ubanghi Belga
- Tanghetti, Sofia (* 1999), italienische Ruderin
- Tangian, Andranik (* 1952), sowjetischer und deutscher Mathematiker, politischer Ökonom und Musiktheoretiker
- Tangian, Katia (* 1975), deutsche Kunsthistorikerin, Künstlerin und Schriftstellerin
- Tangis, Kensi (* 1990), vanuatuischer Fußballspieler
- Tangl, Eberhard (1897–1979), deutscher Slawist
- Tangl, Eduard (1848–1905), österreichischer Botaniker
- Tangl, Franz (1866–1917), ungarischer Physiologe und Pathologe
- Tangl, Georgine (1893–1972), österreichische Historikerin
- Tangl, Karlmann (1799–1866), österreichischer Philologe und Historiker
- Tangl, Michael (1861–1921), österreichischer Historiker und Diplomatiker
- Tanglatihan, Tuohetaerbieke (* 1996), chinesischer Boxer
- Tangnes, Dan (* 1979), norwegischer Eishockeyspieler und -trainer
- Tangnes, Vilde (* 1999), norwegische Rennrodlerin
- Tangney, William, US-amerikanischer Offizier, Generalleutnant der US-Army
- Tangorra, Vincenzo (1866–1922), italienischer Volkswirtschaftler und Politiker
- Tangradi, Eric (* 1989), US-amerikanischer Eishockeyspieler
- Tangriyev, Abdullo (* 1981), usbekischer Judoka
- Tangsiri, Alireza (* 1962), iranischer Marineoffizier, Konteradmiral der Marine der Islamischen Revolutionsgarde (IRGCN)
- Tangstad, Anne-Lise (1935–1981), norwegische Schauspielerin und Synchronsprecherin
- Tanguay, Alex (* 1979), kanadischer Eishockeyspieler
- Tanguay, Georges-Émile (1893–1964), kanadischer Organist, Komponist und Musikpädagoge
- Tanguay, Pierre (* 1956), kanadischer Jazz- und Improvisationsmusiker (Schlagzeug, Perkussion)
- Tångudd, Daniel (* 1996), schwedischer Poolbillardspieler
- Tanguilig, Carson (* 2003), US-amerikanische Tennisspielerin
- Tanguy, Charles, französisch-kanadischer Hornist, Komponist und Musikpädagoge
- Tanguy, Liliana (* 1967), französische Politikerin
- Tanguy, Père (1825–1894), französischer Farbenhändler, Galerist, Kunstsammler und -mäzenPère Tanguy (1825–1894)

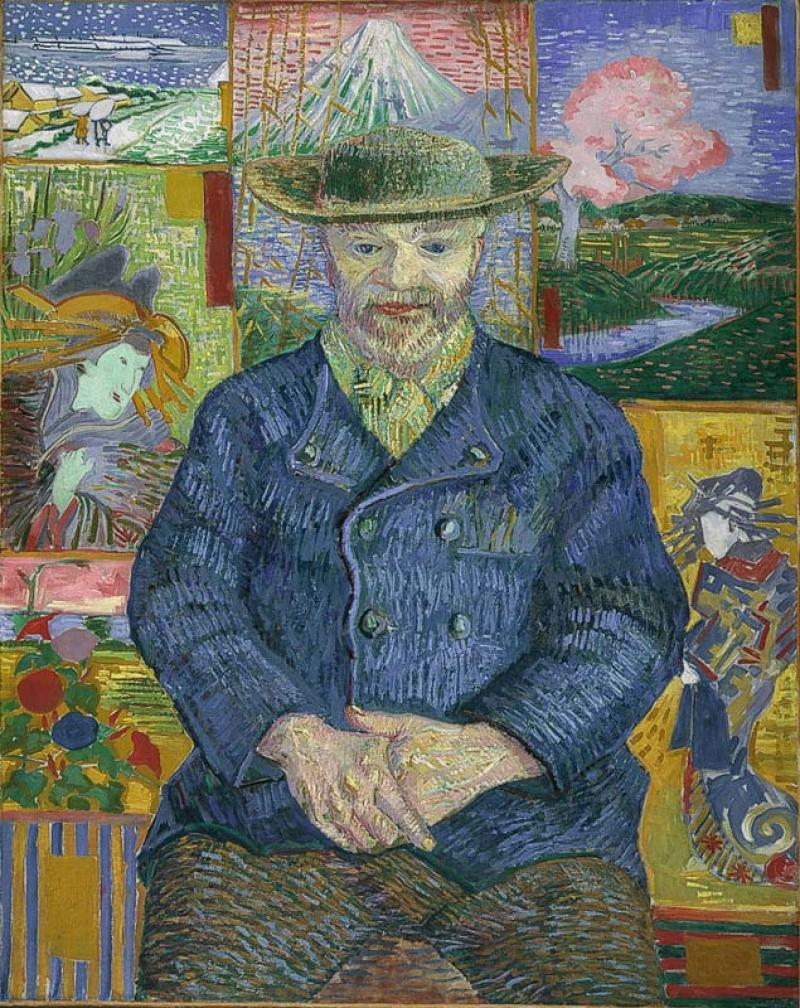
Père Tanguy (1825–1894)

- Tanguy, Yves (1900–1955), französischer Maler des Surrealismus
- Tanguy-Prigent, François (1909–1970), französischer Politiker, Mitglied der Nationalversammlung und Minister
- Tangy, Laurent, französischer Kameramann

### Tanh
- Tanhofer, Nikola (1926–1998), jugoslawisch-kroatischer Filmregisseur

### Tani
- Tani, Ayako, Glaskünstlerin
- Tani, Bunchō (1763–1841), japanischer Maler und Dichter
- Tani, Daniel M. (* 1961), amerikanischer Astronaut
- Tani, Giovanni (* 1947), italienischer Geistlicher, emeritierter römisch-katholischer Erzbischof von Urbino-Urbania-Sant’Angelo in Vado
- Tani, Jichū (1598–1650), japanischer Konfuzianist
- Tani, Kōsei (* 2000), japanischer Fußballspieler
- Tani, Marcellino Daiji (* 1953), japanischer Geistlicher, emeritierter Bischof von Saitama
- Tani, Mitsuyo, japanische Badmintonspielerin
- Tani, Ryōko (* 1975), japanische Judoka, Olympiasiegerin und Weltmeisterin, Abgeordnete
- Tani, Shin’ichirō (* 1968), japanischer Fußballspieler
- Tani, Shunkun (* 1993), japanischer Fußballspieler
- Tani, Tateki (1837–1911), japanischer General und Politiker der Meiji-Zeit
- Tani, Tōru (* 1954), japanischer Philosoph
- Tani, Yoko (1928–1999), franko-japanische Schauspielerin
- Tania (1894–1999), argentinische Tangosängerin und Schauspielerin
- Tânia Maria (* 1948), brasilianische Pianistin und Sängerin
- Tanic, Boris (* 1996), österreichischer Handballspieler
- Tanicius Verus, Lucius, römischer Offizier (Kaiserzeit)
- Tanida, Naotsugu, japanischer Badmintonspieler
- Tanida, Sōshirō (* 2005), japanischer Fußballspieler
- Taniel, Gennadi (1940–2015), estnischer Komponist
- Tanifuji, Hideo (* 1949), japanischer Skilangläufer
- Tanigaki, Sadakazu (* 1945), japanischer Politiker
- Tanigaki, Sen’ichi (1913–1983), japanischer Politiker
- Tanigawa, Ken’ichi (1921–2013), japanischer Volkskundler
- Tanigawa, Kotosuga (1709–1776), japanischer Gelehrter und Autor
- Tanigawa, Mari (* 1962), japanische Langstreckenläuferin
- Tanigawa, Nagaru (* 1970), japanischer Light-Novel-Autor
- Tanigawa, Wataru (* 1996), japanischer Kunstturner
- Taniguchi, Akemi (* 1937), japanischer Nordischer Kombinierer
- Taniguchi, Gessō (1774–1865), japanischer Maler der späten Edo-Zeit
- Taniguchi, Hiromi (* 1960), japanischer Marathonweltmeister
- Taniguchi, Hiroto (* 1999), japanischer Fußballspieler
- Taniguchi, Hiroyuki (* 1985), japanischer Fußballspieler
- Taniguchi, Isao (* 1991), japanischer Fußballspieler
- Taniguchi, Jirō (1947–2017), japanischer MangakaJirō Taniguchi (1947–2017)

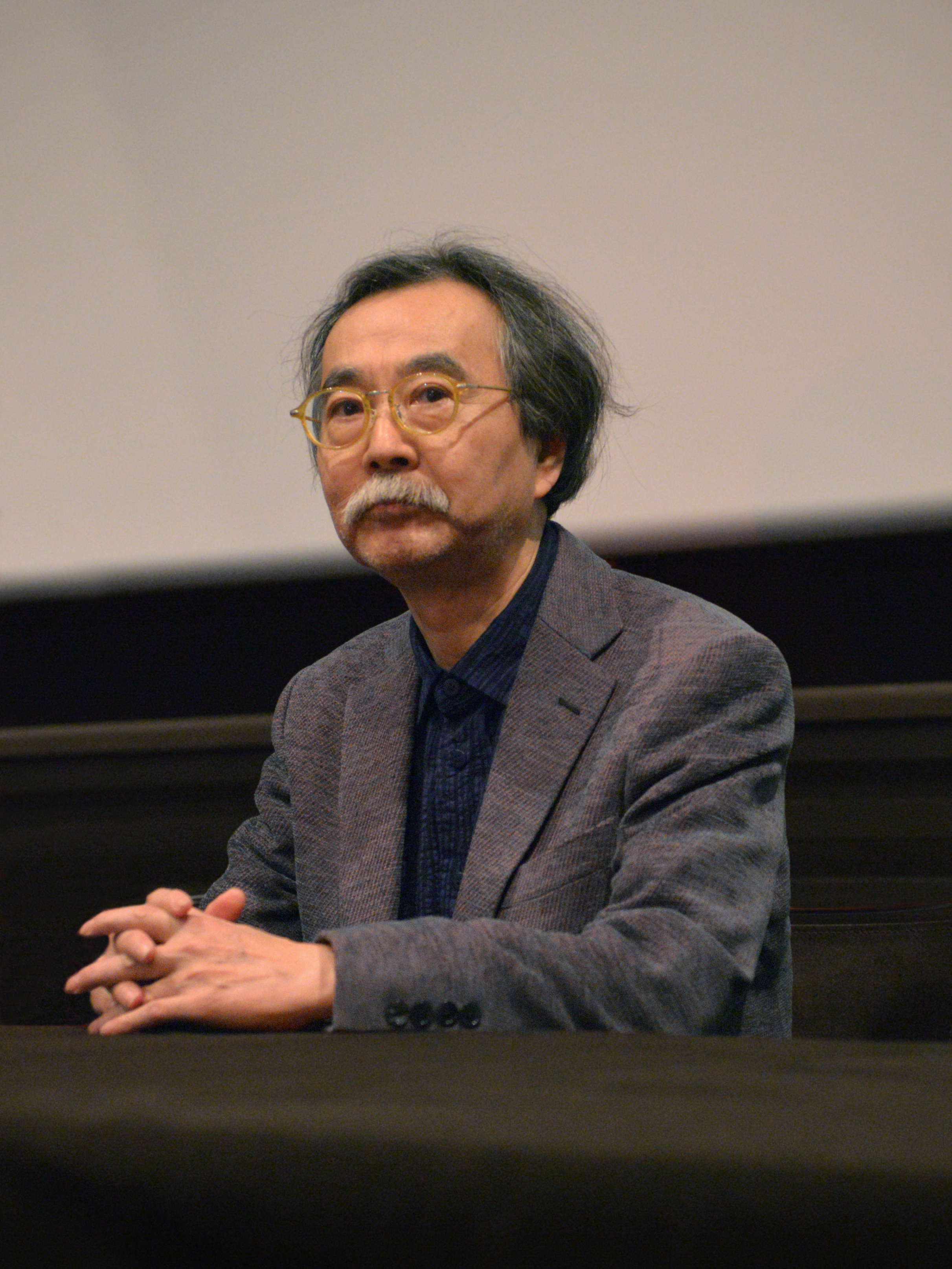
Jirō Taniguchi (1947–2017)

- Taniguchi, Kaito (* 1995), japanischer Fußballspieler
- Taniguchi, Kei (* 1974), japanischer Fußballspieler
- Taniguchi, Kenzō (* 1988), japanischer Fußballspieler
- Taniguchi, Kinzō (* 1910), japanischer Skilangläufer
- Taniguchi, Kōtarō (* 1994), japanischer Sprinter
- Taniguchi, Masaharu (1893–1985), japanischer Autor, Neugeistler und Gründer der religiösen Bewegung „Seichō no Ie“
- Taniguchi, Masatomo (1946–2021), japanischer Basketballspieler
- Taniguchi, Naomi (1870–1941), japanischer Admiral
- Taniguchi, Nobuteru (* 1971), japanischer Autorennfahrer
- Taniguchi, Norio (1912–1999), japanischer Ingenieurwissenschaftler
- Taniguchi, Ryōya (* 1999), japanischer Fußballspieler
- Taniguchi, Shōgo (* 1991), japanischer Fußballspieler
- Taniguchi, Tadatsugu (* 1948), japanischer Immunologe
- Taniguchi, Takashi, japanischer Materialwissenschaftler und Festkörperphysiker
- Taniguchi, Takayuki, japanischer Badmintonspieler
- Taniguchi, Tomoki (* 1992), japanischer Fußballspieler
- Taniguchi, Tomoko (* 1968), japanische Comiczeichnerin
- Taniguchi, Yoshio (1937–2024), japanischer Architekt
- Taniguchi, Yoshirō (1904–1979), japanischer Architekt
- Taniguchi, Yukinori (* 1968), japanischer Rennfahrer
- Taniguchi, Yusuke (* 1995), japanischer Fußballspieler
- Tanihara, Hideto (* 1978), japanischer Golfspieler
- Tanihata, Takashi (* 1947), japanischer Politiker
- Tanii, Takayuki (* 1983), japanischer Geher
- Taniike, Yōhei (* 1977), japanischer Fußballspieler
- Tanikado, Hisaharu (1893–1971), japanischer Maler
- Tanikawa, Momoko (* 2005), japanische Fußballspielerin
- Tanikawa, Shuntarō (1931–2024), japanischer Schriftsteller
- Tanikawa, Teijirō (1932–2025), japanischer Schwimmer
- Tanikawa, Tetsuzō (1895–1989), japanischer Philosoph
- Tanikawa, Tsuyoshi (* 1980), japanischer Fußballspieler
- Tanikaze, Kajinosuke (1750–1795), Sumōringer und vierter YokozunaTanikaze Kajinosuke (1750–1795)

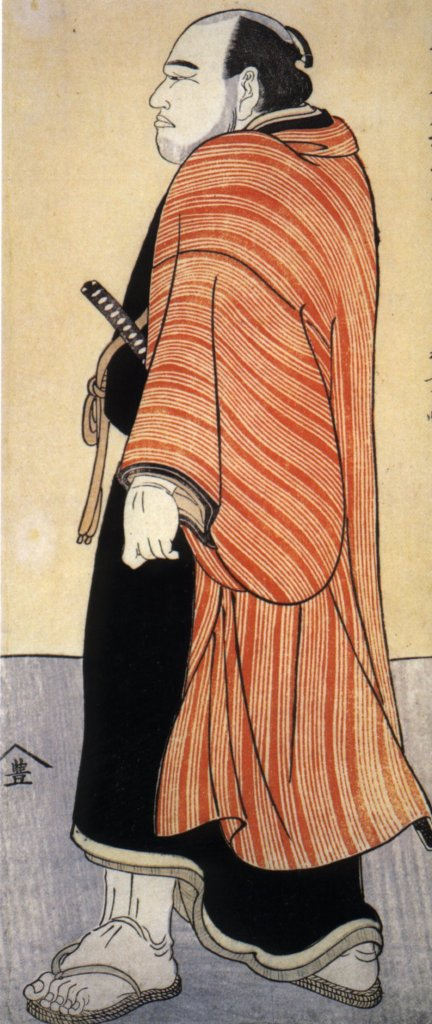
Tanikaze Kajinosuke (1750–1795)

- Tanimoto, Ayumi (* 1981), japanische Judoka
- Tanimoto, Masanori (* 1945), japanischer Politiker, Gouverneur der Präfektur Ishikawa (seit 1994)
- Tanimoto, Matarō (1886–1942), japanischer Vizeadmiral
- Tanimoto, Shunsuke (* 2001), japanischer Fußballspieler
- Tanimoto, Takayoshi (* 1975), japanischer Sänger
- Tanimoto, Tomeri (1867–1946), japanischer Pädagoge
- Tanimura, Kaina (* 1998), japanischer Fußballspieler
- Tanimura, Ken’ichi (* 1995), japanischer Fußballspieler
- Tanimura, Nana (* 1987), japanische J-Pop-Sängerin
- Tanimura, Shiho (* 1962), japanische Schriftstellerin
- Tanin Kiatlerttham (* 2000), thailändischer Fußballspieler
- Tanin, Sergey (* 1995), russischer Pianist
- Tanin, Zahir (* 1956), afghanischer Diplomat; amtierender Sonderbeauftragter des UN-Generalsekretärs im Kosovo
- Taninaka, Osamu (* 1964), japanischer Fußballspieler
- Taninaka, Yasunori (1897–1946), japanischer Holzschnitt-Künstler
- Tanio, Kōya (* 1992), japanischer Fußballspieler
- Tanio, Takahiro (* 1991), japanischer Fußballspieler
- Tanio, Venancio, philippinischer Poolbillardspieler
- Tanioka, Kumi (* 1974), japanische Pianistin und Komponistin von Videospielmusik
- Tanioka, Masashi (* 2001), japanischer Fußballspieler
- Tanioku, Kenshirō (* 1992), japanischer Fußballspieler
- Tanioku, Yūsaku (* 1978), japanischer Fußballspieler
- Tanir, Berkay (* 1999), österreichischer Fußballspieler
- Tanis, James (* 1965), papua-neuguineischer Politiker
- Tanith (* 1962), deutscher DJ und Produzent im Bereich der elektronischen TanzmusikTanith (* 1962)

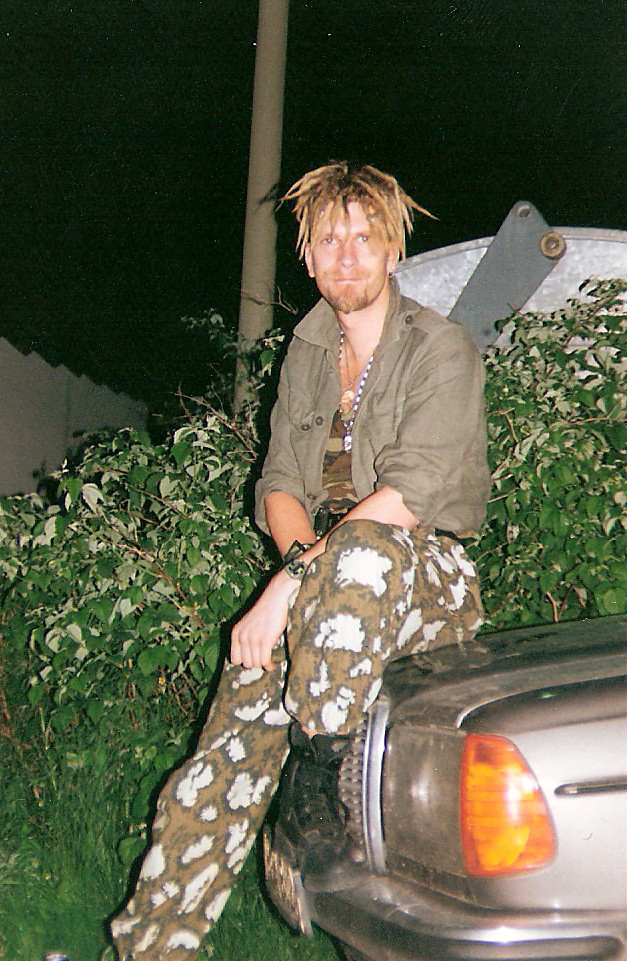
Tanith (* 1962)

- Taniyama, Yutaka (1927–1958), japanischer Mathematiker
- Tanizaki, Jun’ichirō (1886–1965), japanischer Schriftsteller

### Tanj
- Tanjé, Pieter (1706–1761), niederländischer Kupferstecher
- Tanjević, Bogdan (* 1947), montenegrinischer Basketballtrainer
- Tanjga, Miroslav (* 1964), jugoslawischer bzw. serbischer Fußballspieler
- Tanjuk, Leonid (1938–2016), ukrainischer Theater- und Filmregisseur, Theaterdirektor und Politiker sowie sowjetischer Dissident
- Tanjung, Chairul (* 1962), indonesischer Unternehmer
- Tanjung, Ni († 2020), indonesische Künstlerin der Art brut

### Tank
- Tank (* 1976), US-amerikanischer R&B-Sänger und Songwriter
- Tank Man, Mann, der sich auf dem Tiananmen-Platz anrollenden Panzern entgegenstellte
- Tank, Azize (* 1950), türkisch-deutsche Politikerin (Die Linke)
- Tank, Carsten (1766–1832), norwegischer Kaufmann und Politiker, Mitglied des Storting
- Tank, David (* 1953), US-amerikanischer Biophysiker und Neurophysiologe
- Tank, Detlev (1944–2023), deutscher Fußballspieler und -trainer
- Tank, Franz (1890–1981), Schweizer Physiker
- Tank, Kurt (1898–1983), deutscher IngenieurKurt Tank (1898–1983)

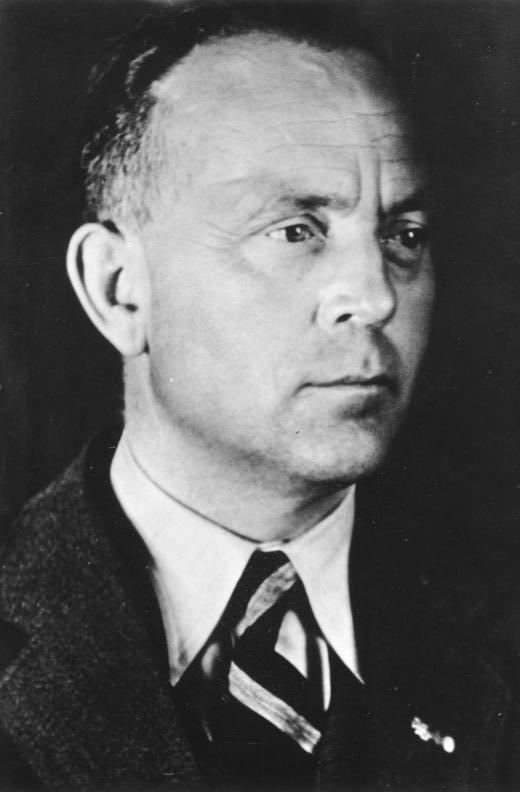
Kurt Tank (1898–1983)

- Tank, Maksim (1912–1995), belarussischer Lyriker und Schriftsteller
- Tank, Poppy (* 1997), britische Langstreckenläuferin
- Tank, Stephan (* 1961), deutscher Wirtschaftswissenschaftler
- Tank, Wilhelm (1888–1967), deutscher Anatom, Wissenschaftler, Akademie-Professor für plastische Anatomie, Maler und Bildhauer
- Tank-Nielsen, Carsten (1877–1957), norwegischer Marineoffizier, zuletzt Konteradmiral
- Tankai (1629–1716), japanischer Mönch und Bildhauer
- Tankamash Mama, Miguel (1939–2018), ecuadorianischer Politiker
- Tankary, Ibrahim (* 1972), nigrischer Fußballspieler
- Tanke, Detlef (* 1956), deutscher Politiker (SPD), MdL
- Tanke, Dietrich, Elekt von Kurland und Priester des Deutschen Ordens
- Tanke, Willem (* 1959), niederländischer Organist und Hochschullehrer
- Tankei (1173–1256), japanischer Bildhauer
- Tankels, Solomons (1912–1999), lettischer Fußballspieler und Chemieingenieur
- Tankian, Serj (* 1967), armenisch-US-amerikanischer Metal-SängerSerj Tankian (* 1967)

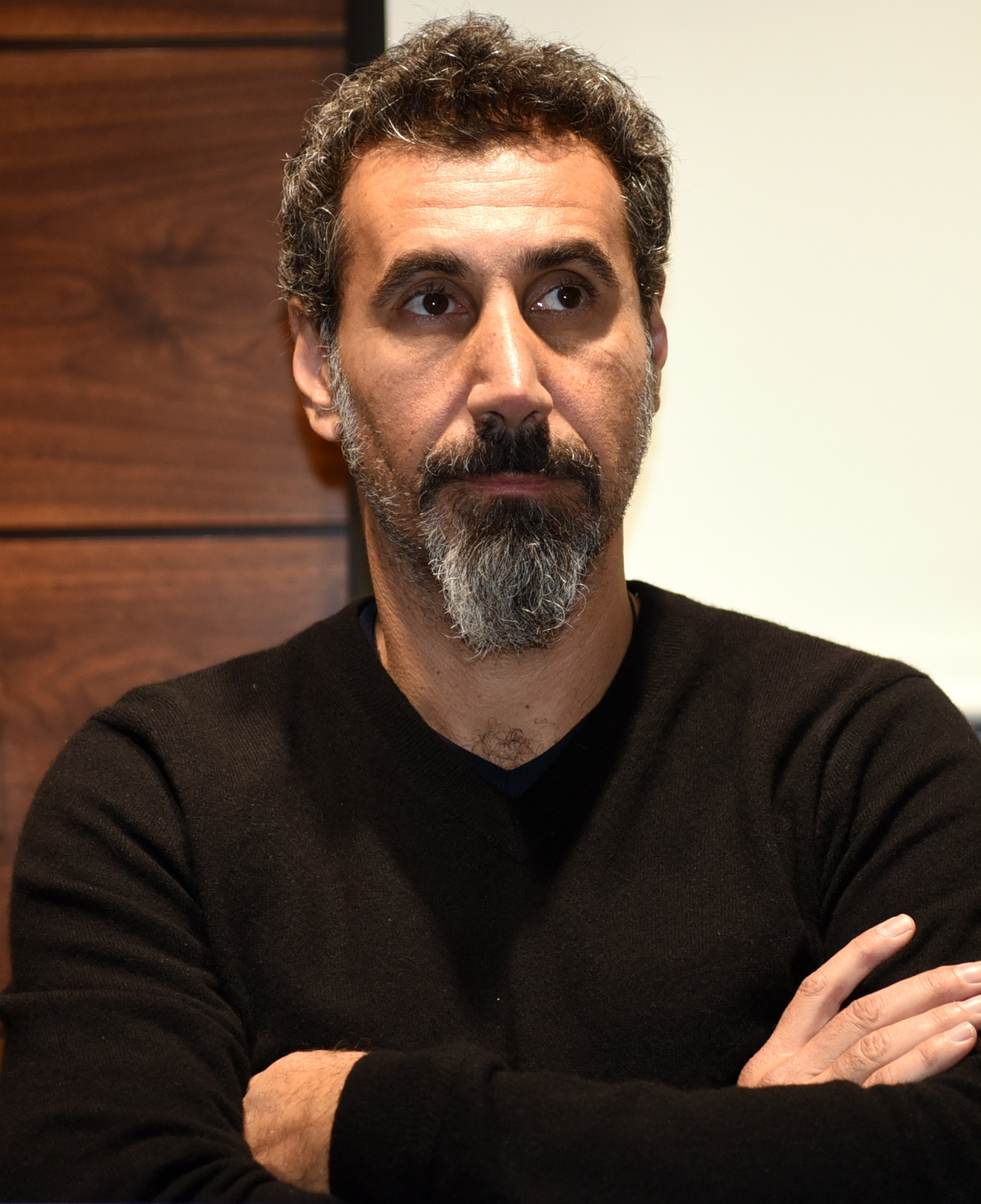
Serj Tankian (* 1967)

- Tankink, Bram (* 1978), niederländischer Radrennfahrer
- Tanko († 808), Bischof von Verden und ein Märtyrer der katholischen Kirche
- Tanko, Elemer-György (* 1968), rumänischer Skilangläufer
- Tanko, Ibrahim (* 1977), deutsch-ghanaischer Fußballspieler
- Tankó, Timea (* 1978), ungarisch-deutsche Übersetzerin
- Tankó, Viliam (* 1995), slowakischer Boxer
- Tankosić, Vojislav (1881–1915), serbischer Offizier und Mitglied des Geheimbunds „Schwarze Hand“
- Tanković, Muamer (* 1995), schwedischer Fußballspieler bosnischer Herkunft
- Tankred, Stiftsdekan in Tournai oder Brügge in Flandern
- Tankred von Bologna, italienischer Jurist
- Tankred von Hauteville, normannischer Valvassor und Abenteurer
- Tankred von Hazart, Herr von Hazard
- Tankred von Lecce († 1194), König von SizilienTankred von Lecce († 1194)

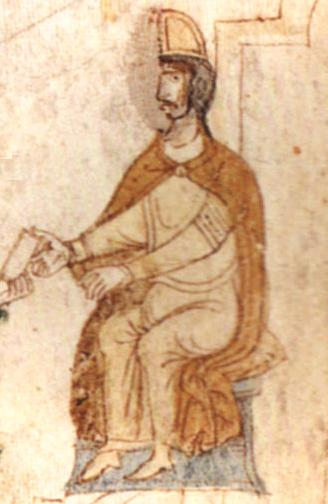
Tankred von Lecce († 1194)

- Tankred von Tiberias (1072–1112), Mitanführer des Ersten Kreuzzugs, Fürst von Tiberias, Regent von Antiochia und Edessa
- Tanks, Justin, US-amerikanischer Schauspieler und Drehbuchautor
- Tanksley, Francesca (* 1957), US-amerikanische Jazzpianistin
- Tanksley, Steven D. (* 1954), amerikanischer Biologe
- Tankulic, Luka (* 1991), deutscher Fußballspieler
- Tankus, Shmuel (1914–2012), israelischer Konteradmiral, 5. Befehlshaber der Israelischen Marine
- Tankut, Yılmaz (* 1959), türkischer Politiker, Parlamentsabgeordneter der MHP und Unternehmer

### Tanl
- Tanlar, Leyla (* 1997), türkische Schauspielerin

### Tanm
- Tanman, Cüneyt (* 1956), türkischer Fußballspieler
- Tanman, Ege (* 1998), türkischer Schauspieler

### Tann
- Tann, Eberhard von der (1495–1574), Regent der Herrschaft Tann in der Rhön und führte dort 1534 die Reformation ein
- Tann, Hartmann von der (1566–1647), Großprior des deutschen Johanniterordens
- Tann, Hartmann von der (* 1943), deutscher Funk- und Fernsehjournalist
- Tann, Heinrich von der (1784–1848), bayerischer Offizier und Abgeordneter
- Tann, Konrad IV. von († 1236), deutscher Geistlicher, Bischof von Speyer
- Tann, Michael von der (* 1950), deutscher Verbandsfunktionär und Kommunalpolitiker
- Tann, Quei (* 2000), amerikanische Schauspielerin
- Tann, Siegfried (* 1942), deutscher Kommunalpolitiker (CDU)
- Tann, Sophie von der (* 1991), deutsche JournalistinSophie von der Tann (* 1991)

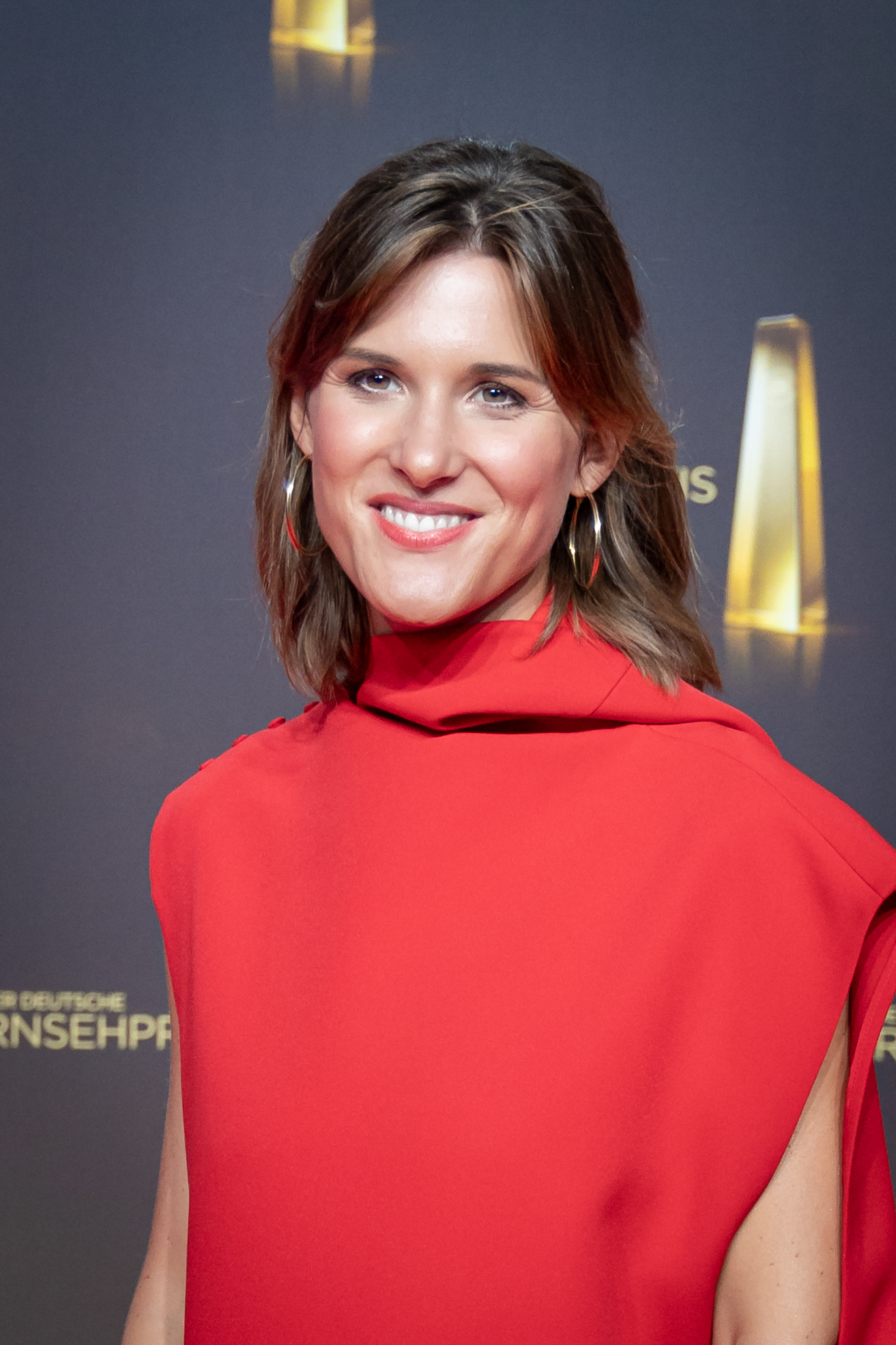
Sophie von der Tann (* 1991)

- Tann-Darby, Anissa (* 1967), australische Fußballspielerin
- Tann-Rathsamhausen, Arthur von der (1823–1907), deutscher Gutsbesitzer und Abgeordneter des Provinziallandtages der Provinz Hessen-Nassau
- Tann-Rathsamhausen, Ludwig von der (1815–1881), bayerischer General der Infanterie
- Tann-Rathsamhausen, Luitpold von der (1847–1919), bayerischer General der Infanterie
- Tann-Rathsamhausen, Rudolf von der (1855–1942), deutscher Beamter und Diplomat
- Tann-Rathsamhausen, Rudolph von der (1820–1890), bayerischer Generalleutnant und Kammerherr
- Tannahill, Don (* 1949), kanadischer Eishockeyspieler
- Tannahill, Jordan (* 1988), kanadischer Autor, Dramatiker und Theaterregisseur
- Tannahill, Reay (1929–2007), britische Historikerin
- Tannahill, Robert (1774–1810), schottischer Schriftsteller und Poet
- Tannaka, Tadao (1908–1986), japanischer Mathematiker
- Tånnander, Annette (* 1958), schwedische Siebenkämpferin, Hochspringerin und Weitspringerin
- Tånnander, Kjell (* 1927), schwedischer Zehnkämpfer
- Tånnander, Kristine (* 1955), schwedische Siebenkämpferin
- Tannane, Oussama (* 1994), marokkanisch-niederländischer Fußballspieler
- Tannapfel, Andrea (* 1966), deutsche Pathologin
- Tannauer, Johann Gottfried (1680–1737), deutscher Hofmaler
- Tannberg, Sixtus von († 1495), deutscher Fürstbischof von Freising
- Tannberg, Tõnu-Andrus (* 1961), estnischer Historiker
- Tanne, Wilhelm Heinrich von der (1710–1790), preußischer Oberst, Kommandeur eines Grenadier-Bataillons
- Tanneberg, Uwe (1940–2013), deutscher Verwaltungsjurist
- Tanneberger, Franziska (* 1978), deutsche Biologin
- Tanneberger, Marcus (* 1987), deutscher Violinist
- Tanneberger, Michael (* 1954), deutscher Schauspieler
- Tanneberger, Rüdiger (* 1940), deutscher Straßenradrennfahrer
- Tanneberger, Steffen (* 1983), deutscher Verwaltungsjurist, Hochschullehrer und Pressesprecher
- Tanneberger, Stephan (1935–2018), deutscher Onkologe, Chemiker und Autor
- Tanneberger, Tim (* 1993), deutscher Koch
- Tannehill, Adamson (1750–1820), US-amerikanischer Politiker
- Tannehill, Ryan (* 1988), US-amerikanischer FootballspielerRyan Tannehill (* 1988)

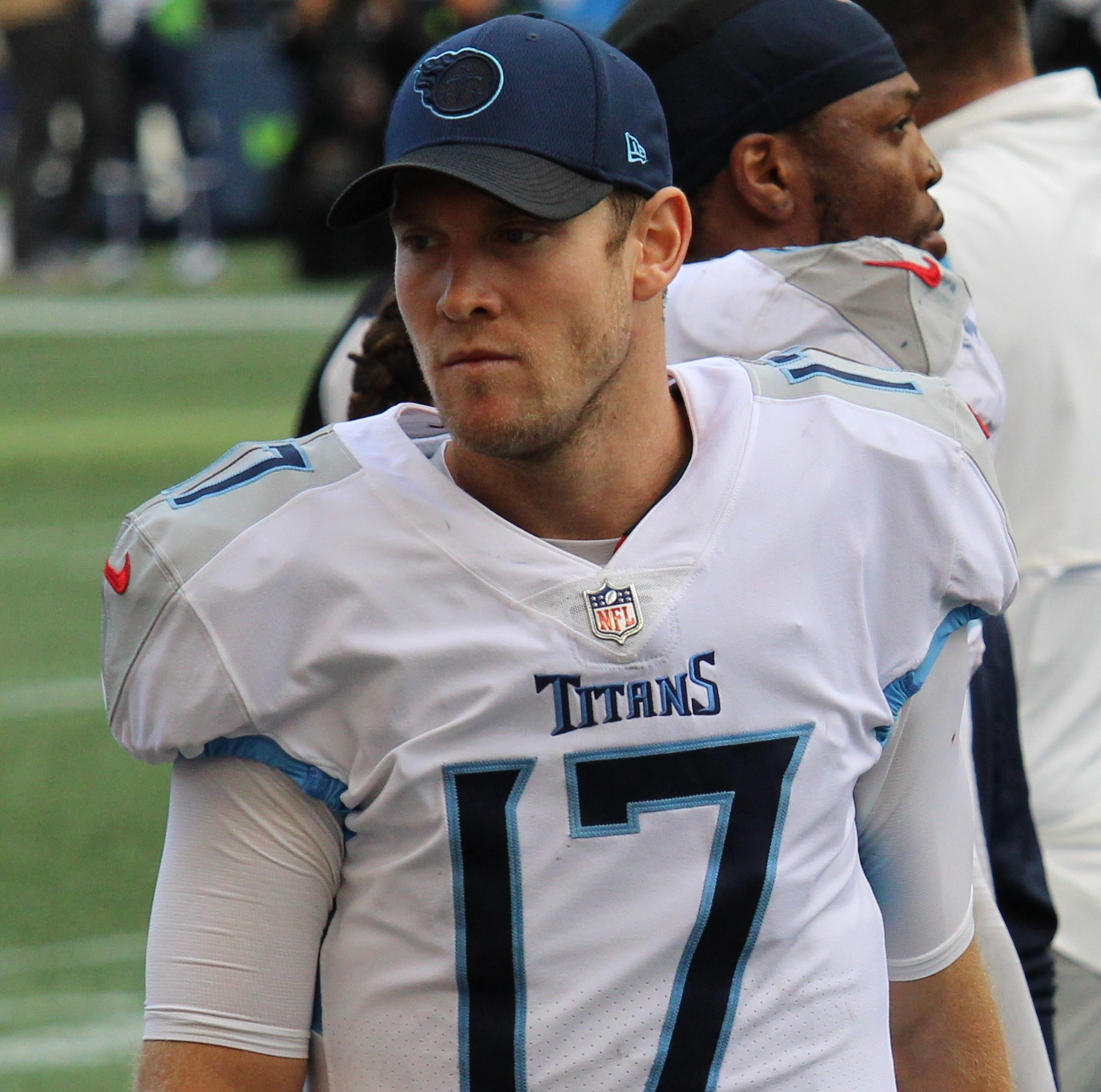
Ryan Tannehill (* 1988)

- Tannemann, Walter (* 1928), deutscher Fußballspieler
- Tannen, Deborah (* 1945), US-amerikanische Soziolinguistin
- Tannen, Karl (1827–1904), deutscher Verleger und Schriftsteller
- Tannen, Theodor (1827–1893), deutscher Landwirt und Politiker, Abgeordneter im Preußischen Abgeordnetenhaus
- Tannen, Wilhelm (1803–1864), deutscher Richter und Politiker
- Tannen, William (1911–1976), US-amerikanischer Schauspieler
- Tannen, William (* 1942), US-amerikanischer Regisseur und Filmproduzent
- Tannenbaum, Abram Sewastjanowitsch (1858–1922), russischer Verkehrsingenieur, Autor und Herausgeber
- Tannenbaum, Albert (1906–1976), US-amerikanischer Gangster
- Tannenbaum, Arnold Sherwood (* 1925), US-amerikanischer Psychologe
- Tannenbaum, Elhanan (1946–2024), israelischer Geschäftsmann und Entführungsopfer
- Tannenbaum, Eugen (1890–1936), deutscher Zeitungsredakteur und Kulturkritiker
- Tannenbaum, Frank (1893–1969), US-amerikanischer Soziologe
- Tannenbaum, Herbert (1892–1958), deutsch-amerikanischer Kunstgalerist und Filmtheoretiker
- Tannenbaum, Katerina (* 1993), US-amerikanische Schauspielerin und Model
- Tannenbaum, Katie (* 1985), US-amerikanische Skeletonpilotin (Amerikanische Jungferninseln)
- Tannenbaum, Robert (1915–2003), US-amerikanischer Organisationsforscher
- Tannenberg, Boris de (1864–1914), französischer Erzieher, Romanist und Hispanist
- Tannenberg, Otto, deutscher Geograph
- Tannenberg, Wilhelm (1895–1983), deutscher Jurist und Diplomat
- Tanner, Adam (1572–1632), deutscher Hexentheoretiker
- Tanner, Adam (* 1973), englischer Fußballspieler
- Tanner, Adolphus H. (1833–1882), US-amerikanischer Offizier, Jurist und Politiker
- Tanner, Alain (1929–2022), Schweizer Filmregisseur, Drehbuchautor, FilmproduzentAlain Tanner (1929–2022)

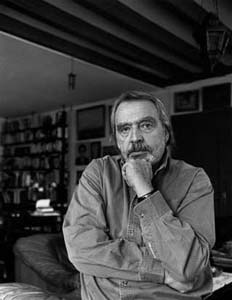
Alain Tanner (1929–2022)

- Tanner, Albert (1941–2013), Schweizer Schauspieler
- Tanner, Alethia (1785–1864), US-amerikanische Händlerin
- Tanner, Anton (1807–1893), Schweizer katholischer Theologe und Propst des Stiftes St. Leodegar in Luzern
- Tanner, Anton (1829–1902), sächsischer Soldat, Inspektor und Präsident des Königlich-Sächsischen Militärvereinsbund
- Tanner, Antwon (* 1975), US-amerikanischer Film- und Fernsehschauspieler
- Tanner, Arnold Heinrich (1831–1872), Schweizer Textilunternehmer und Politiker
- Tanner, Arthur (1903–1972), US-amerikanischer Country-Musiker
- Tanner, BJ (* 2004), US-amerikanischer Schauspieler
- Tanner, Carl (1888–1962), Schweizer Politiker (FDP)
- Tanner, Carl Daniel (1791–1858), deutscher Graveur und Büchsenmacher
- Tanner, Craig (* 1994), englischer Fußballspieler
- Tanner, David (* 1984), australischer Radrennfahrer
- Tanner, Elaine (* 1951), kanadische Schwimmerin
- Tanner, Emmeline (1876–1955), englisch-britische Schulleiterin und Bildungsreformerin
- Tanner, Ernst (* 1946), Schweizer Wirtschaftsmanager und Unternehmer
- Tanner, Eugen (1896–1978), Schweizer Textilunternehmer und Politiker
- Tanner, Evan (1971–2008), US-amerikanischer Mixed-Martial-Arts-Kämpfer
- Tanner, Fred (1920–1982), Schweizer Schauspieler
- Tanner, Fritz (1923–1996), Schweizer Theologe, Psychotherapeut und Schriftsteller
- Tanner, Gabriela (* 1967), Schweizer Jazz- und Improvisationsmusikerin (Gesang, Komposition)
- Tanner, Georg († 1645), Historiograph und Abt des Klosters Weihenstephan
- Tanner, Georg, österreichischer Jurist, Gräzist und Humanist
- Tanner, Gid (1885–1960), US-amerikanischer Old-Time-Musiker
- Tanner, Henry Ossawa (1859–1937), afro-amerikanischer Maler
- Tanner, Jakob (* 1950), Schweizer Historiker und Hochschullehrer
- Tanner, James M. (1920–2010), britischer Pädiater
- Tanner, James T. (1914–1991), US-amerikanischer Ornithologe
- Tanner, Jerald (1938–2006), US-amerikanischer Autor und Kirchenkritiker
- Tanner, Johann Georg (1828–1897), Schweizer Gemeindepräsident, Landeshauptmann, Landesseckelmeister, Kantonsrat, Landammann und Nationalrat
- Tanner, Johann Heinrich (1799–1875), Schweizer Politiker und Textilunternehmer
- Tanner, Johann Jakob (1807–1877), Schweizer Zeichner und Aquatinta-Stecher
- Tanner, Johann Jakob (1865–1939), Schweizer Jurist und Politiker
- Tanner, Johannes, Schweizer Landammann und Tagsatzungsgesandter
- Tanner, Johannes (* 1594), Schweizer Landammann und Tagsatzungsgesandter
- Tanner, Johannes (* 1627), Schweizer Landammann und Tagsatzungsgesandter
- Tanner, John, nordamerikanischer Pelztierjäger, Scout und Dolmetscher
- Tanner, John Riley (1844–1901), US-amerikanischer Politiker
- Tanner, John S. (* 1944), US-amerikanischer Politiker
- Tanner, Joseph R. (* 1950), US-amerikanischer Astronaut
- Tanner, Joseph Robson (1860–1931), britischer Neuzeithistoriker
- Tanner, Kandice (* 1980), Biophysikerin und Krebsforscherin aus Trinidad und Tobago
- Tanner, Karl Rudolf (1794–1849), Schweizer Jurist, Dichter und Politiker
- Tanner, Klaudia (* 1970), österreichische Politikerin (ÖVP), JuristinKlaudia Tanner (* 1970)

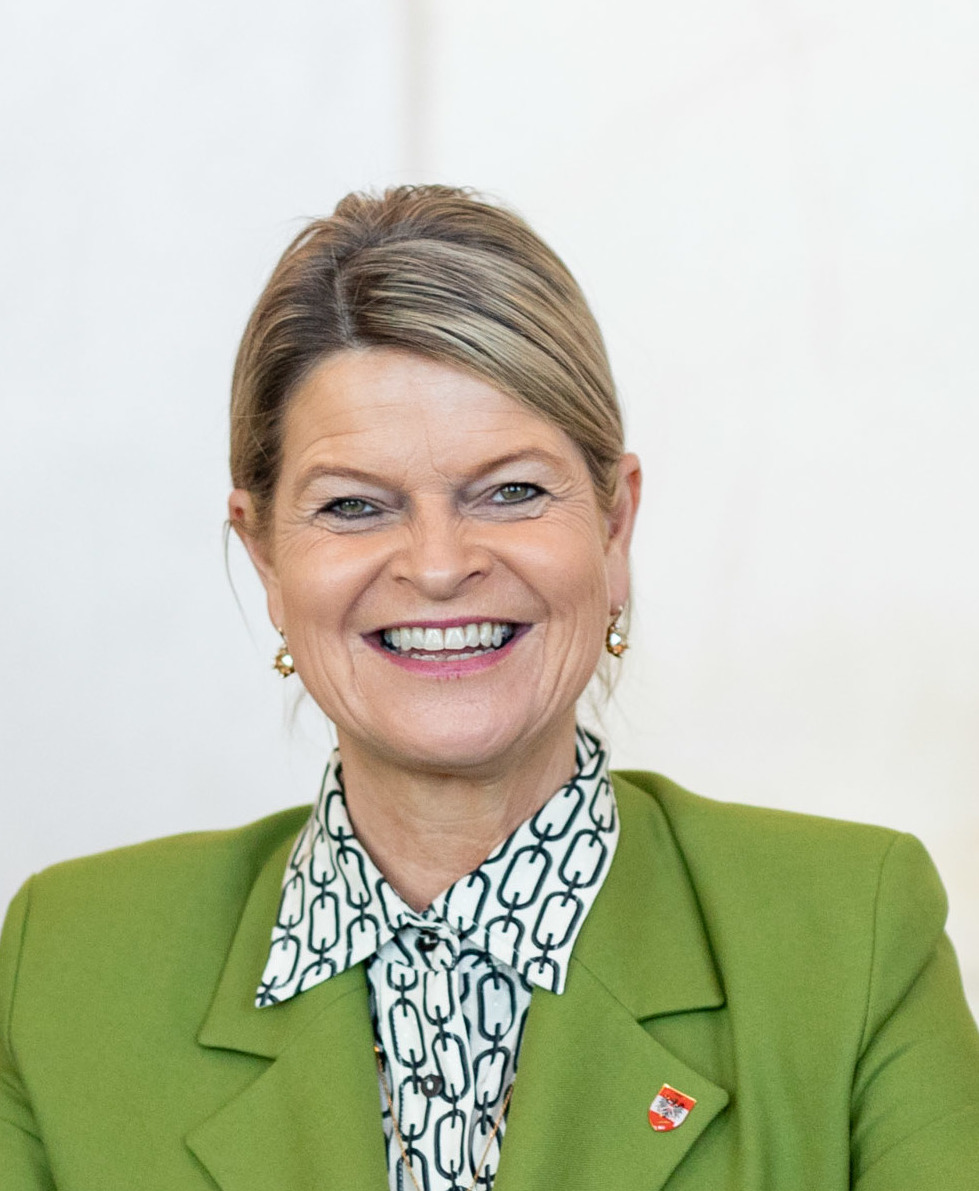
Klaudia Tanner (* 1970)

- Tanner, Klaus (* 1953), deutscher Theologe und Professor für Systematische Theologie und Ethik an der Universität Heidelberg
- Tanner, Konrad († 1623), Schweizer Landammann, Regierungsmitglied und Tagsatzungsgesandter
- Tanner, Konrad (1752–1825), Schweizer römisch-katholischer Benediktinerpater, Abt des Klosters Einsiedeln
- Tanner, Laurenz (1631–1701), Schweizer Landammann und Tagsatzungsgesandter
- Tanner, Laurenz (1668–1729), Schweizer Landammann und Tagsatzungsgesandter
- Tanner, Lauri (1890–1950), finnischer Turner und Fußballspieler
- Tanner, Lee (1931–2013), US-amerikanischer Jazzmusiker
- Tanner, Lindsay (* 1956), australischer Politiker
- Tanner, Marcel (* 1952), Schweizer Epidemiologe, Malariaforscher und Public Health-SpezialistMarcel Tanner (* 1952)

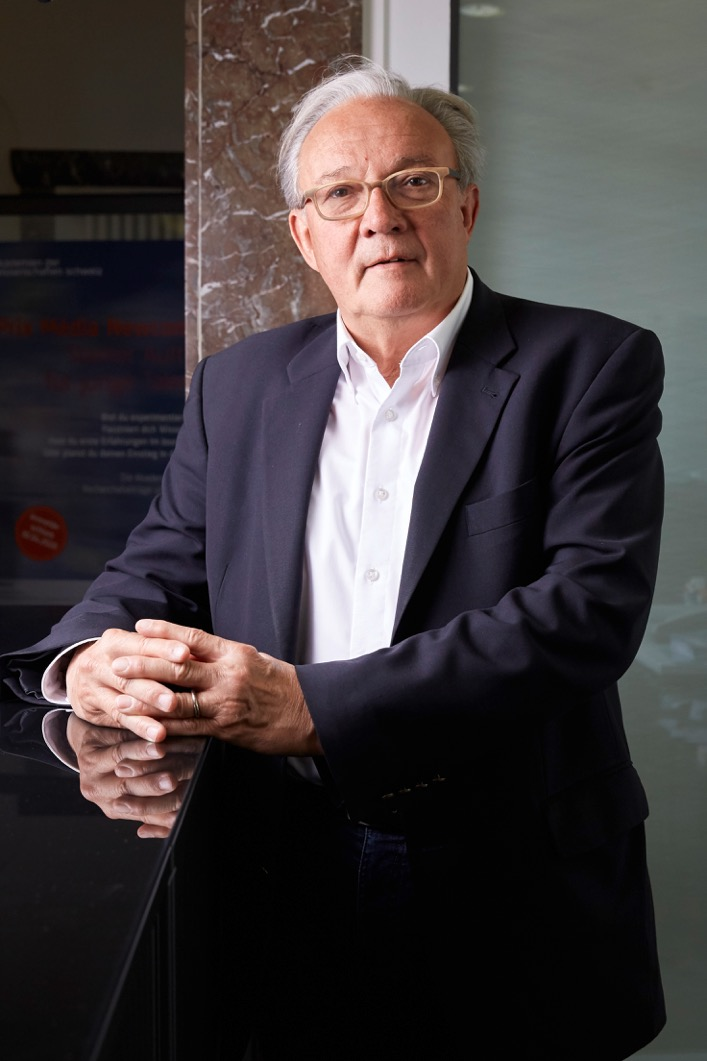
Marcel Tanner (* 1952)

- Tanner, Marco (* 1994), Schweizer Bobfahrer
- Tanner, Markus (* 1954), Schweizer Fussballspieler
- Tanner, Mary (* 1938), britische Alttestamentlerin und Ökumenikerin
- Tanner, Mathias (1630–1692), böhmischer katholischer Geistlicher, Jesuit und Theologe
- Tanner, Nick (* 1965), englischer Fußballspieler
- Tanner, Paul (1917–2013), US-amerikanischer Jazz-Posaunist des Swing, Jazzautor und Erfinder
- Tanner, Paul (* 1968), englischer Snookerspieler
- Tanner, Paul Francis (1905–1994), US-amerikanischer Geistlicher und Bischof von Saint Augustine
- Tanner, Petronilla († 1629), Appenzeller Kapuzinerin
- Tanner, Ramon (* 1999), Schweizer Eishockeyspieler
- Tanner, Riley (* 1999), US-amerikanisch-panamaische Fußballspielerin
- Tanner, Robert (* 1936), Schweizer Architekt
- Tanner, Rosalind (1900–1992), britische Mathematikerin
- Tanner, Roscoe (* 1951), US-amerikanischer TennisspielerRoscoe Tanner (* 1951)

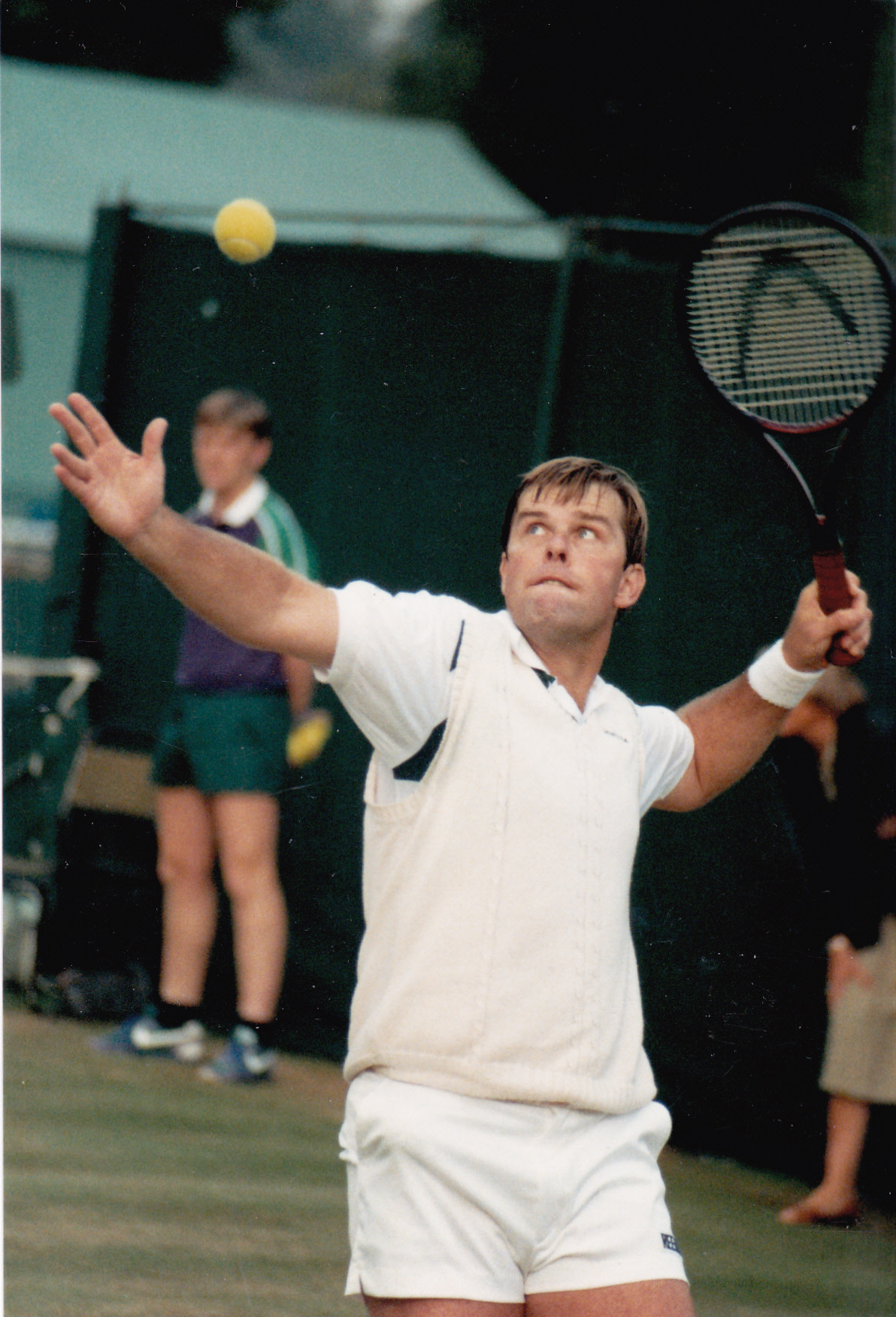
Roscoe Tanner (* 1951)

- Tanner, Samuel (* 2000), neuseeländischer Mittelstreckenläufer
- Tanner, Sandra (* 1941), US-amerikanische Autorin und Kirchenkritikerin
- Tanner, Susan Jane, englischsprachige Theater- und Musicalschauspielerin
- Tanner, Troy (* 1963), US-amerikanischer Volleyball- und Beachvolleyballspieler
- Tanner, Uli, Schweizer Landammann und Tagsatzungsgesandter
- Tanner, Väinö (1881–1966), finnischer Politiker, Mitglied des Reichstags und Ministerpräsident
- Tanner, Valentin (* 1992), Schweizer Curler
- Tanner, Vera (1906–1971), britische Schwimmerin
- Tanner, Volly (* 1970), deutscher Literat und Entertainer
- Tanner, Widmar (* 1938), deutscher Biologe
- Tanner-Chaumet, Simone (1916–1962), französische Friedensaktivistin
- Tannert, Adolf (1839–1913), Künstler im Scherenschnitt (Papierkunst) und Schriftsetzer
- Tannert, Adolf (1875–1961), deutscher Kunstturner
- Tannert, Christof (1946–2019), deutscher Biologe und Politiker (SPD), MdA, MdEP
- Tannert, Elmar (* 1964), deutscher Schriftsteller und Übersetzer
- Tannert, Ernst (* 1866), deutscher Landschaftsmaler der Düsseldorfer Schule
- Tannert, Hannes (1900–1976), deutscher Bühnen-, Film- und Hörspielregisseur, Intendant, Schauspieler und Hörspielsprecher
- Tannert, Heinrich (1893–1982), sudetendeutscher Biologe, Lehrer und Schulrat sowie Museumsmitarbeiter
- Tannert, Julius (* 1990), deutscher Rallyefahrer
- Tannert, Louis (1831–1915), deutsch-australischer Genremaler, Porträtmaler, Kunstlehrer und Kurator
- Tannert, Volker (* 1955), deutscher Maler, Zeichner und Bildhauer
- Tannery, Jules (1848–1910), französischer Mathematiker
- Tannery, Paul (1843–1904), französischer Mathematik- und Wissenschaftshistoriker
- Tannet (878–934), König von Bagan
- Tannhäuser, mittelhochdeutscher Minnesänger und SangspruchdichterTannhäuser

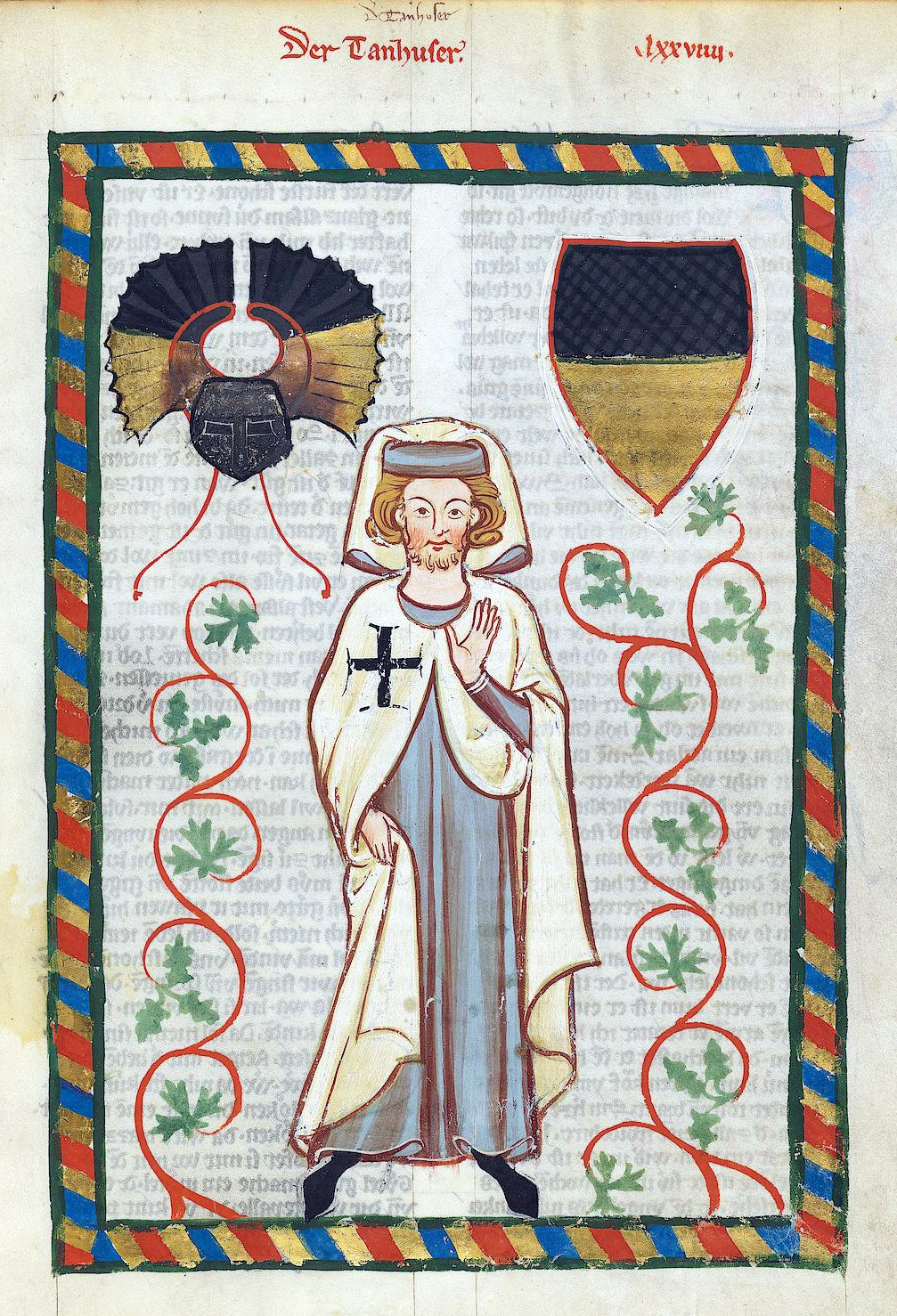
Tannhäuser

- Tannhäuser, Hans-Erich (* 1960), deutscher Ingenieur und Kommunalpolitiker
- Tannhäuser, Hans-Georg (* 1958), deutscher evangelischer Theologe, Missionar und Direktor der Leipziger Mission
- Tannhäuser, Sylke (* 1964), deutsche Schriftstellerin
- Tannheimer, Josef (1913–2002), Schweizer Goldschmied, Künstler und Kalligraph
- Tannheimer, Julia (* 2005), deutsche Biathletin
- Tannheimer, Markus (* 1969), deutscher Arzt und Alpinist
- Tannheimer, Willi (* 1940), deutscher Bildhauer
- Tannich, Egbert (* 1956), deutscher Mikrobiologe
- Tannier, Kankyo (* 1974), französische Nonne in der Tradition des Zen-Buddhismus und Autorin
- Tanninen, Oili (1933–2024), finnische Illustratorin und Kinderbuchautorin
- Tanning, Dorothea (1910–2012), US-amerikanische Malerin
- Tannir, Mona El, libanesische Diplomatin
- Tannis, Hudson K. (1928–1986), vincentischer Politiker, Außenminister (1979–1984)
- Tännler, Heinz (* 1960), Schweizer Jurist, Sportfunktionär und Politiker (FDP, SVP)
- Tännler, Rosa (1879–1946), Schweizer Wirtin und Vorlage für die Abbildung auf dem GoldvreneliRosa Tännler (1879–1946)

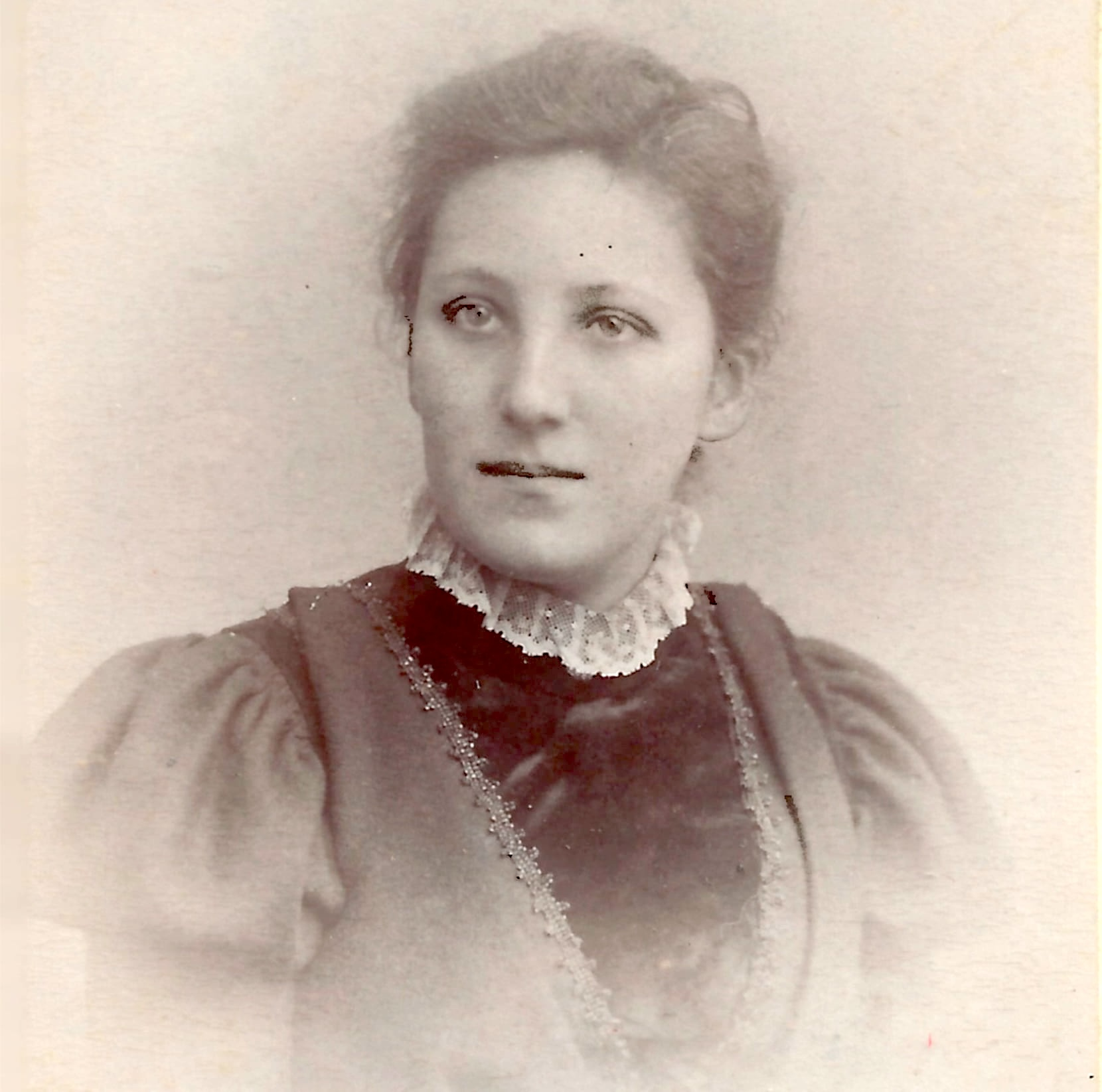
Rosa Tännler (1879–1946)

- Tanno Duren († 1468), ostfriesischer Häuptling zu Jever
- Tanno, Giulia (* 1998), Schweizer Freestyle-Skisportlerin
- Tanno, Kenta (* 1986), japanischer Fußballspieler
- Tanno, Setsu (1902–1987), japanische Sozialaktivistin
- Tannock, Charles (* 1957), britischer Politiker (Conservative Party), MdEP
- Tannock, James (1783–1863), schottischer Porträtmaler
- Tannous, Elias (* 1982), US-amerikanischer Metal-Musiker
- Tannstein, Kurt von (1907–1980), deutscher Botschafter
- Tannstetter, Georg (1482–1535), deutscher Humanist, Astronom, Astrologe und Mediziner
- Tannura, Philip (1897–1973), US-amerikanischer Kameramann, Kinderdarsteller und Film- und Fernsehregisseur

### Tano
- Tano, Barbro (* 1939), schwedische Skilangläuferin
- Tano, Kevin (* 1992), niederländischer Fußballspieler
- Tanoh, Augustus Obuadum (* 1956), ghanaischer Diplomat und Politiker, Vorsitzender der Oppositionspartei NRP
- Tanomura, Chikuden (1777–1835), japanischer Maler und Dichter
- Tanomura, Choku’nyū (1814–1907), japanischer Maler
- Tañón, Olga (* 1967), puerto-ricanische Sängerin
- Tanonaka, Tasuku (* 1978), japanischer Hürdenläufer
- Tanongsak Promdard (* 1985), thailändischer Fußballspieler
- Tanör, Bülent (1940–2002), türkischer Rechtswissenschaftler
- Tanos, Phokion J. (1898–1972), zypriotischer Antiquitäten- und Kunsthändler
- Tanose, Ryōtarō (* 1943), japanischer Politiker
- Tanotamun, sechster Pharao der 25. DynastieTanotamun

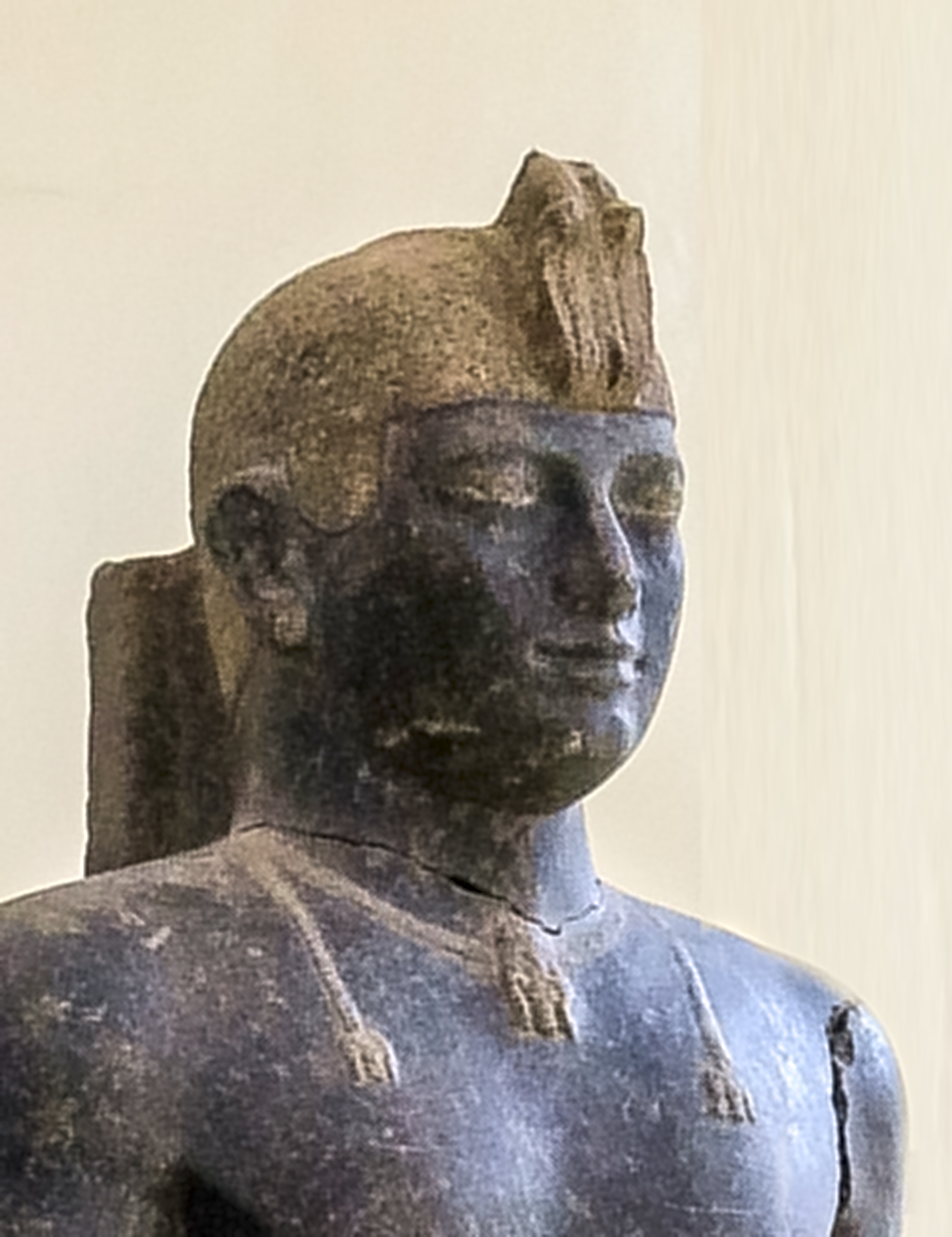
Tanotamun

- Tanoto, Sukanto (* 1949), indonesischer Geschäftsmann
- Tanoue, Shin’ya (* 1980), japanischer Fußballspieler
- Tanoue, Yutaka (* 1986), japanischer Fußballspieler
- Tanoux, Henri Adrien (1865–1923), französischer Maler
- Tanović, Danis (* 1969), bosnischer Filmregisseur
- Tanovic, Tajna, deutsche Schauspielerin und Singer-Songwriter

### Tanp
- Tanpınar, Ahmet Hamdi (1901–1962), türkischer Schriftsteller und Hochschullehrer
- Tanpisit Kukalamo (* 1997), thailändischer Fußballspieler

### Tanq
- Tanquerey, Adolphe (1854–1932), katholischer Priester

### Tanr
- Tanrikolu, Pinar (* 1984), deutsche Fernsehmoderatorin und Fernsehjournalistin
- Tanrıkulu, Azize (* 1986), türkische Taekwondoin
- Tanrıkulu, Bahri (* 1980), türkischer Taekwondoin
- Tanrıkulu, Cansu (* 1991), türkische Jazzsängerin
- Tanrıkulu, Sezgin (* 1963), kurdischer Anwalt, Politiker und Menschenrechtler
- Tanrıöğen, Settar (* 1960), türkischer Schauspieler
- Tanrıöver, Hamdullah Suphi (1885–1966), türkischer Politiker und Autor
- Tanrısevsin, Yağmur (* 1990), türkische Schauspielerin
- Tanrıverdi, Adnan (1944–2024), türkischer Brigadegeneral
- Tanrıverdi, Mehmet (* 1962), deutsch-kurdischer Unternehmer
- Tanrıvermiş, Tuğberk (* 1989), türkischer Fußballtrainer
- Tanrıyar, Ali (1914–2017), türkischer Mediziner, Politiker und Sportfunktionär
- Tanrıyar, İpek (* 1980), türkische Schauspielerin und Model

### Tans
- Tans, Gillian (* 1970), niederländische WirtschaftsmanagerinGillian Tans (* 1970)

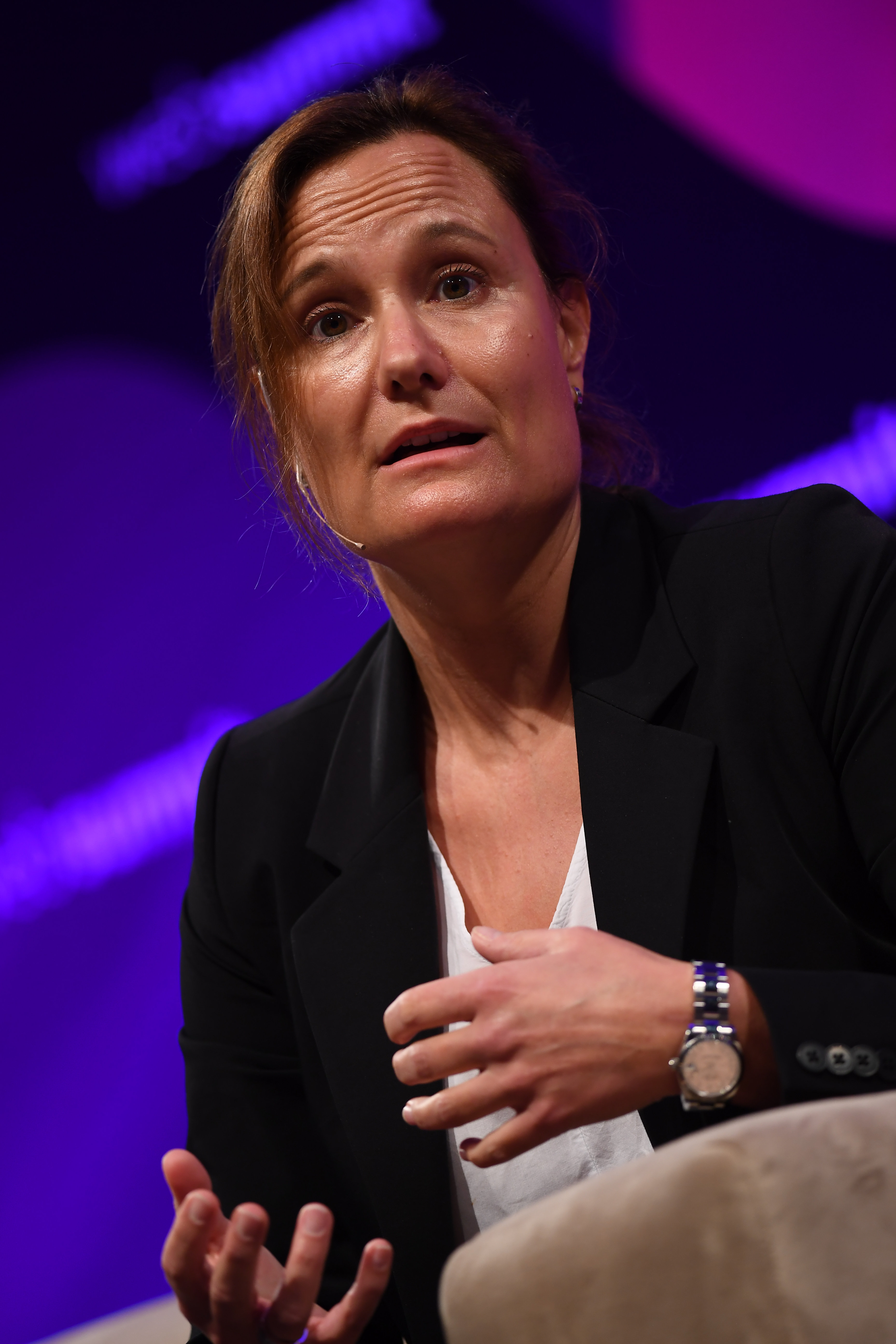
Gillian Tans (* 1970)

- Tans, J. C. (* 1947), niederländischer Saxophonist, Komponist und Bandleader
- Tans, Joseph Anna Guillaume (1914–1992), niederländischer Romanist und Französist
- Tanschek, Harry, österreichischer Jazz- und Fusionmusiker (Schlagzeug)
- Tansel, Oğuz (1915–1994), türkischer Märchensammler und Dichter
- Tansen († 1589), Hofmusiker des Mogulkaisers Akbar I.
- Tanser, Scott (* 1994), englischer Fußballspieler
- Tansey, Emma (1870–1942), US-amerikanische Schauspielerin
- Tansey, Greg (* 1988), englischer Fußballspieler
- Tansey, James Sheridan (1904–1961), US-amerikanischer Filmschauspieler
- Tansey, John (1901–1971), US-amerikanischer Schauspieler der Stummfilmzeit
- Tansey, Mark (* 1949), US-amerikanischer Maler
- Tansey, Robert Emmett (1897–1951), US-amerikanischer Filmschauspieler, Drehbuchautor, Filmregisseur und Produzent
- Tansi, Cyprian (1903–1964), römisch-katholischer Ordenspriester und Seliger
- Tansi, Sony Labou (1947–1995), kongolesischer Schriftsteller
- Tansill, Charles (1890–1964), US-amerikanischer Historiker
- Tansillo, Luigi (1510–1568), italienischer Dichter
- Tanskanen, Henna (* 1983), finnische Schauspielerin
- Tanski, Claudius (* 1959), deutscher Pianist und Hochschullehrer
- Tanski, Joachim (* 1950), deutscher Ökonom
- Tansley, Arthur George (1871–1955), britischer Pflanzenökologe und Geobotaniker
- Tansley, David V. (1934–1988), englischer Alternativmediziner
- Tansley, Donald (1925–2007), kanadischer Staatsbediensteter
- Tansman, Alexandre (1897–1986), polnisch-französischer Komponist
- Tanson, Sam (* 1977), luxemburgische Anwältin und Politikerin

### Tant
- Tantalidis, Antonios (* 1997), griechischer Geräteturner
- Tantaquidgeon, Gladys (1899–2005), mohikanische Anthropologin, Matriarchin und Medizinfrau
- Tantardini, Antonio (1829–1879), italienischer Bildhauer
- Tantaros, Andrea (* 1978), amerikanische Fernsehmoderatorin
- Tantashev, Ilgiz (* 1984), usbekischer Fußballschiedsrichter
- Tantau, Gisela (* 1933), deutsche SchauspielerinGisela Tantau (* 1933)

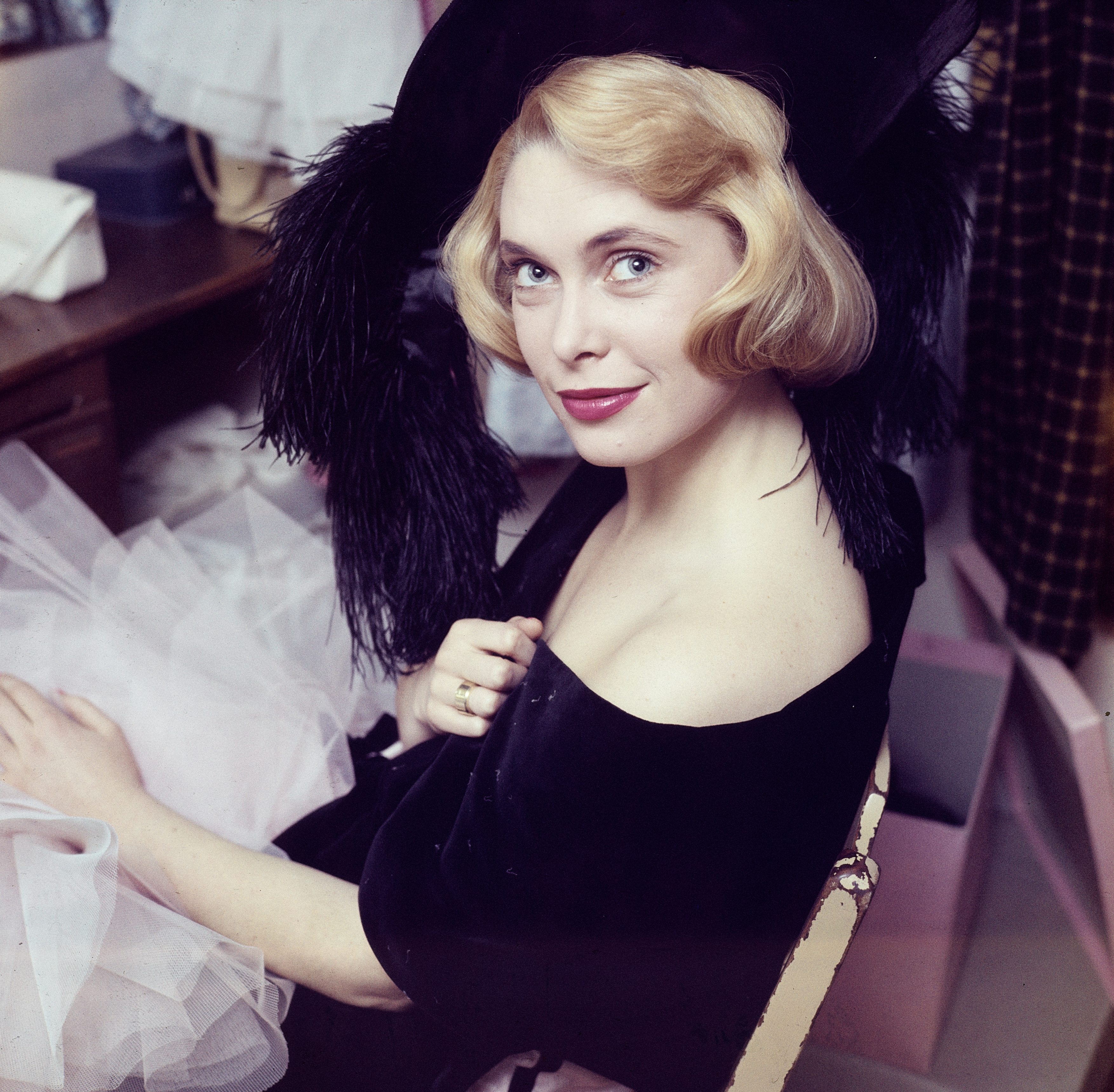
Gisela Tantau (* 1933)

- Tantau, Mathias (1882–1953), deutscher Rosenzüchter
- Tantau, Mathias jun. (1912–2006), deutscher Rosenzüchter
- Tantau, Till (* 1975), deutscher theoretischer Informatiker
- Tantawan Tuatulanon, thailändische Studentenaktivistin
- Tantawi, Ali Al- (1909–1999), syrischer sunnitischer Kleriker und Jurist
- Tantawi, Mohammed Hussein (1935–2021), ägyptischer Politiker, Verteidigungsminister und Feldmarschall
- Tantawi, Muhammad Sayyid (1928–2010), islamischer Würdenträger
- Tante Hanna (1825–1903), deutsche Volksmissionarin
- Tante Truus (1896–1978), niederländische Frau, rettete im Dritten Reich mit Kindertransporten tausende von jüdischen und „nicht-arischen“ KindernTante Truus (1896–1978)

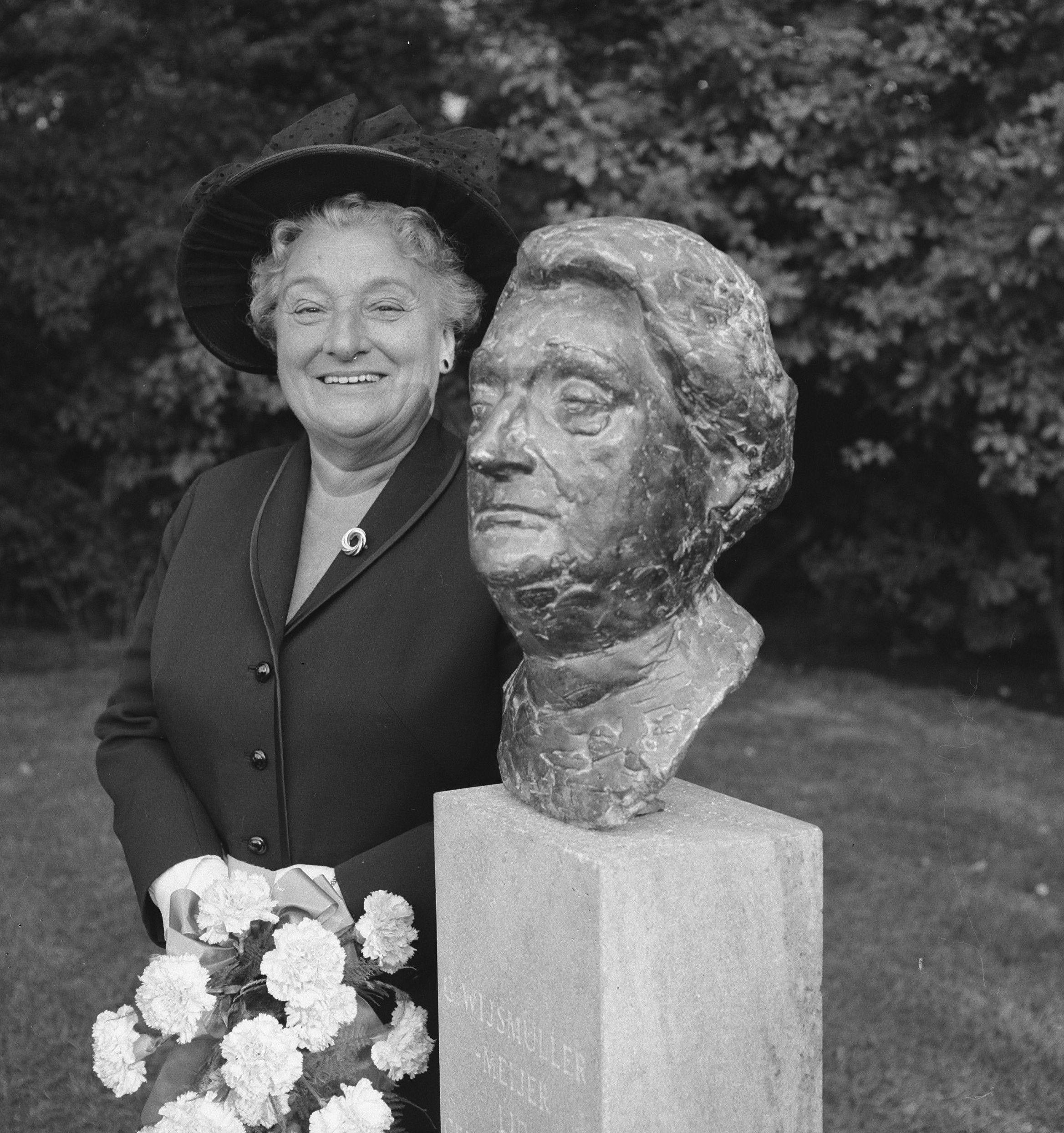
Tante Truus (1896–1978)

- Tanti, Tony (* 1963), kanadischer Eishockeyspieler
- Tantilow, Petar (1861–1937), bulgarischer Offizier
- Tanton, Carl August (1801–1890), estnischer Orgelbauer
- Tantot, Mathilde (* 1994), französisch-persische Influencerin, Model und Schauspielerin
- Tantow, Lutz (* 1956), deutscher Schriftsteller
- Tantra, Eti (* 1975), indonesische Badmintonspielerin, später für die USA startend
- Tants, Henning (* 1949), deutscher Politiker (CDU) und MdHB
- Tantschew, Petar (1920–1992), bulgarischer Politiker
- Tanturi, Ricardo (1905–1973), argentinischer Tangopianist, Bandleader und Komponist
- Tantzen, Eilert (1929–2012), deutscher Forstmann, Genealoge, Heimatforscher, Naturschützer und Lokalpolitiker
- Tantzen, Ernst (1857–1926), oldenburgischer Politiker
- Tantzen, Richard (1888–1966), deutscher Jurist, Verwaltungsbeamter und Politiker (FDP)
- Tantzen, Theodor der Ältere (1834–1893), oldenburgischer Landwirt und Politiker
- Tantzen, Theodor der Jüngere (1877–1947), deutscher Politiker (DDP, FDP), MdR, MdLTheodor Tantzen der Jüngere (1877–1947)

Theodor Tantzen der Jüngere (1877–1947)

- Täntzer, Johann (1633–1690), deutscher Jagdschriftsteller

### Tanu
- Tanucci, Bernardo (1698–1783), neapolitanischer Staatsmann
- Tanui, Angela (* 1992), kenianische Langstreckenläuferin
- Tanui, James (1974–2003), kenianischer Langstreckenläufer
- Tanui, Mark (* 1977), kenianischer Marathonläufer
- Tanui, Moses (* 1965), kenianischer Langstreckenläufer
- Tanui, Paul Kipngetich (* 1990), kenianischer Langstreckenläufer
- Tanui, Philip (* 1975), kenianischer Marathonläufer
- Tanui, William (* 1964), kenianischer Mittelstreckenläufer und Olympiasieger
- Tanuma, Takeyoshi (1929–2022), japanischer Fotograf
- Tanumafili II. (1913–2007), samoanischer Staatschef
- Tanush Thopia, albanischer Adliger

### Tanv
- Tanvier, Catherine (* 1965), französische Tennisspielerin und Schauspielerin
- Tanviriyavechakul, Padasak (* 1996), thailändischer Tischtennisspieler

### Tanw
- Tanweer, Shehzad (1982–2005), britischer mutmaßlicher Terrorist

### Tany
- Tanyel, Seta (* 1947), türkische Konzertpianistin
- Tanygina, Alewtina Anatoljewna (* 1989), russische Skilangläuferin
- Tanyidamani, nubischer König
- Tanyıldız, Erman (1949–2021), deutscher Unternehmer
- Tanyol, Can (* 1991), deutscher Filmregisseur, Drehbuchautor und Produzent

### Tanz
- Tanz, Peter (1938–2012), deutscher evangelisch-lutherischer Pfarrer
- Tanz, Sabine (* 1957), deutsche Mediävistin und Hochschullehrerin
- Tanzeglock, Karl (1902–1983), deutscher Jurist und Politiker (NSDAP)
- Tanzer, Andreas (* 1989), deutscher Eishockeytorwart
- Tänzer, Aron (1871–1937), deutscher Rabbiner
- Tanzer, Francisco (1921–2003), deutsch-österreichischer Autor
- Tänzer, Gerhard (1937–2025), deutscher Schriftsteller
- Tänzer, Jürgen (* 1951), deutscher Fußballspieler
- Tanzer, Juta (* 1957), österreichische Autorin, Kinderbuchautorin und Lyrikerin
- Tanzer, Katharina (* 1995), österreichische Judoka
- Tanzer, Michael (* 1949), österreichischer Rechtswissenschaftler
- Tänzer, Mihai (1905–1993), rumänischer und ungarischer Fußballspieler
- Tanzer, Oliver (* 1967), österreichischer Journalist und Buchautor
- Tanzer, Philipp (* 1977), deutscher DJ und PornodarstellerPhilipp Tanzer (* 1977)

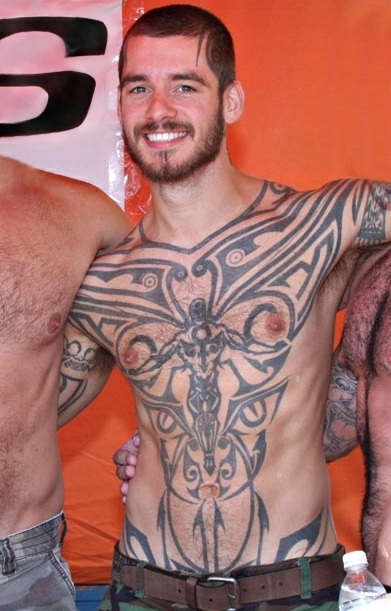
Philipp Tanzer (* 1977)

- Tänzer, Sandra (* 1973), deutsche Pädagogin
- Tanzer, Sepp (1907–1983), österreichischer Komponist für Blasmusik
- Tanzer, Ulrike (* 1967), österreichische Literaturwissenschaftlerin
- Tänzer, Willy (1889–1946), deutscher Fußballspieler
- Tanzi, Calisto (1938–2022), italienischer Unternehmer
- Tanzi, David E., US-amerikanischer Offizier, Generalmajor der US Air Force
- Tanzini, Anna Luisa (* 1914), italienische Turnerin
- Tanzini, Athos (1913–2008), italienischer Säbelfechter
- Tanzio da Varallo, norditalienischer Maler zwischen Manierismus und Barock
- Tanzjura, Ihor (* 1967), ukrainischer Generalmajor
- Tänzl von Tratzberg, Maximilian (1838–1921), deutscher Gutsbesitzer und Politiker (Zentrum), MdR
- Tänzl, Veit Jakob († 1530), Bergbauunternehmer und kaiserlicher Rat der in den Adelsstand erhoben wurde
- Tänzler, Fritz (1869–1944), deutscher Verbandsfunktionär
- Tanzler, Petra (* 1973), österreichische Politikerin (SPÖ), Abgeordnete zum Nationalrat
- Tanzmann, Bruno (1878–1939), deutscher völkischer Verleger und Schriftsteller
- Tanzmann, Helmut (1907–1946), deutscher Jurist, SS-Führer und Regierungsrat beim SD
- Tanzmann, Matthias (* 1977), deutscher DJ
- Tanzmayr, Marcel (* 2002), österreichischer Fußballspieler
- Tanzmeister, Hans (1892–1955), österreichischer Politiker (Heimatblock), Mitglied des Bundesrates
- Tanzverbot (* 1997), deutscher Webvideoproduzent und LivestreamerTanzverbot (* 1997)

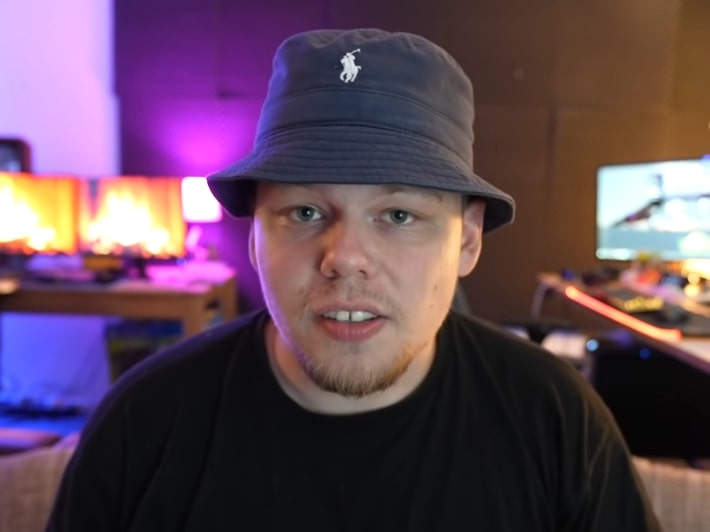
Tanzverbot (* 1997)